# Emisje krajowe monet 2 euro
Galeria monet 2 euro wydanych od 2004 obejmująca emisje krajowe jak również emisje wspólne.

## Galeria

### 2004

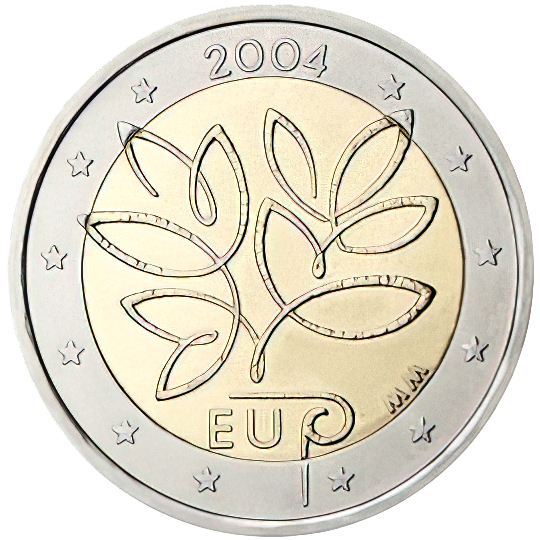
Rozszerzenie UE numer monety: 1
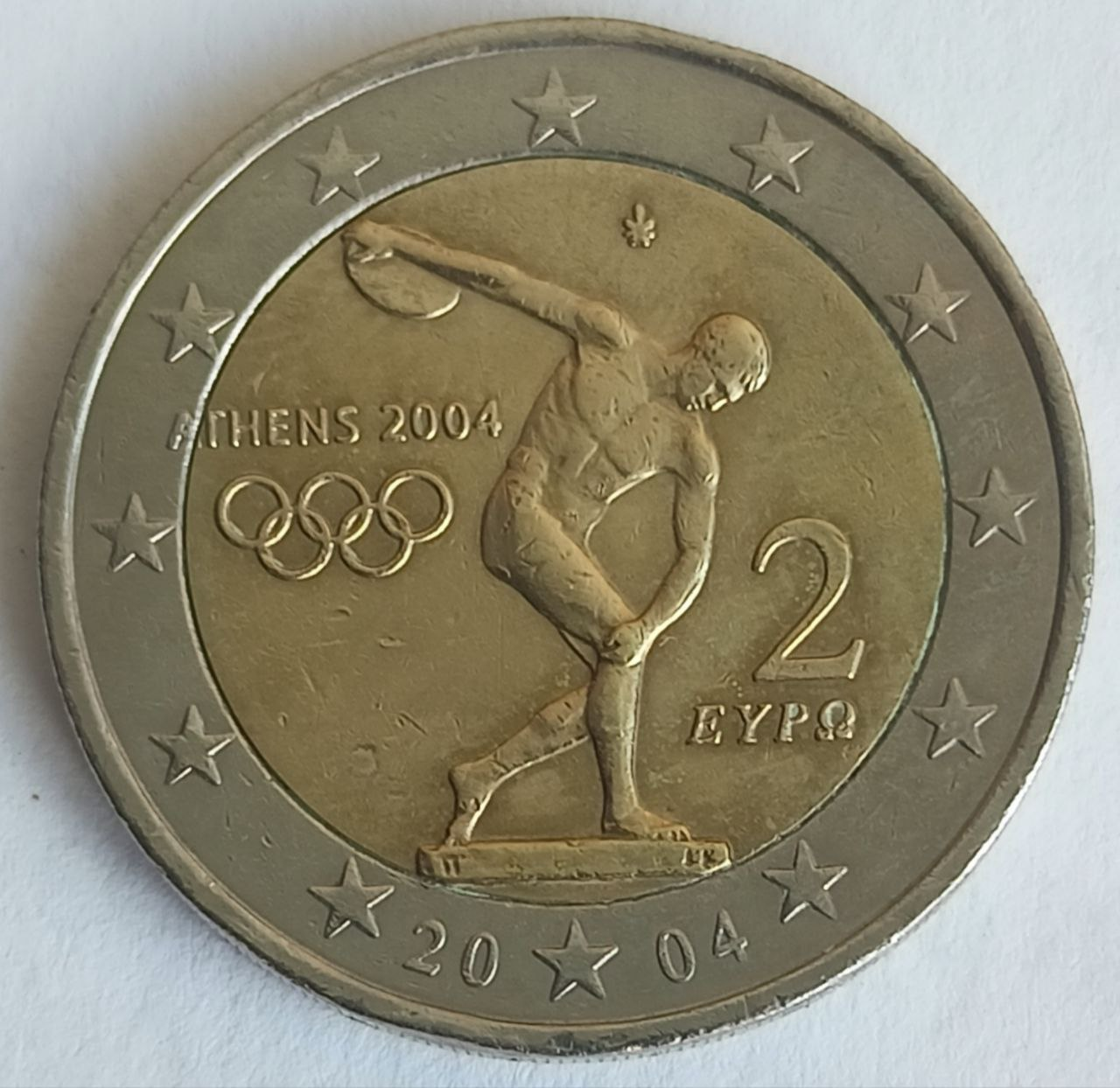
Letnie IO - Ateny 2004 numer monety: 2
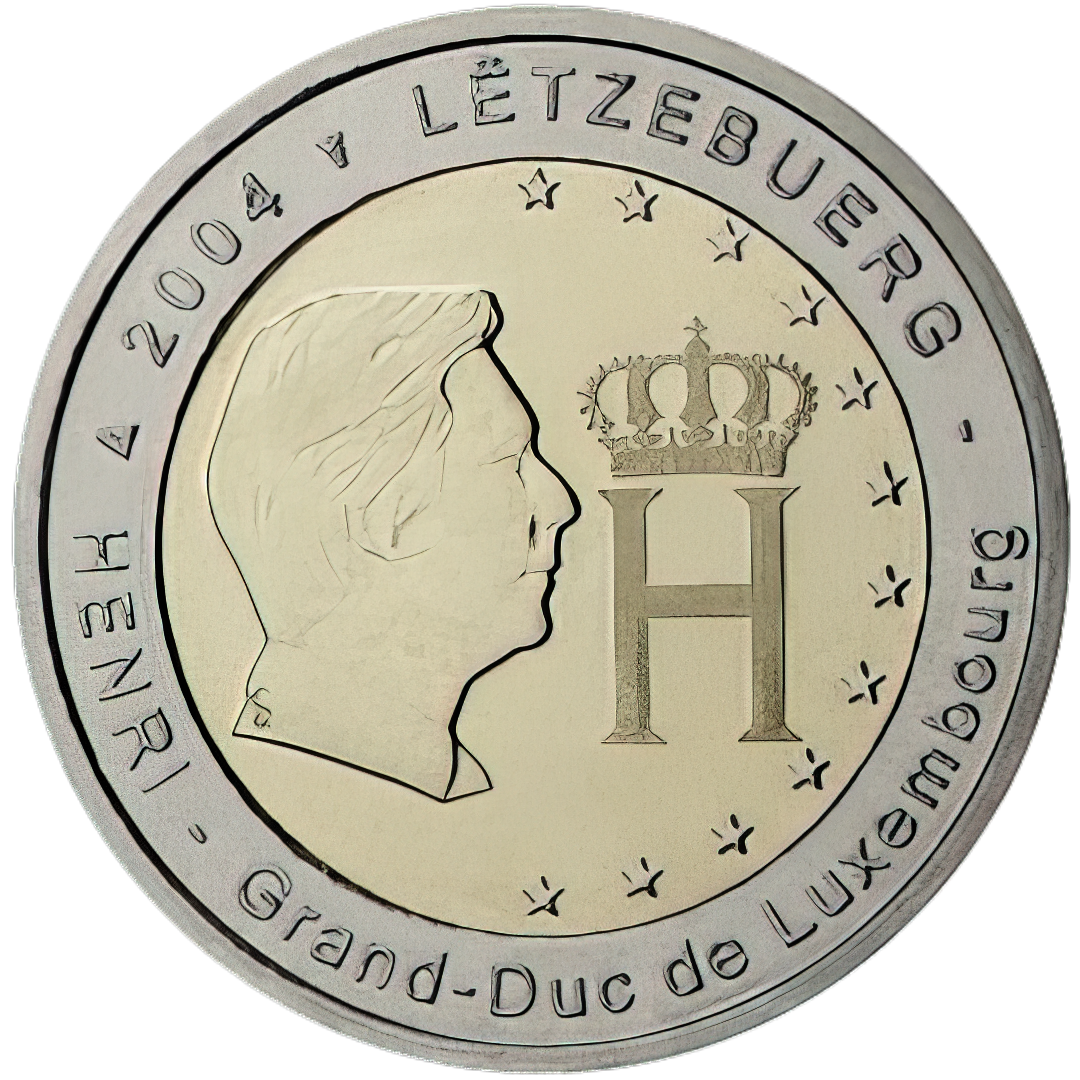
Książę Henryk numer monety: 3
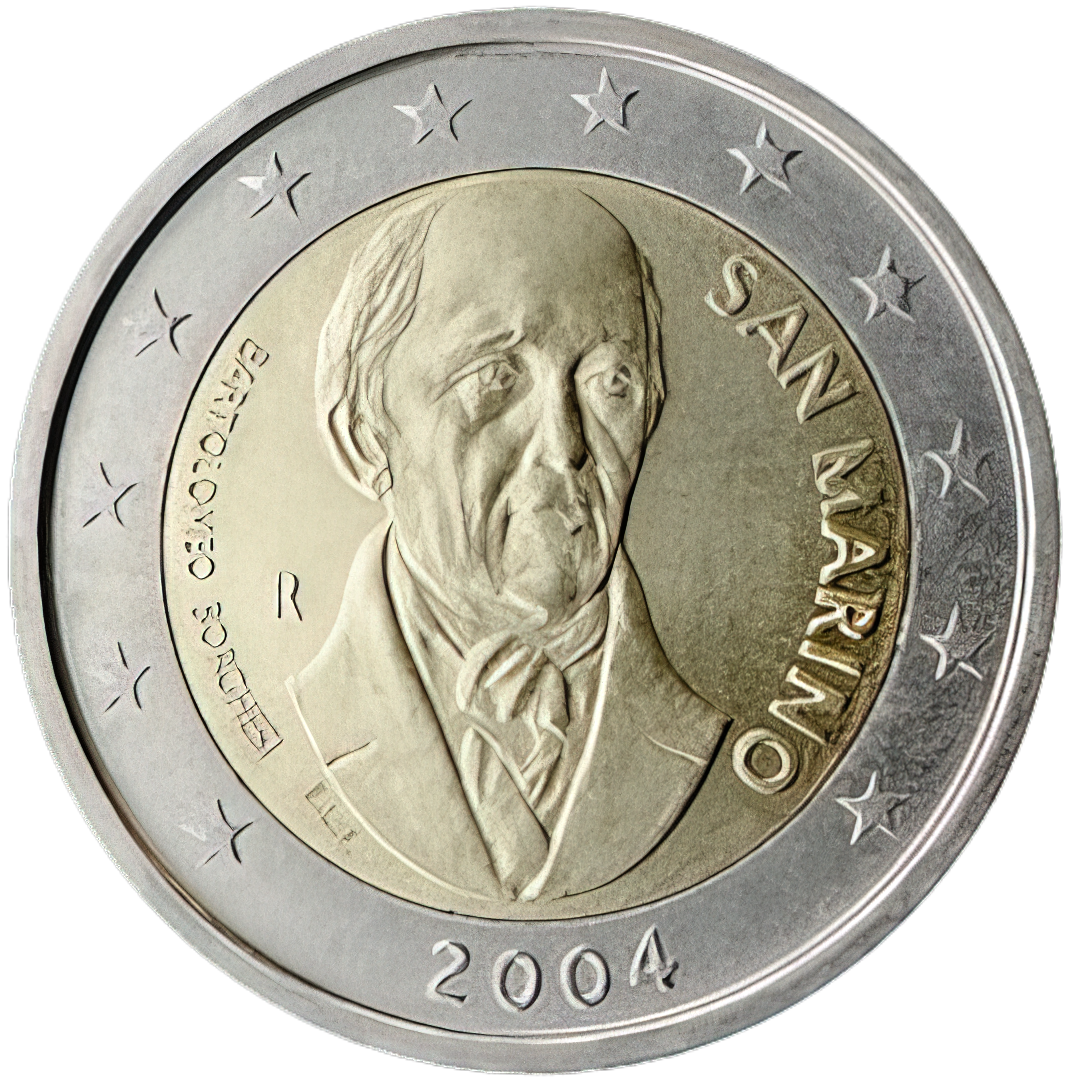
Bartolomeo Borghesi numer monety: 4
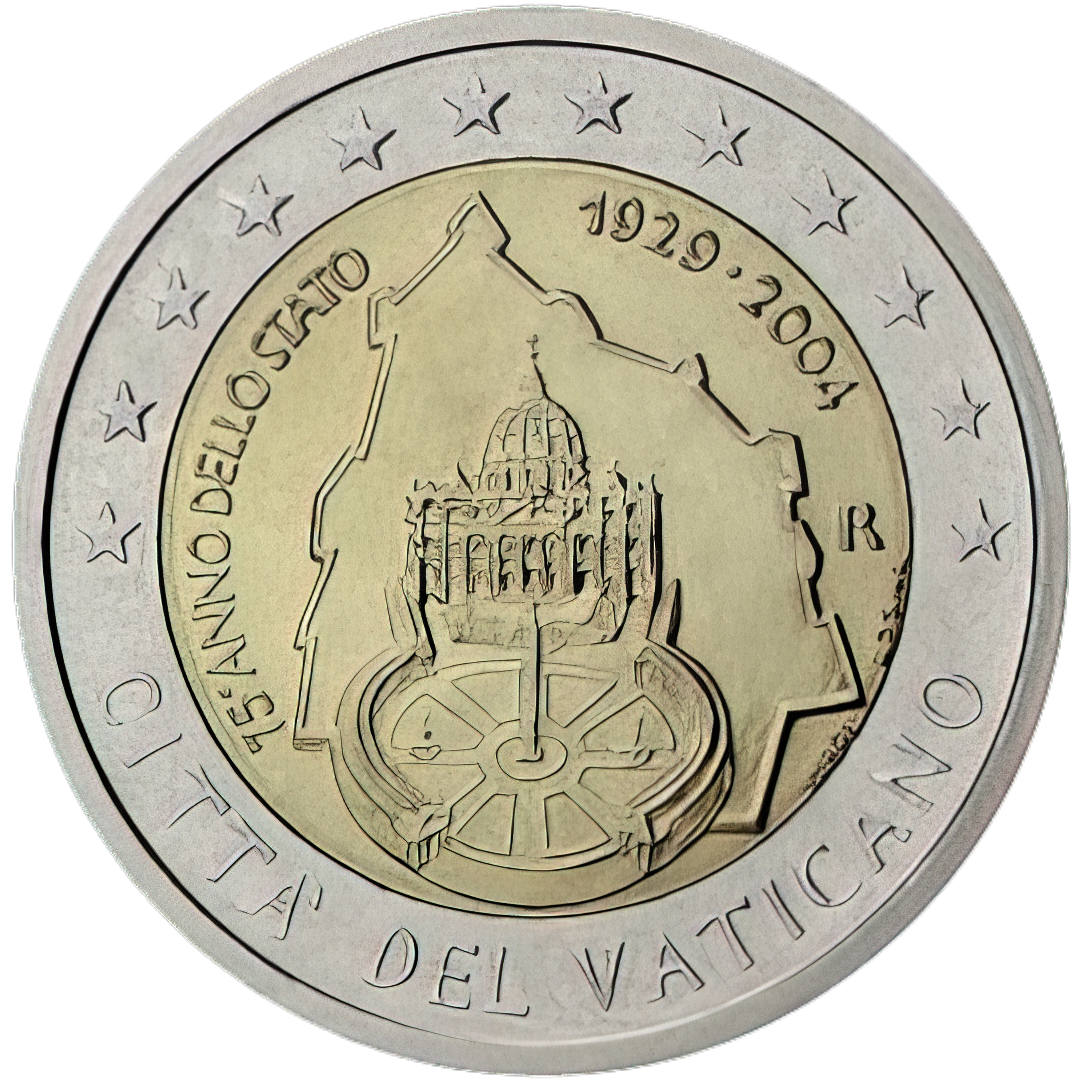
Powstanie Watykanu numer monety: 5
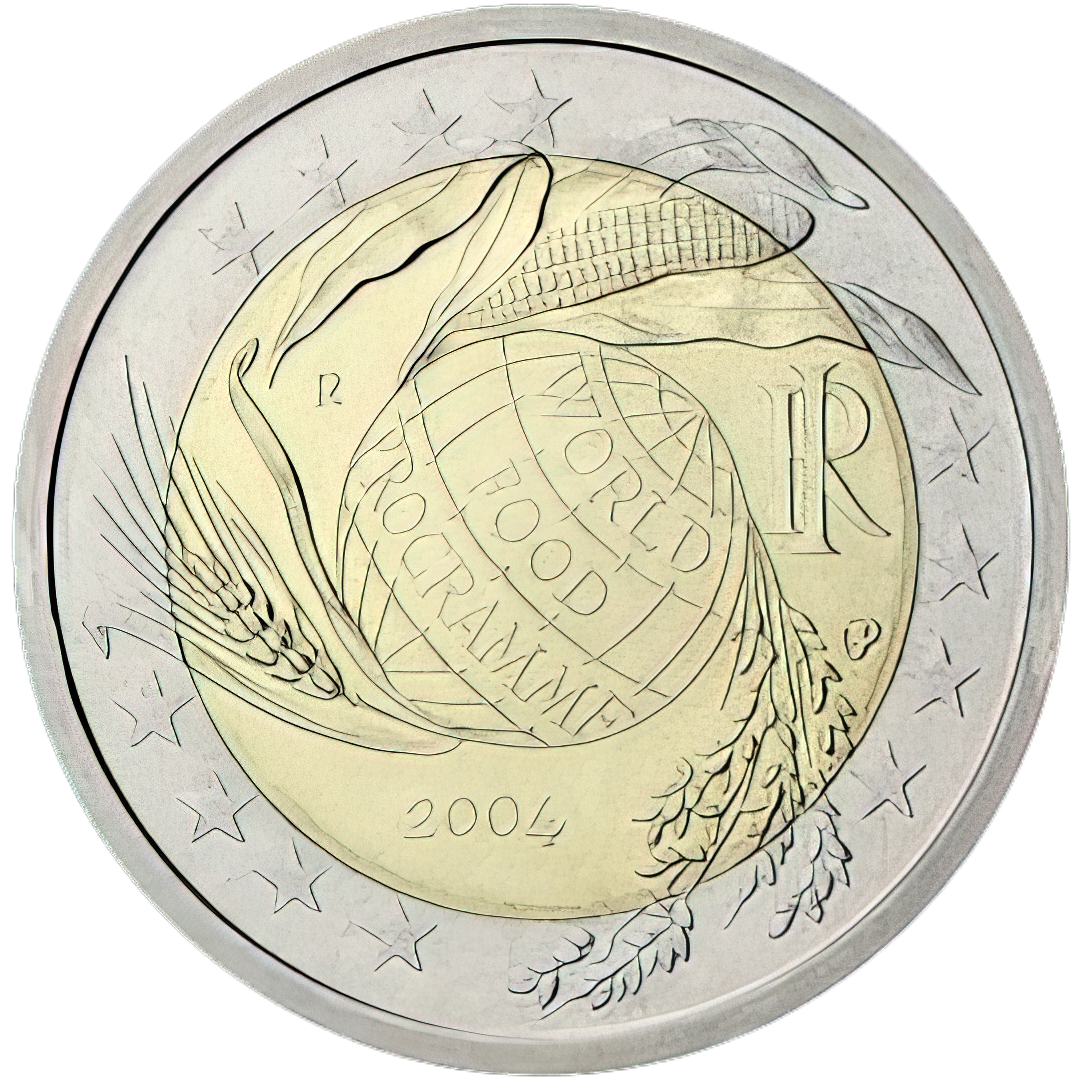
Program Żywności numer monety: 6

- Finlandia
Rozszerzenie UE
numer monety: 1
- Grecja
Letnie IO - Ateny 2004
numer monety: 2
- Luksemburg
Książę Henryk
numer monety: 3
- San Marino
Bartolomeo Borghesi
numer monety: 4
- Watykan
Powstanie Watykanu
numer monety: 5
- Włochy
Program Żywności
numer monety: 6

### 2005

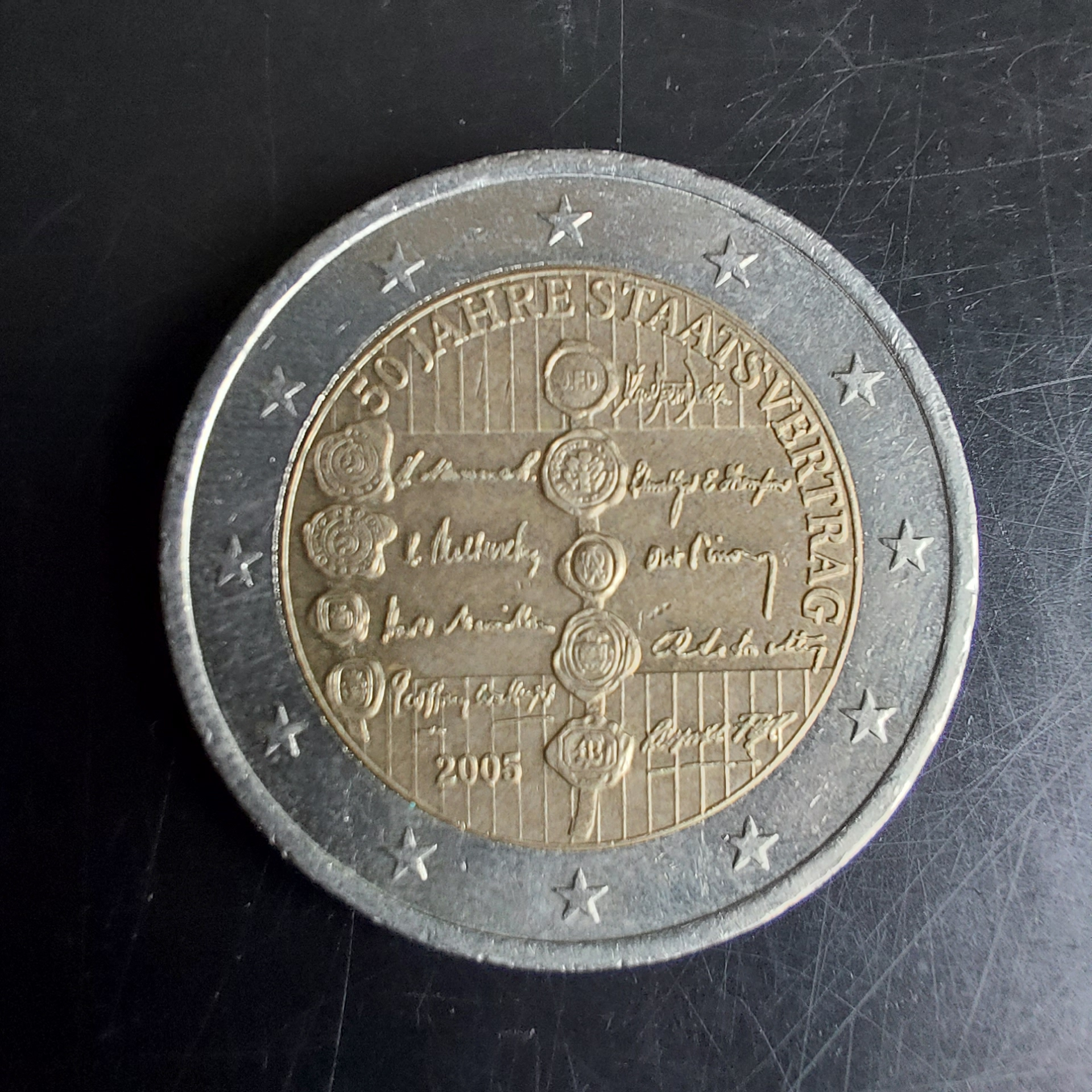
Traktat państwowy numer monety: 7
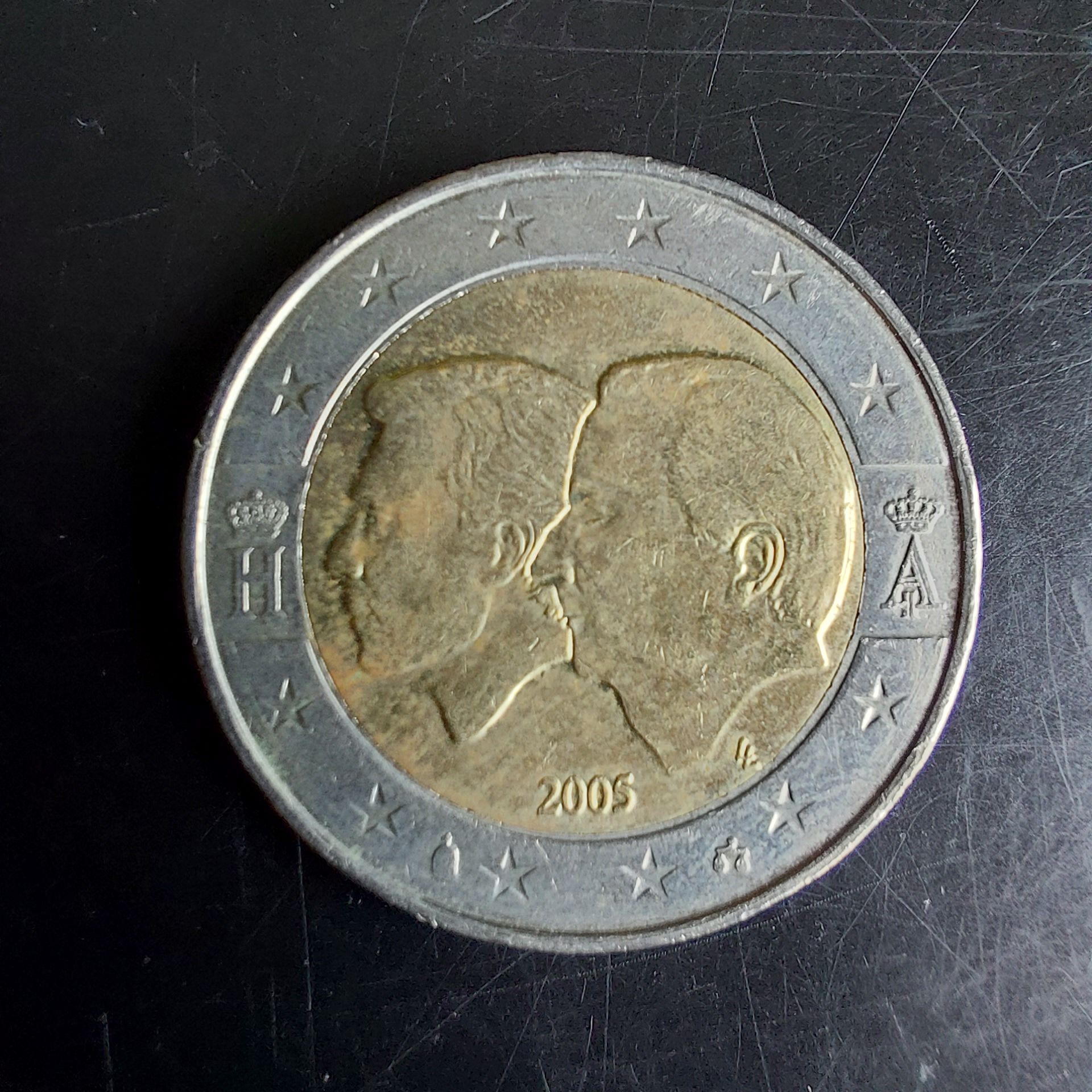
Unia Ekonomiczna numer monety: 8
Don Kichot numer monety: 10
Książę Henryk i Adolf numer monety: 11
Światowy Rok Fizyki numer monety: 12
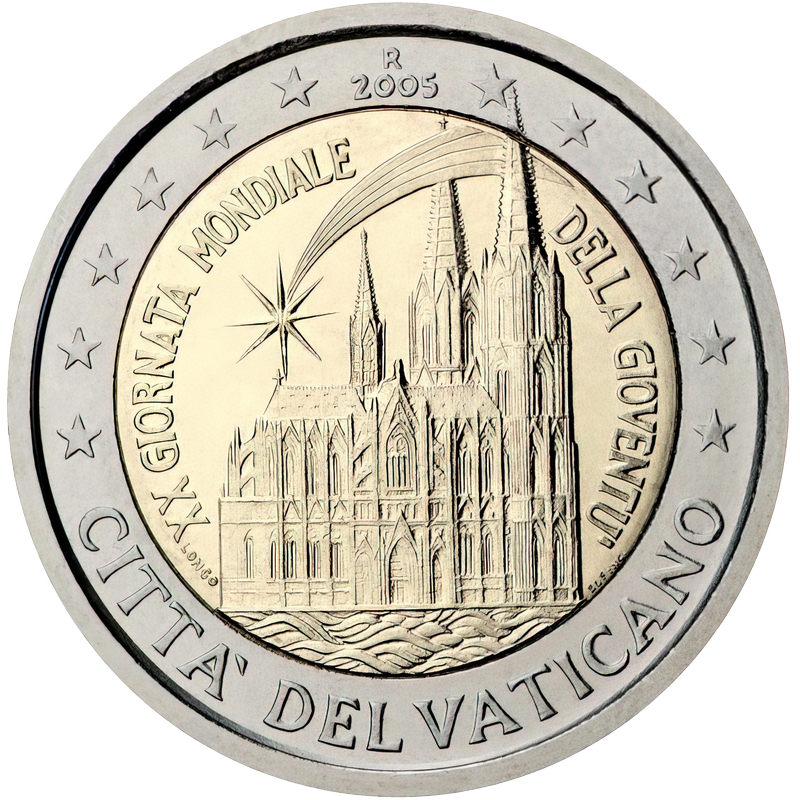
Dzień Młodzieży numer monety: 13
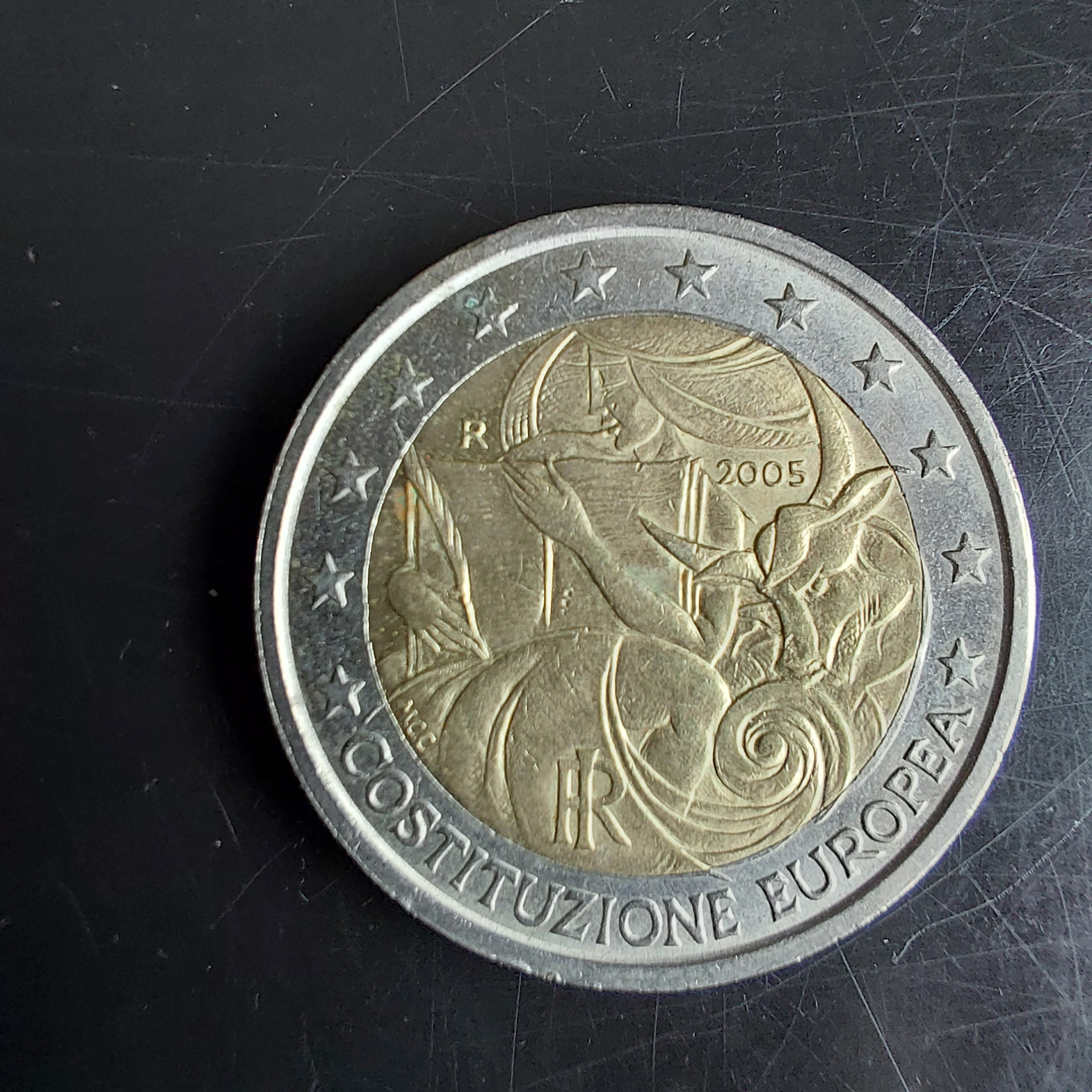
Konstytucja UE numer monety: 14

- Austria
Traktat państwowy
numer monety: 7
- Belgia
Unia Ekonomiczna
numer monety: 8
- Finlandia
Finlandia w ONZ
numer monety: 9
- Hiszpania
Don Kichot
numer monety: 10
- Luksemburg
Książę Henryk i Adolf
numer monety: 11
- San Marino
Światowy Rok Fizyki
numer monety: 12
- Watykan
Dzień Młodzieży
numer monety: 13
- Włochy
Konstytucja UE
numer monety: 14

### 2006

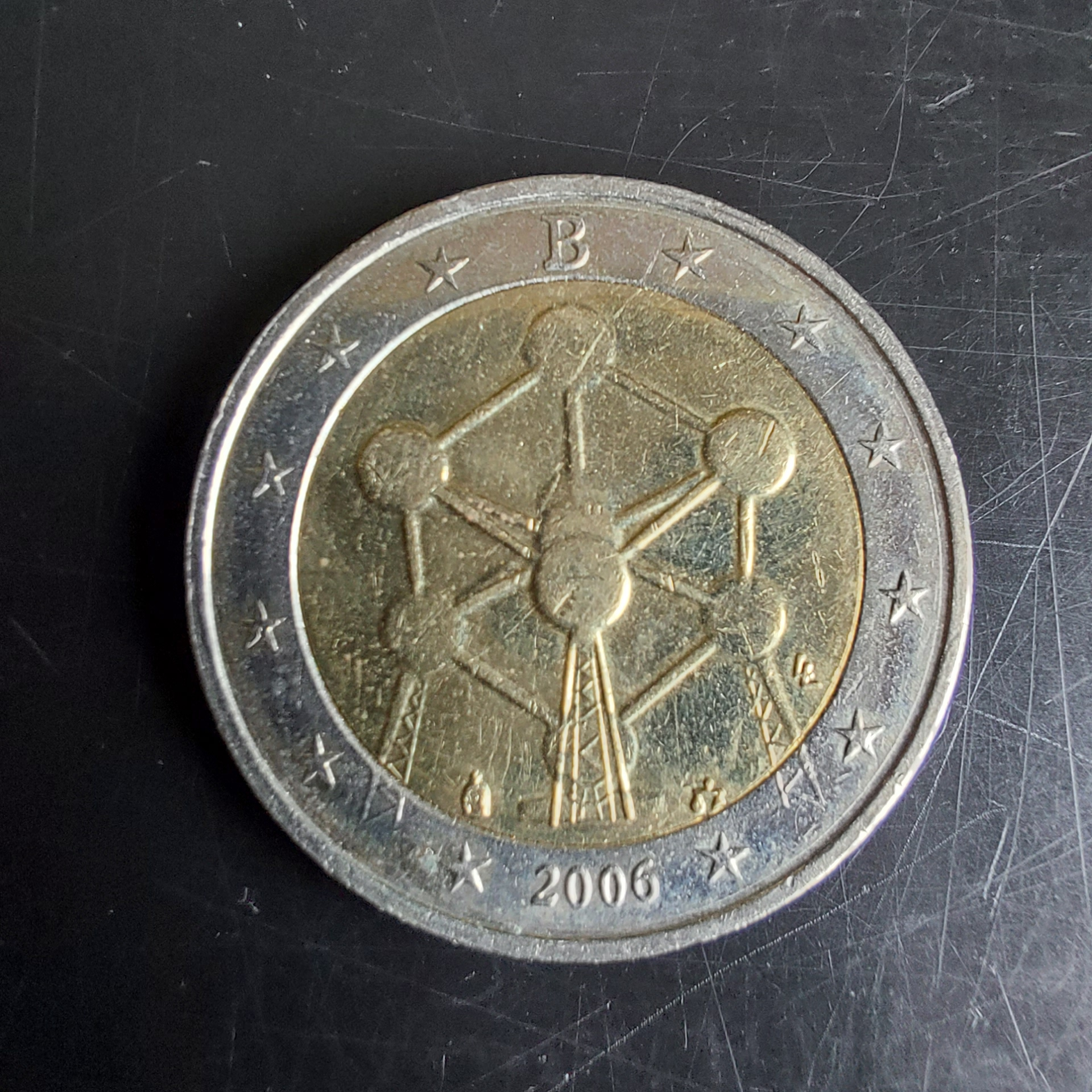
Atomium numer monety: 15
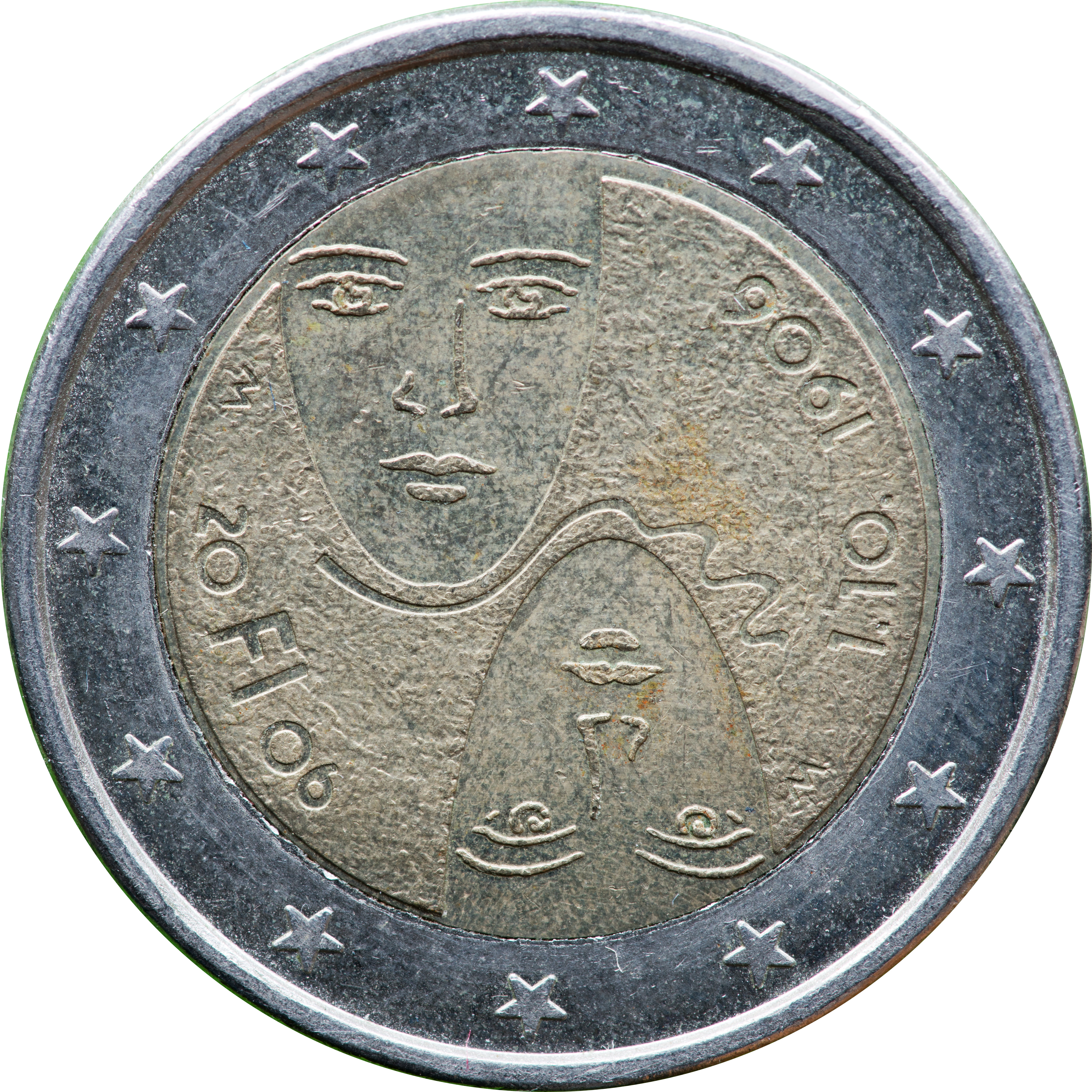
Prawa wyborcze numer monety: 16
Książę Wilhelm numer monety: 17
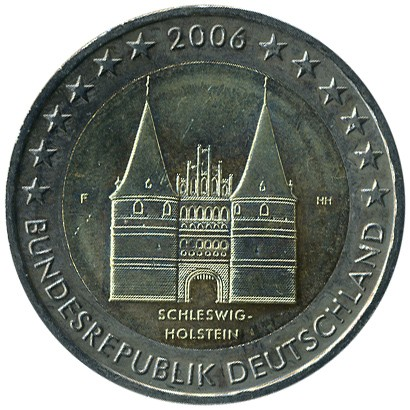
Szlezwik-Holsztyn numer monety: 18
Krzysztof Kolumb numer monety: 19
Gwardia Szwajcarska numer monety: 20
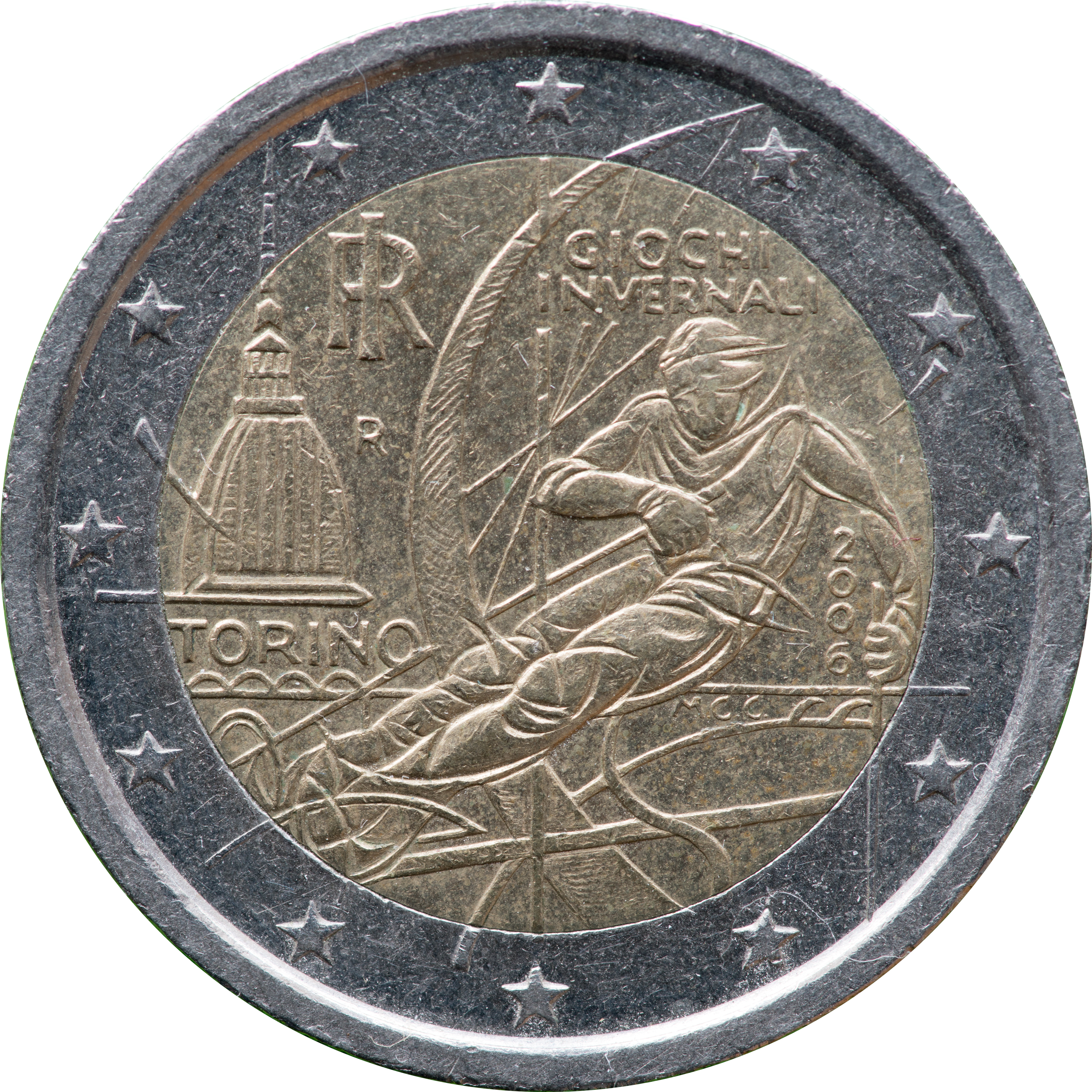
Zimowe IO - Turyn 2006 numer monety: 21

- Belgia
Atomium
numer monety: 15
- Finlandia
Prawa wyborcze
numer monety: 16
- Luksemburg
Książę Wilhelm
numer monety: 17
- Niemcy
Szlezwik-Holsztyn
numer monety: 18
- San Marino
Krzysztof Kolumb
numer monety: 19
- Watykan
Gwardia Szwajcarska
numer monety: 20
- Włochy
Zimowe IO - Turyn 2006
numer monety: 21

### 2007

Niepodległość Finlandii numer monety: 22
Pałac Wielkich Książąt numer monety: 23
Grace Kelly numer monety: 24
Meklemburgia numer monety: 25
Portugalska Prezydencja numer monety: 26
Giuseppe Garibaldi numer monety: 27
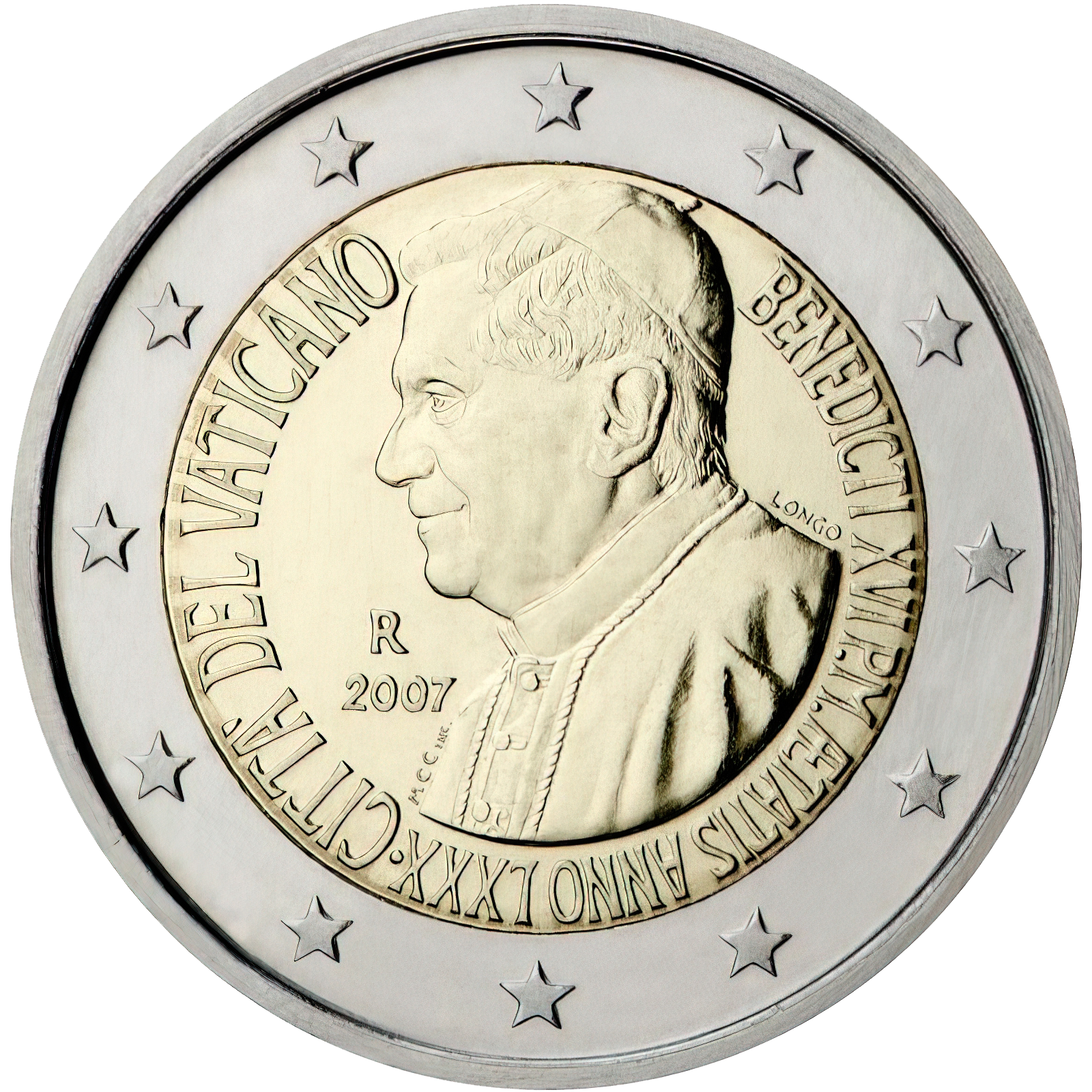
Benedykt XVI numer monety: 28

- Finlandia
Niepodległość Finlandii
numer monety: 22
- Luksemburg
Pałac Wielkich Książąt
numer monety: 23
- Monako
Grace Kelly
numer monety: 24
- Niemcy
Meklemburgia
numer monety: 25
- Portugalia
Portugalska Prezydencja
numer monety: 26
- San Marino
Giuseppe Garibaldi
numer monety: 27
- Watykan
Benedykt XVI
numer monety: 28

#### emisja wspólna -50. rocznica podpisania traktatów rzymskich

Traktaty Rzymskie numer monety: 29
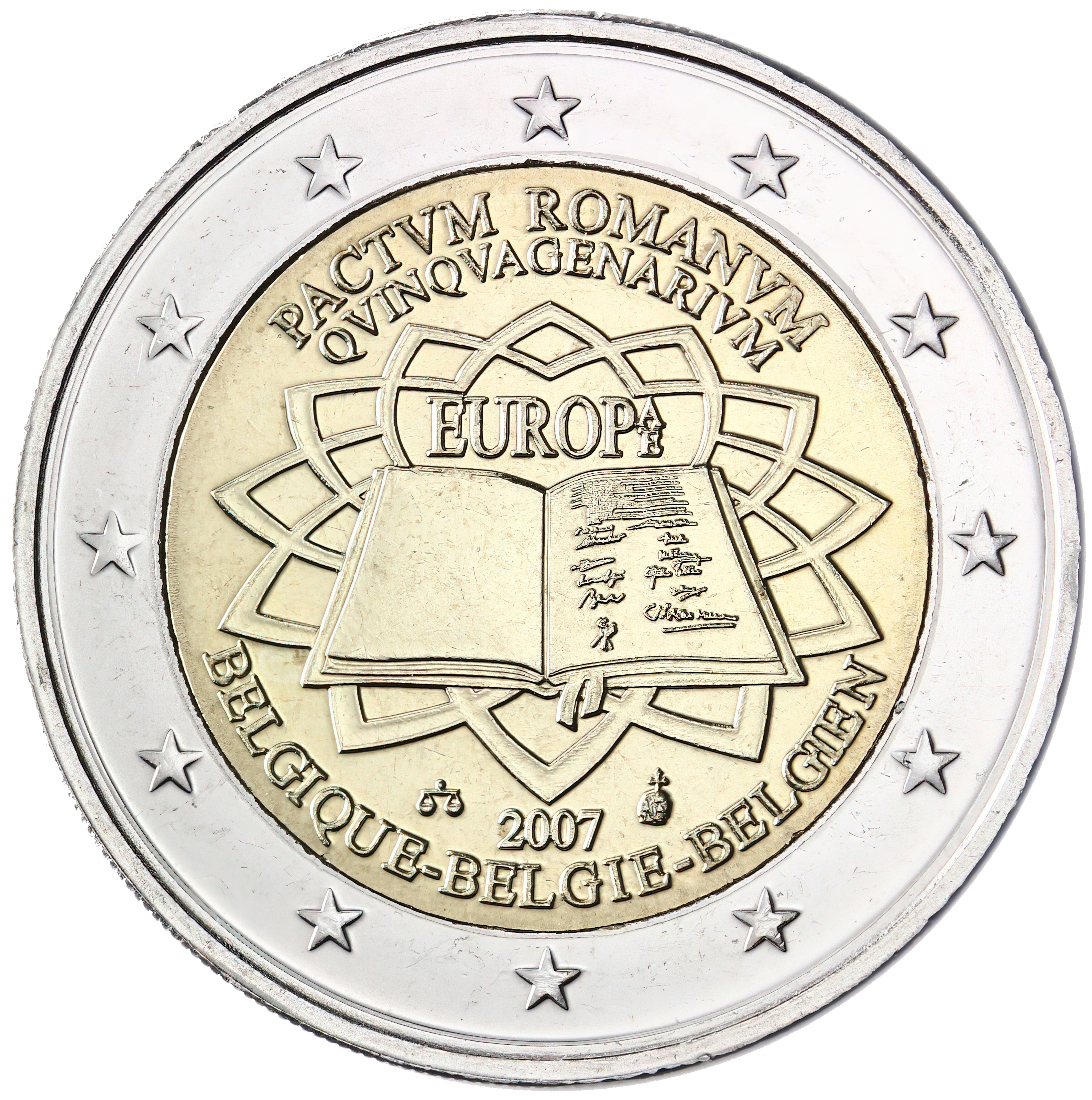
Traktaty Rzymskie numer monety: 30
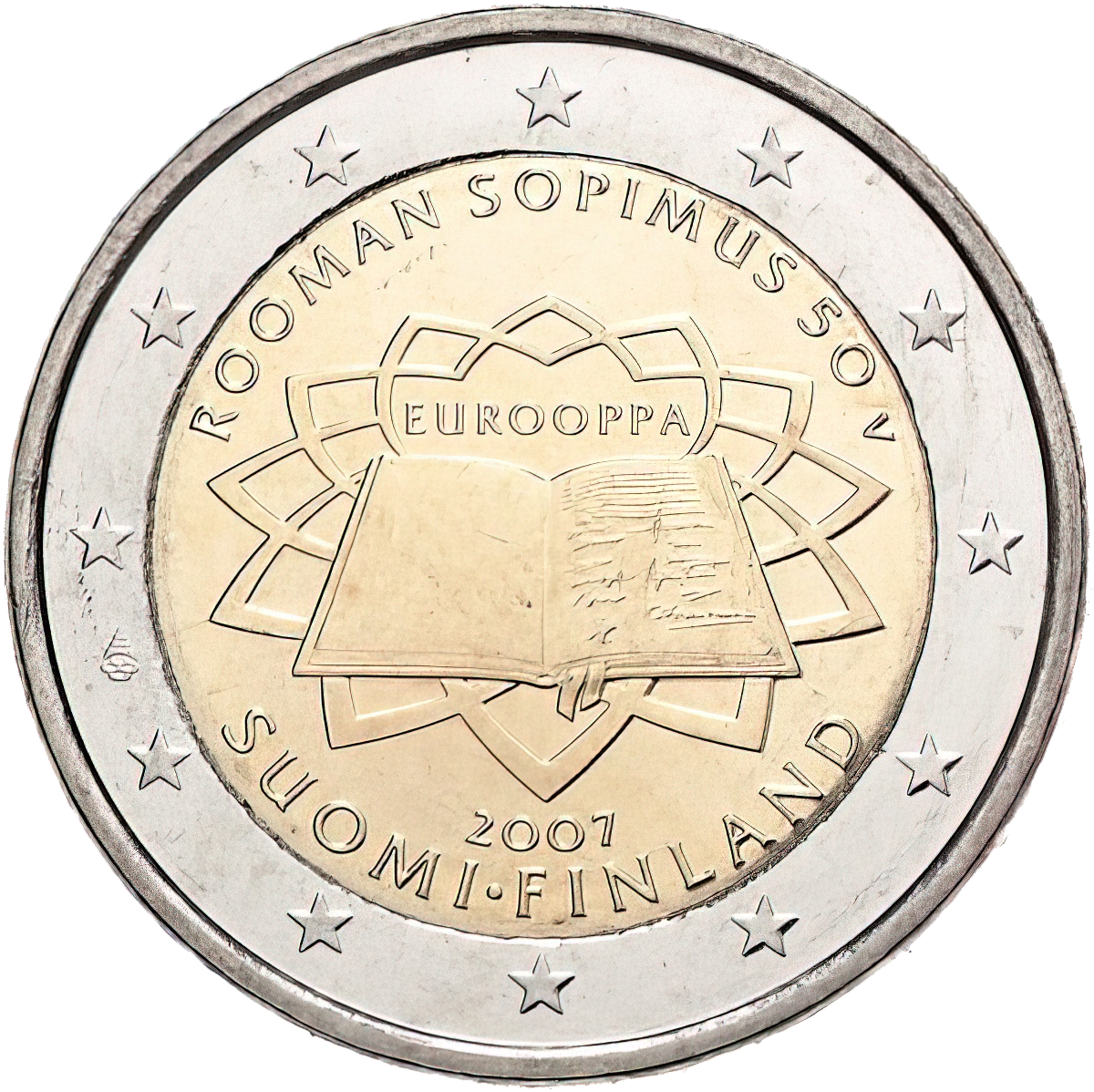
Traktaty Rzymskie numer monety: 31
Traktaty Rzymskie numer monety: 32
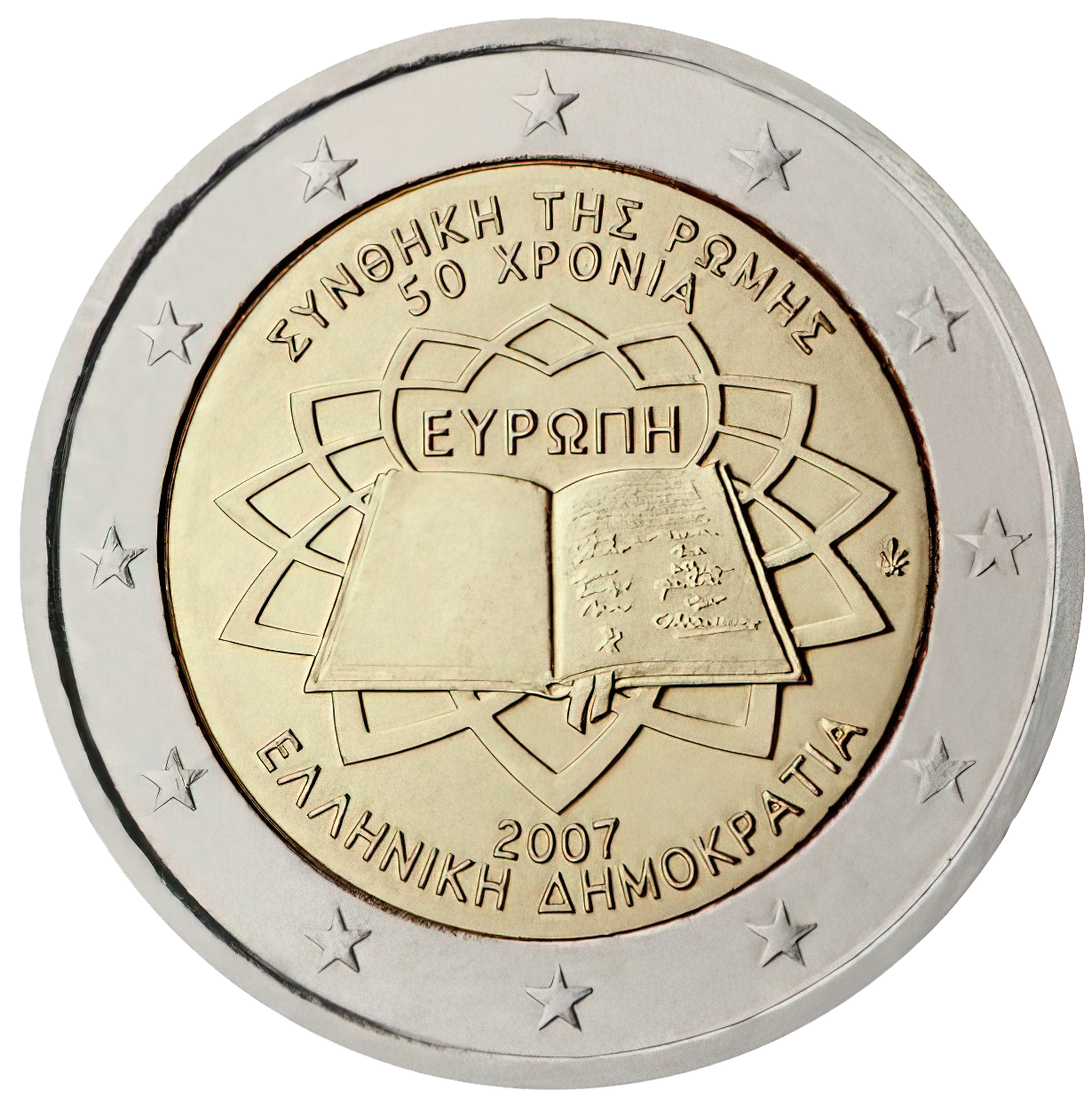
Traktaty Rzymskie numer monety: 33
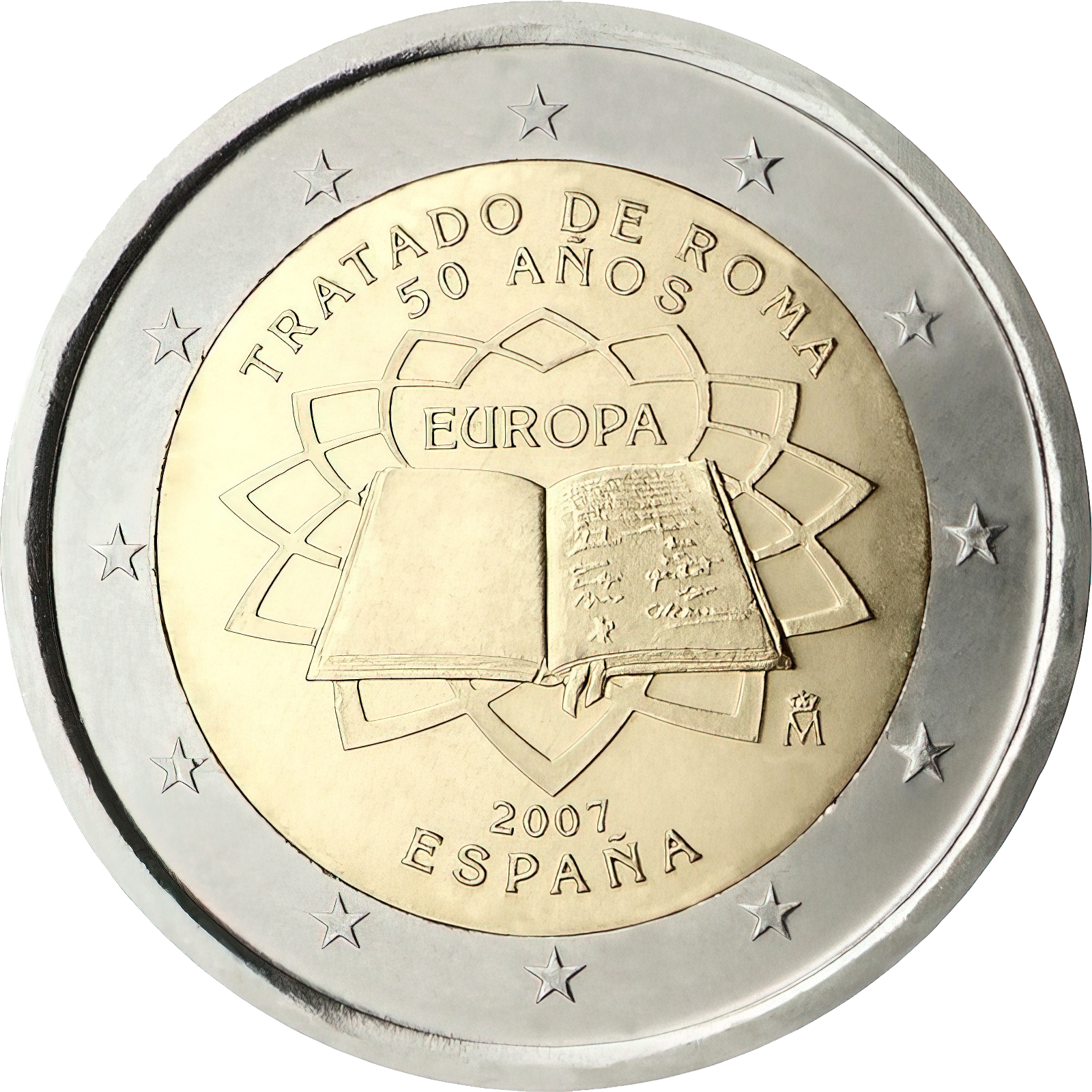
Traktaty Rzymskie numer monety: 34
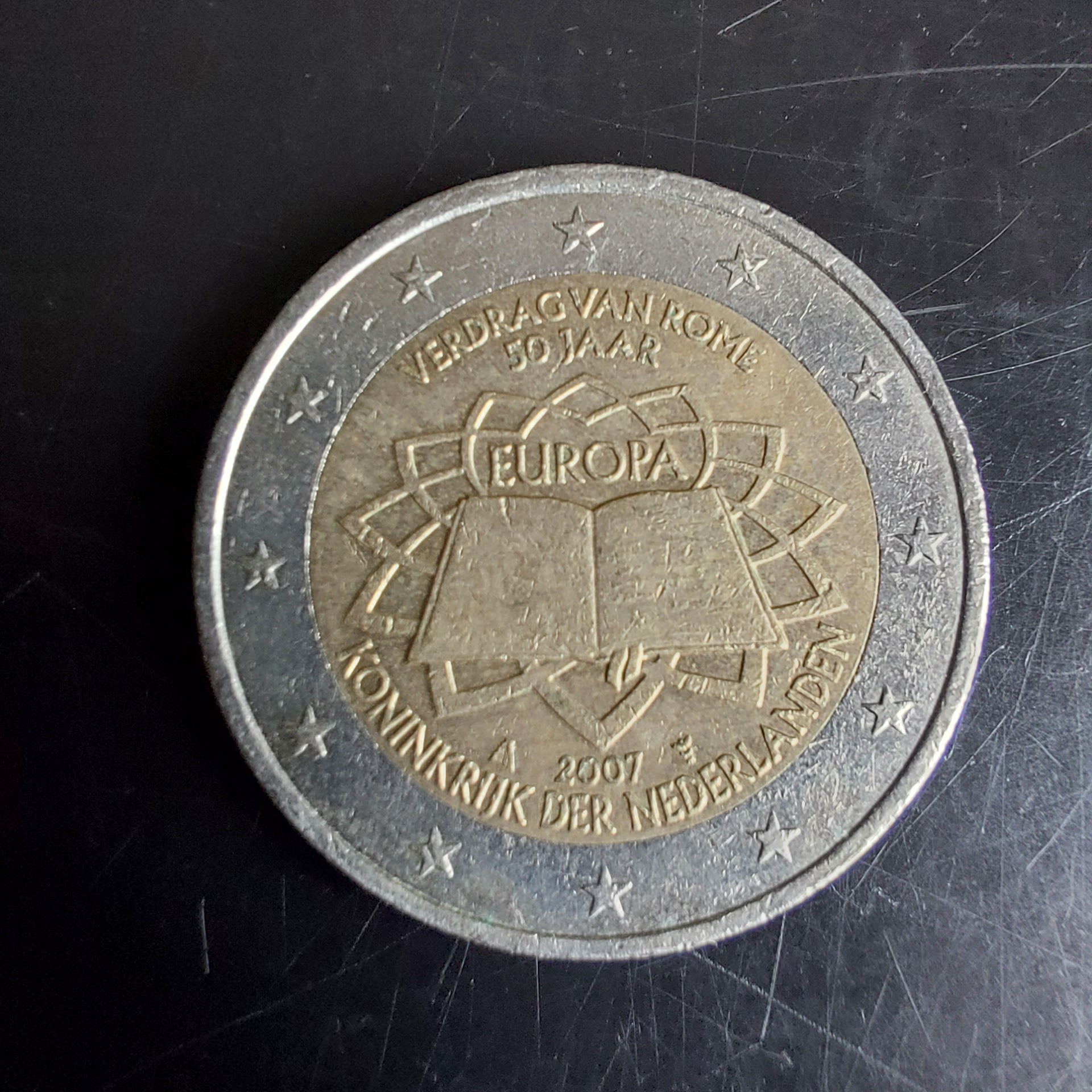
Traktaty Rzymskie numer monety: 35
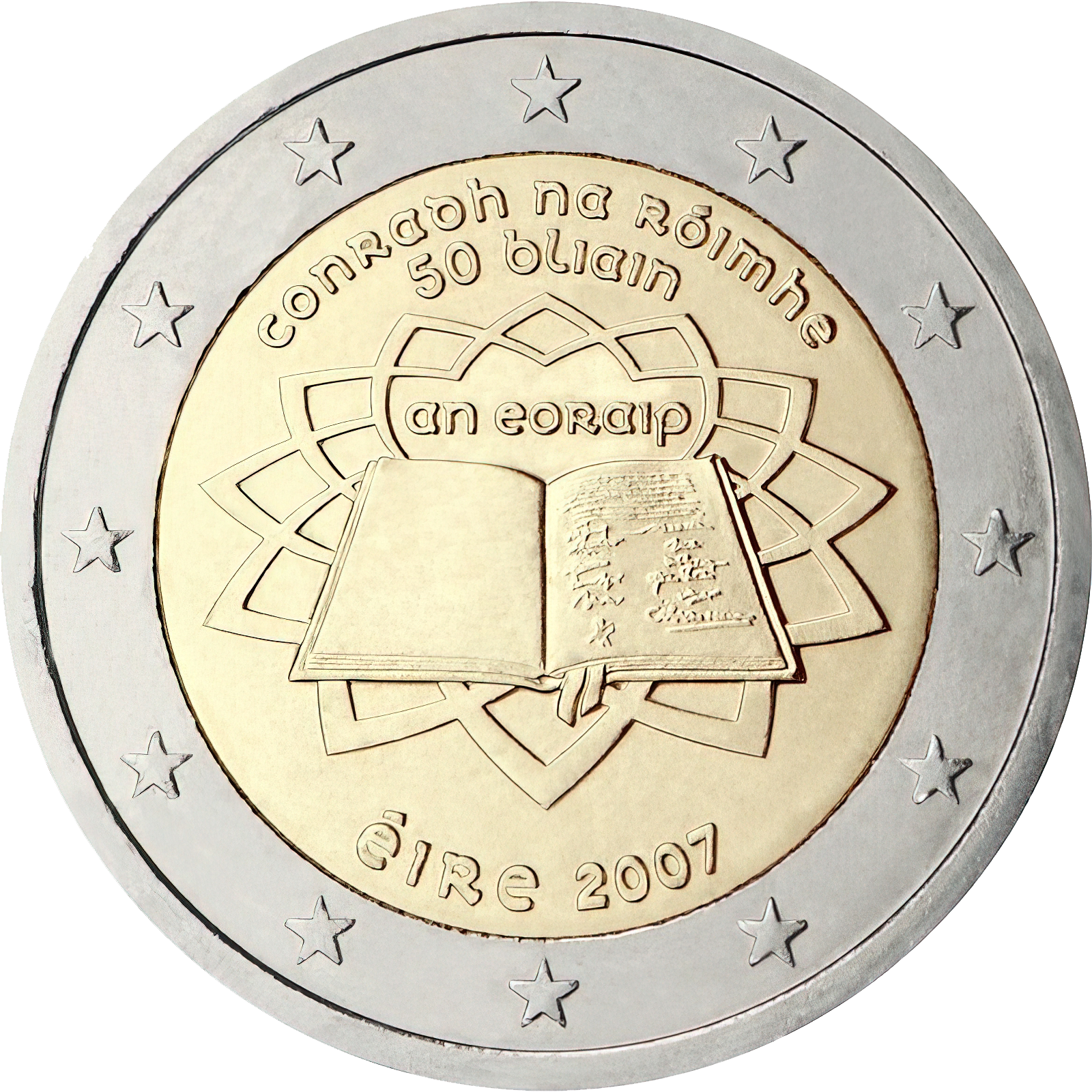
Traktaty Rzymskie numer monety: 36
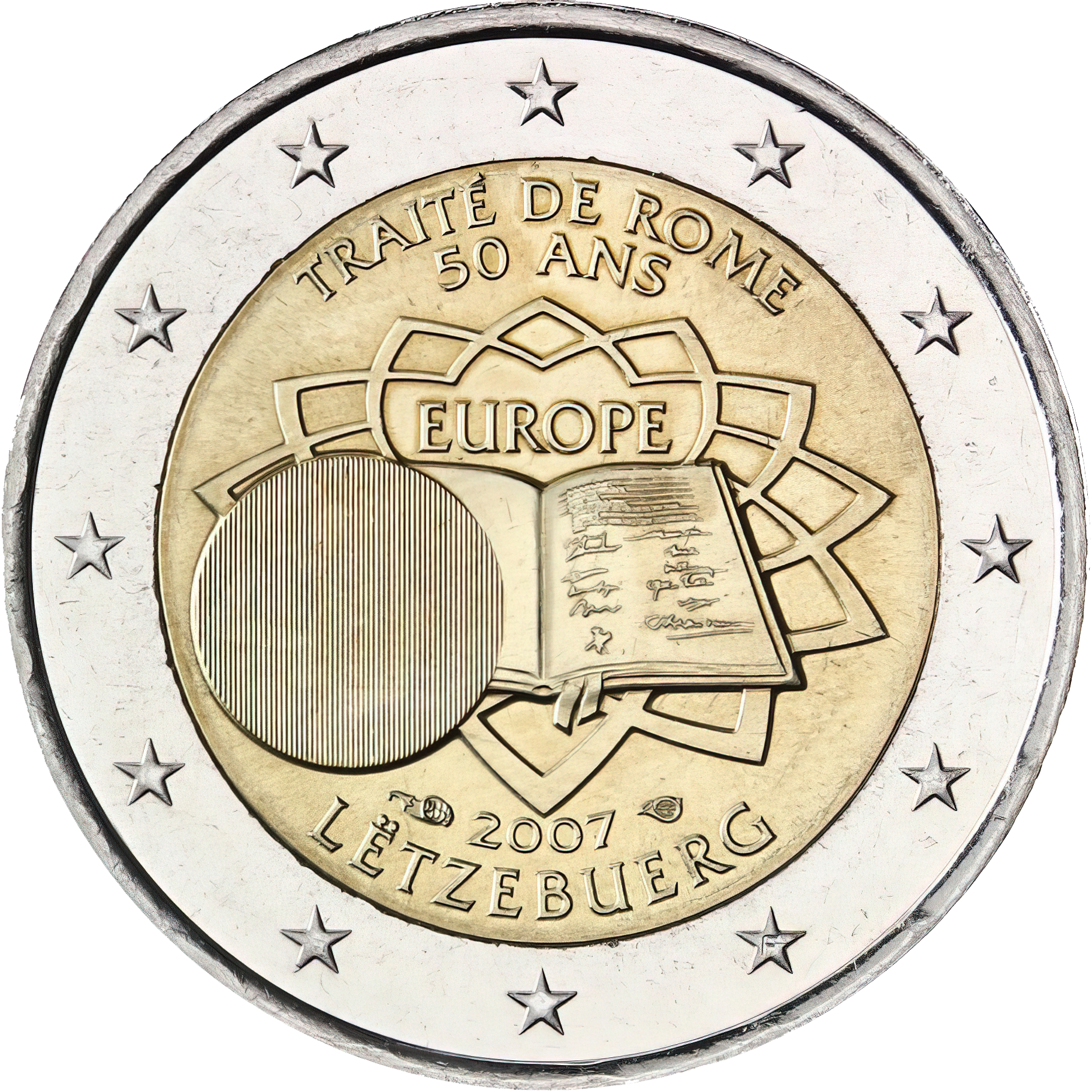
Traktaty Rzymskie numer monety: 37
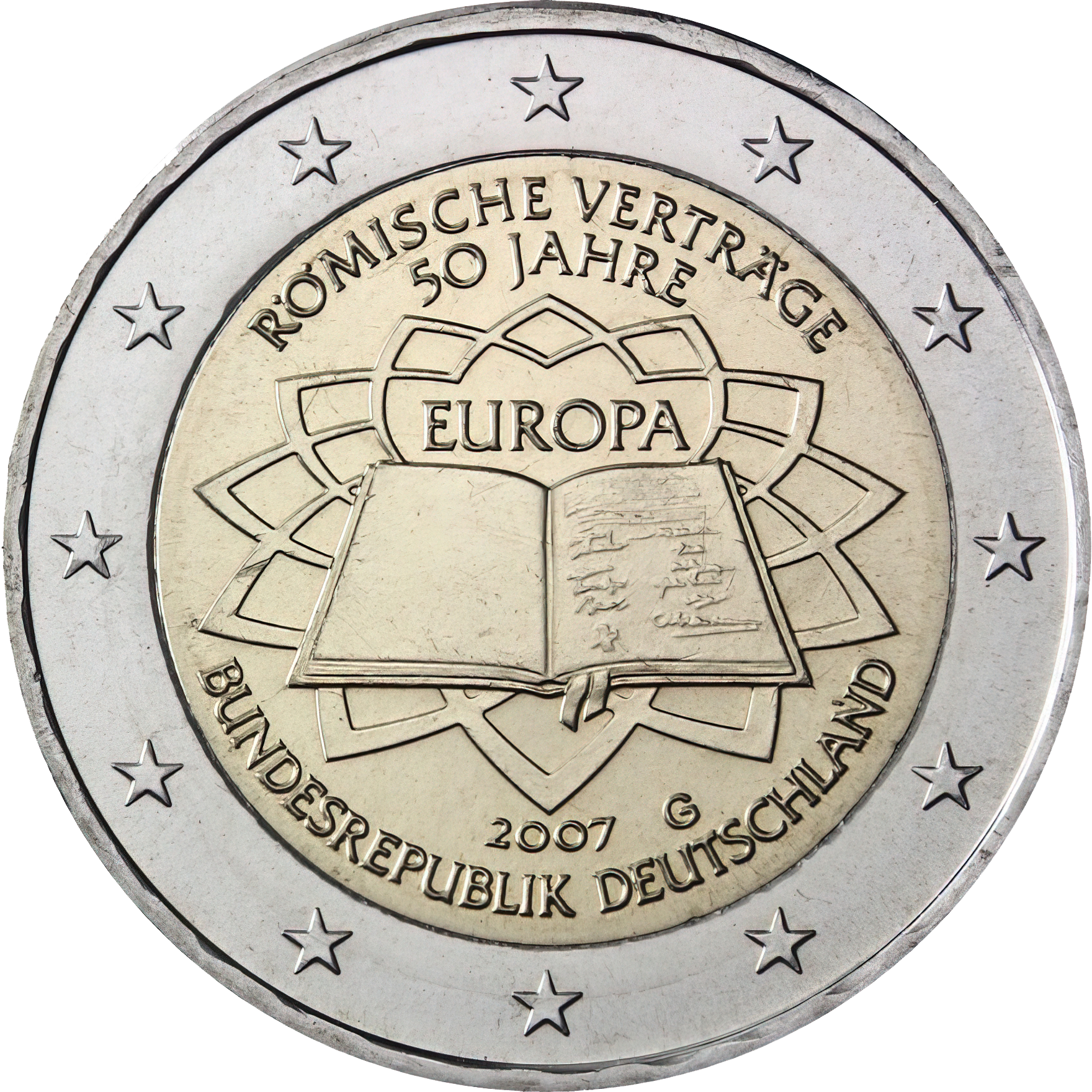
Traktaty Rzymskie numer monety: 38
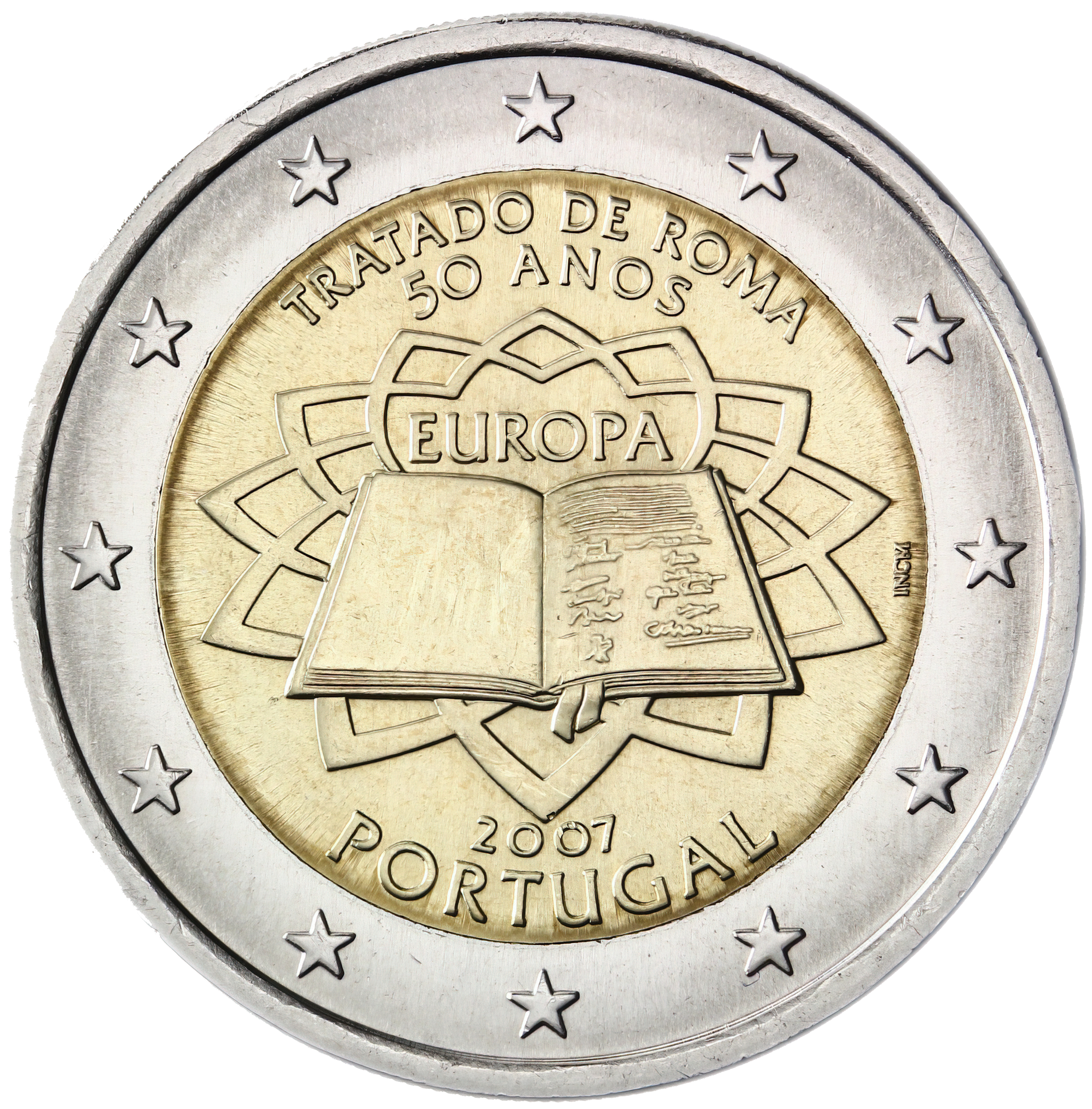
Traktaty Rzymskie numer monety: 39
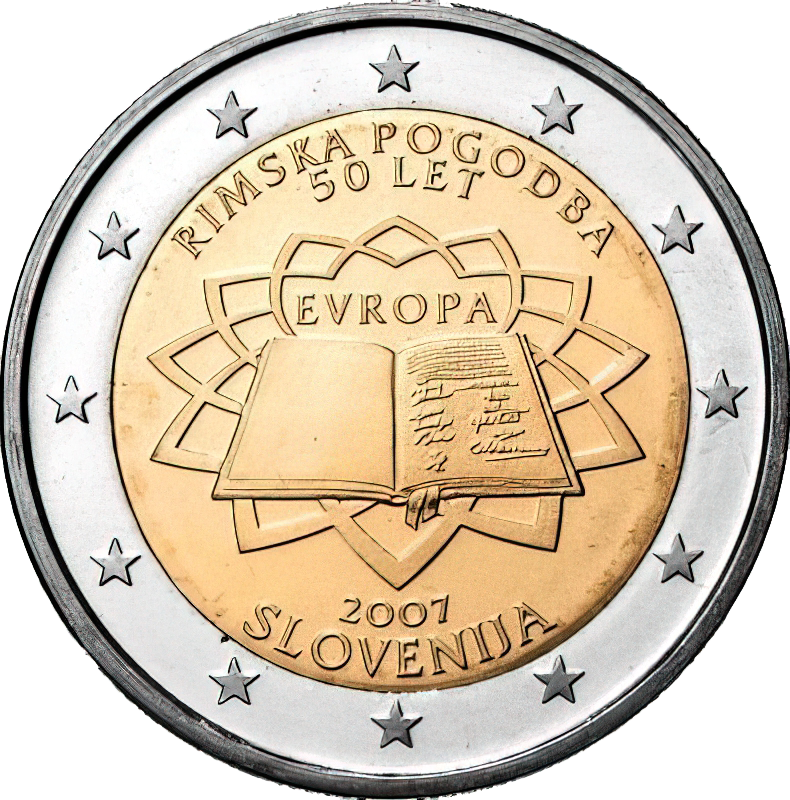
Traktaty Rzymskie numer monety: 40
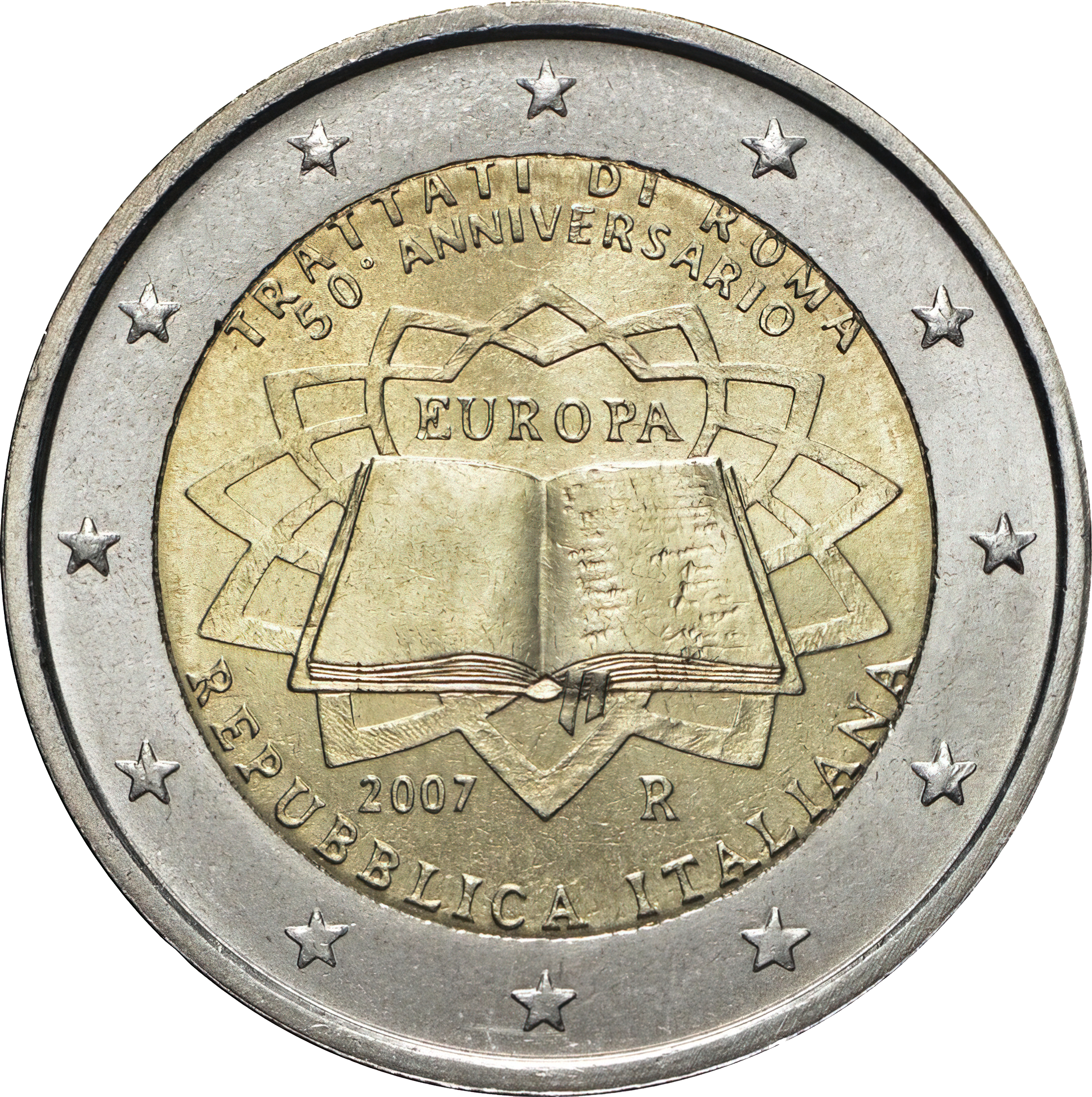
Traktaty Rzymskie numer monety: 41

- Austria
Traktaty Rzymskie
numer monety: 29
- Belgia
Traktaty Rzymskie
numer monety: 30
- Finlandia
Traktaty Rzymskie
numer monety: 31
- Francja
Traktaty Rzymskie
numer monety: 32
- Grecja
Traktaty Rzymskie
numer monety: 33
- Hiszpania
Traktaty Rzymskie
numer monety: 34
- Holandia
Traktaty Rzymskie
numer monety: 35
- Irlandia
Traktaty Rzymskie
numer monety: 36
- Luksemburg
Traktaty Rzymskie
numer monety: 37
- Niemcy
Traktaty Rzymskie
numer monety: 38
- Portugalia
Traktaty Rzymskie
numer monety: 39
- Słowenia
Traktaty Rzymskie
numer monety: 40
- Włochy
Traktaty Rzymskie
numer monety: 41

### 2008

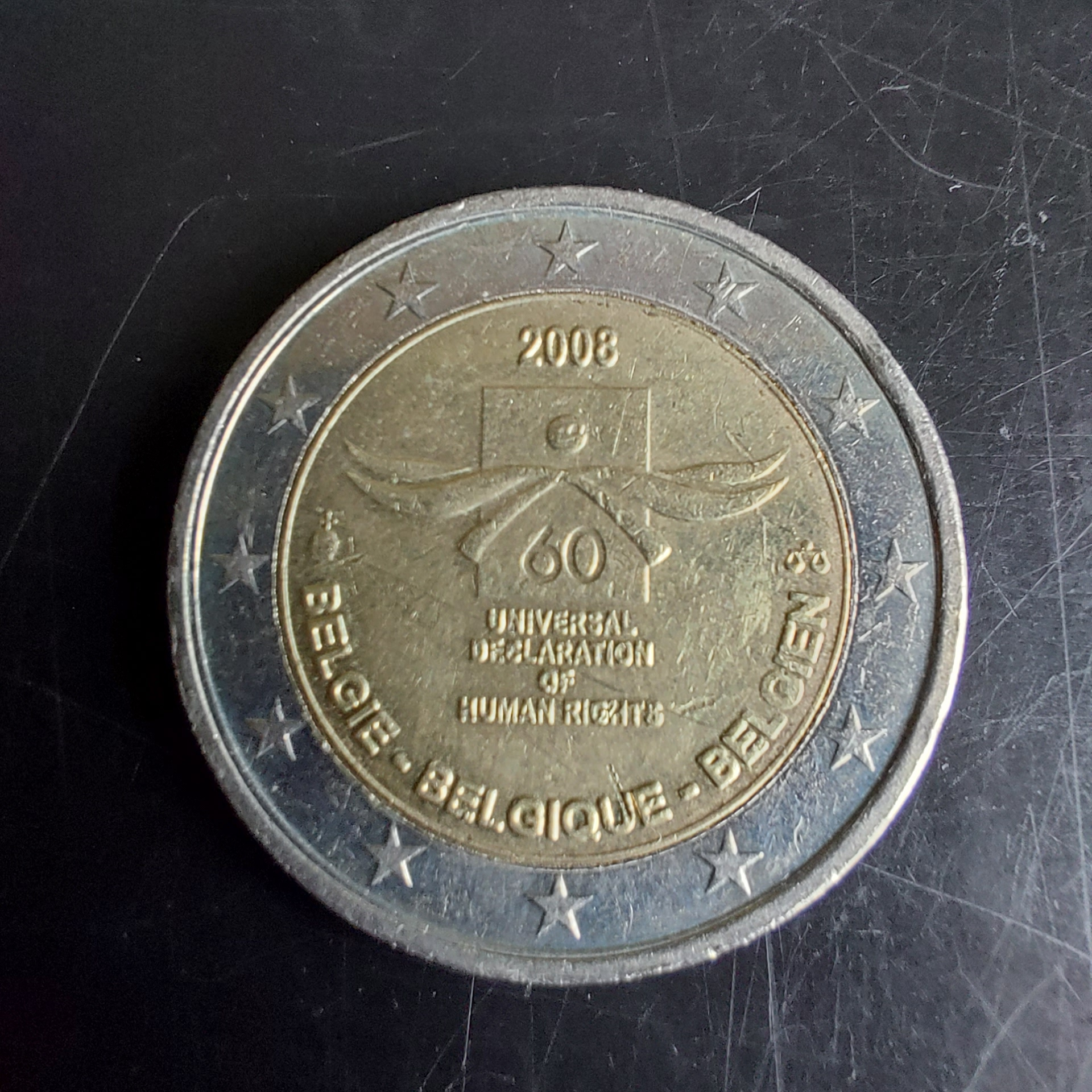
Prawa Człowieka numer monety: 42
Prawa Człowieka numer monety: 43
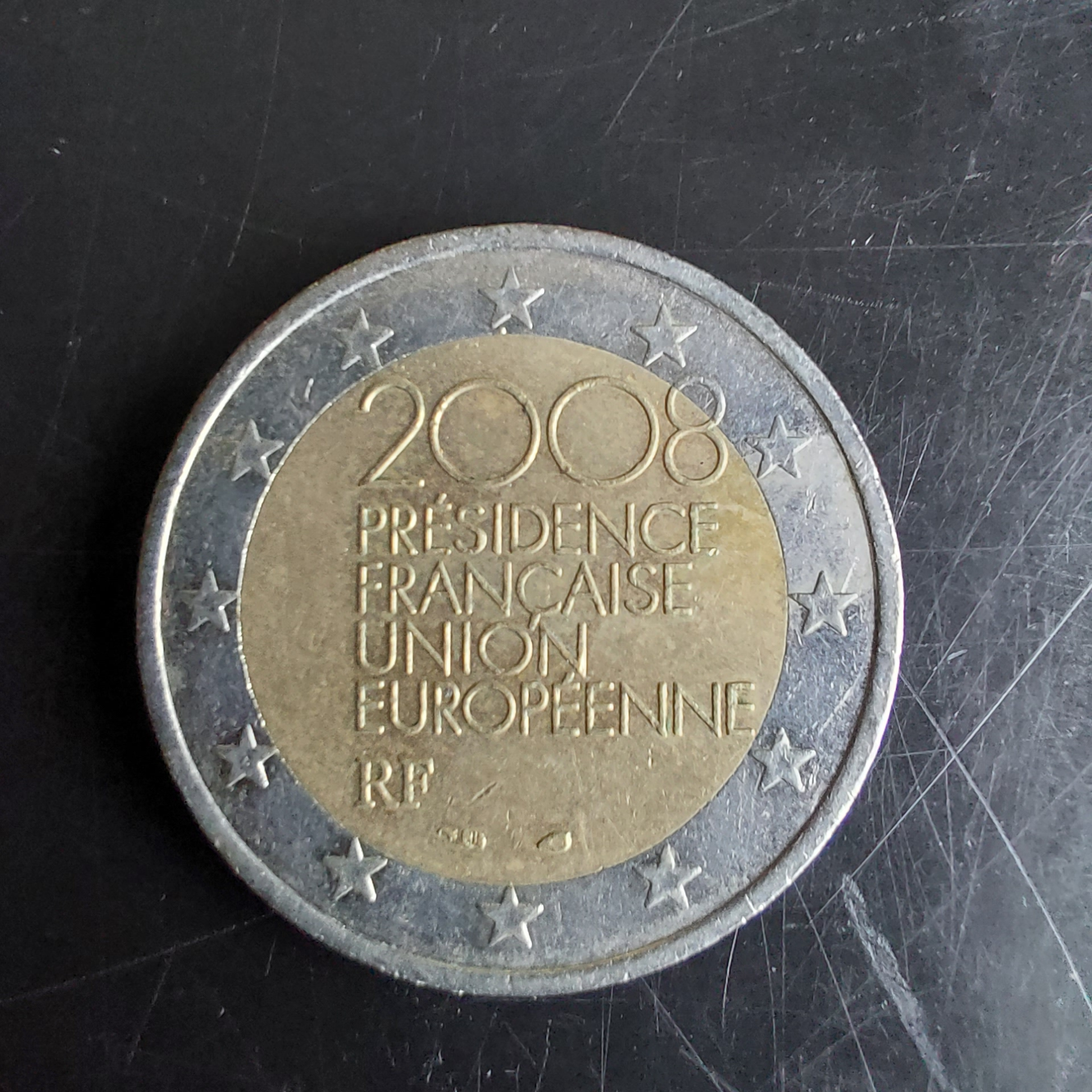
Francuska Prezydencja numer monety: 44
Zamek Berg numer monety: 45
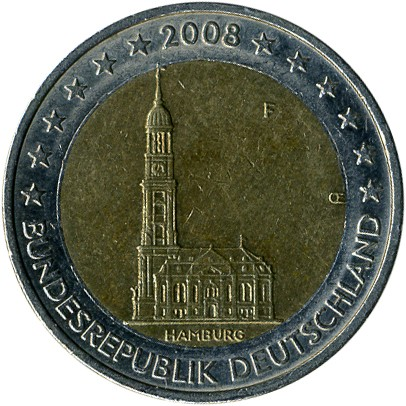
Hamburg numer monety: 46
Prawa Człowieka numer monety: 47
Dialog Międzykulturowy numer monety: 48
Primož Trubar numer monety: 49
Rok św. Pawła Apostoła numer monety: 50
Prawa Człowieka numer monety: 51

- Belgia
Prawa Człowieka
numer monety: 42
- Finlandia
Prawa Człowieka
numer monety: 43
- Francja
Francuska Prezydencja
numer monety: 44
- Luksemburg
Zamek Berg
numer monety: 45
- Niemcy
Hamburg
numer monety: 46
- Portugalia
Prawa Człowieka
numer monety: 47
- San Marino
Dialog Międzykulturowy
numer monety: 48
- Słowenia
Primož Trubar
numer monety: 49
- Watykan
Rok św. Pawła Apostoła
numer monety: 50
- Włochy
Prawa Człowieka
numer monety: 51

### 2009

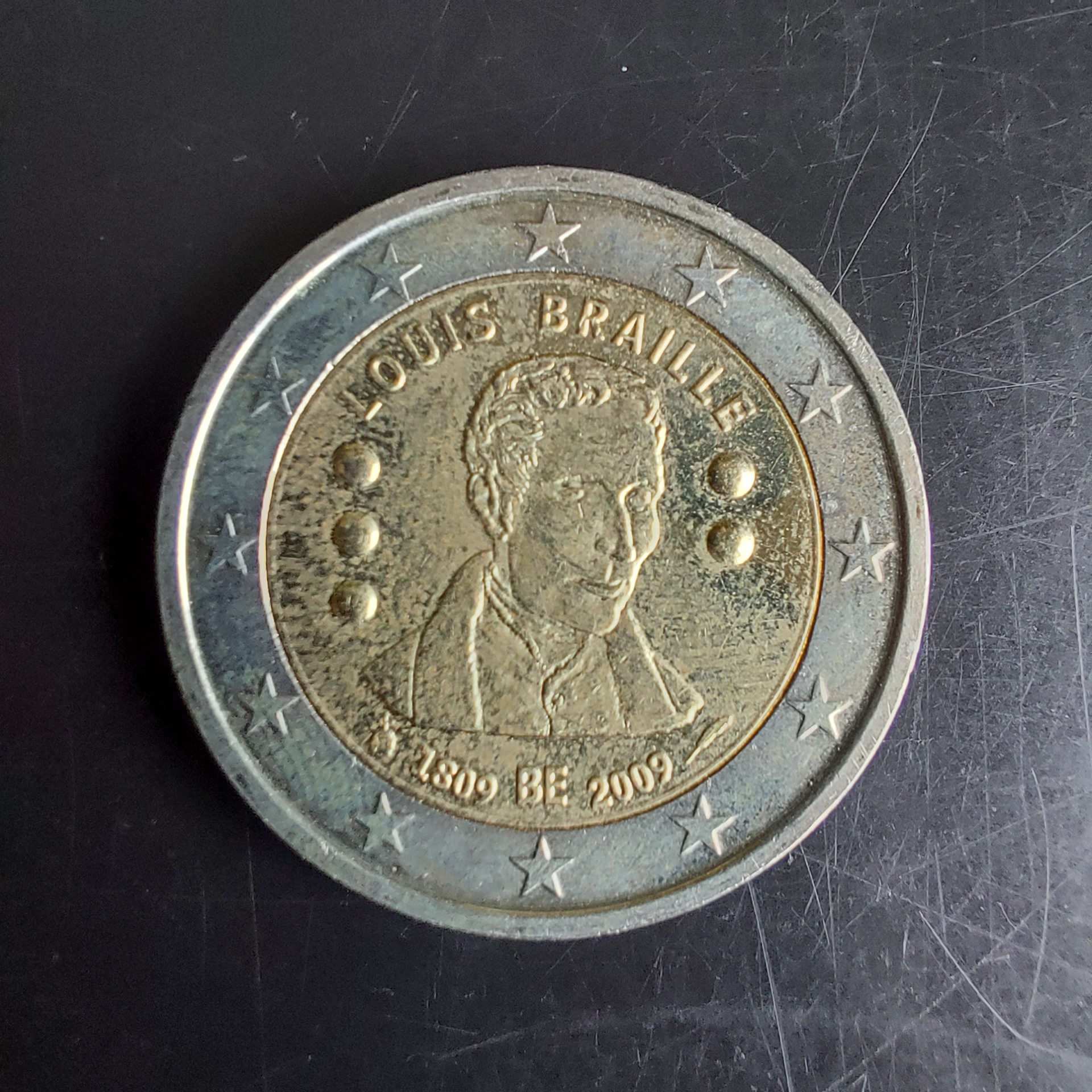
Luis Braille numer monety: 52
Sejm fiński numer monety: 53
Księżna Charlotta numer monety: 54
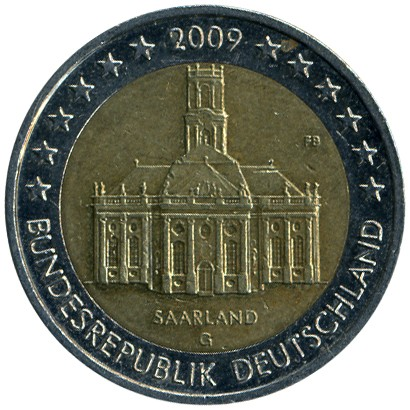
Saara numer monety: 55
Igrzyska Luzofonii numer monety: 56
Kreatywność i Innowacja numer monety: 57
Aksamitna Rewolucja numer monety: 58
Rok Astronomii numer monety: 59
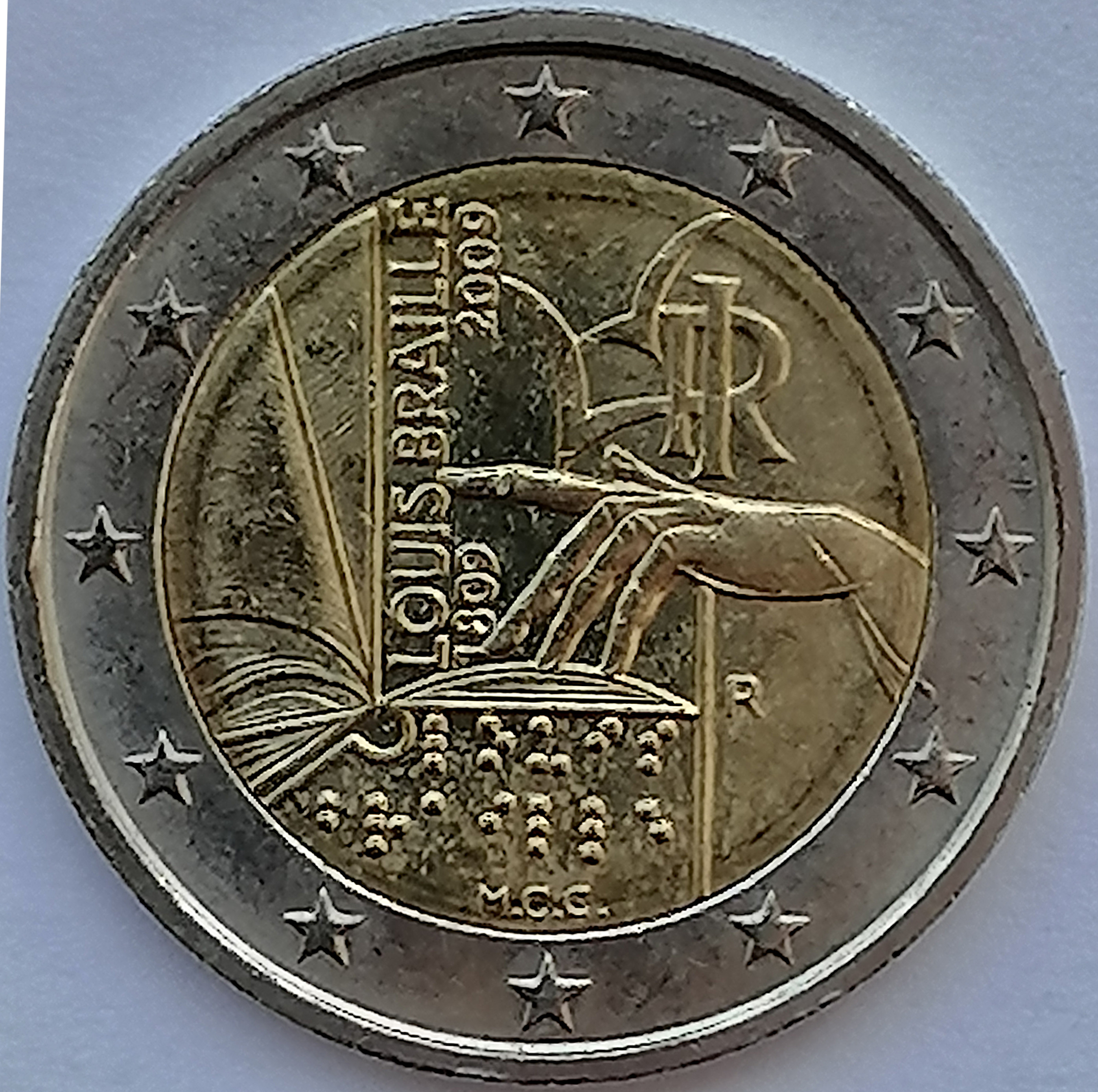
Luis Braille numer monety: 60

- Belgia
Luis Braille
numer monety: 52
- Finlandia
Sejm fiński
numer monety: 53
- Luksemburg
Księżna Charlotta
numer monety: 54
- Niemcy
Saara
numer monety: 55
- Portugalia
Igrzyska Luzofonii
numer monety: 56
- San Marino
Kreatywność i Innowacja
numer monety: 57
- Słowacja
Aksamitna Rewolucja
numer monety: 58
- Watykan
Rok Astronomii
numer monety: 59
- Włochy
Luis Braille
numer monety: 60

#### emisja wspólna -10. rocznica wprowadzenia wspólnej waluty euro

Wspólna waluta Euro numer monety: 61
Wspólna waluta Euro numer monety: 62
Wspólna waluta Euro numer monety: 63
Wspólna waluta Euro numer monety: 64
Wspólna waluta Euro numer monety: 65
Wspólna waluta Euro numer monety: 66
Wspólna waluta Euro numer monety: 67
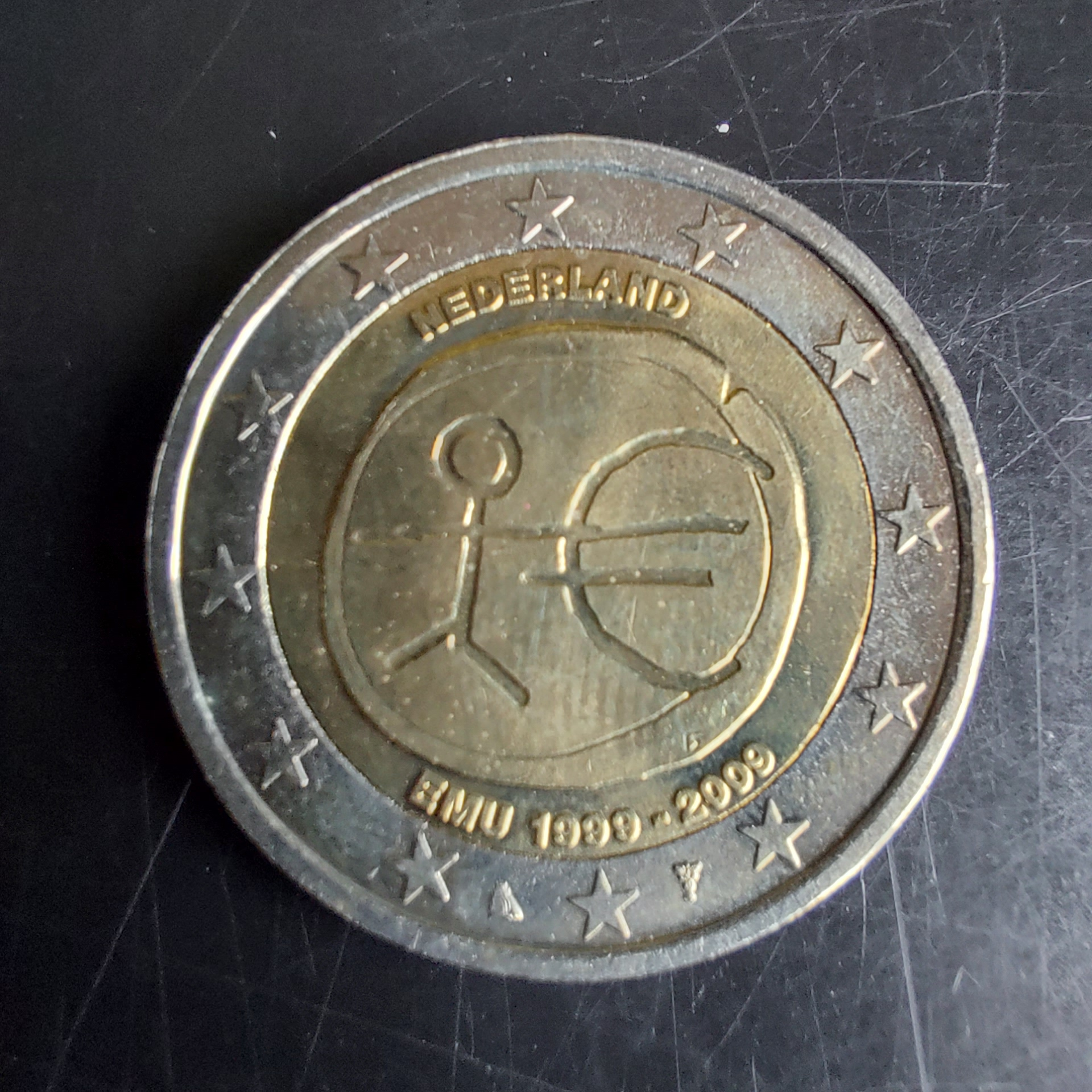
Wspólna waluta Euro numer monety: 68
Wspólna waluta Euro numer monety: 69
Wspólna waluta Euro numer monety: 70
Wspólna waluta Euro numer monety: 71
Wspólna waluta Euro numer monety: 72
Wspólna waluta Euro numer monety: 73
Wspólna waluta Euro numer monety: 74
Wspólna waluta Euro numer monety: 75
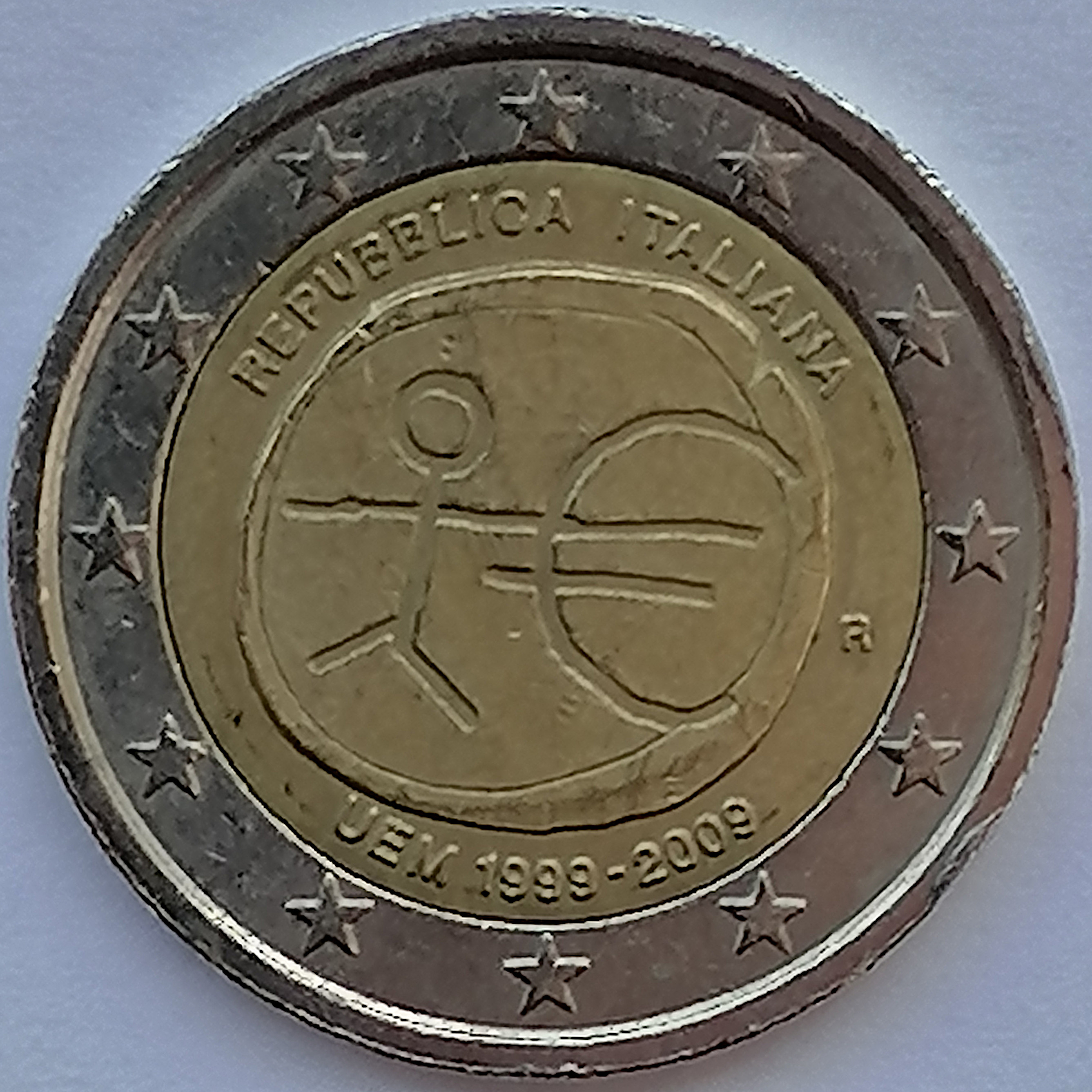
Wspólna waluta Euro numer monety: 76

- Austria
Wspólna waluta Euro
numer monety: 61
- Belgia
Wspólna waluta Euro
numer monety: 62
- Cypr
Wspólna waluta Euro
numer monety: 63
- Finlandia
Wspólna waluta Euro
numer monety: 64
- Francja
Wspólna waluta Euro
numer monety: 65
- Grecja
Wspólna waluta Euro
numer monety: 66
- Hiszpania
Wspólna waluta Euro
numer monety: 67
- Holandia
Wspólna waluta Euro
numer monety: 68
- Irlandia
Wspólna waluta Euro
numer monety: 69
- Luksemburg
Wspólna waluta Euro
numer monety: 70
- Malta
Wspólna waluta Euro
numer monety: 71
- Niemcy
Wspólna waluta Euro
numer monety: 72
- Portugalia
Wspólna waluta Euro
numer monety: 73
- Słowacja
Wspólna waluta Euro
numer monety: 74
- Słowenia
Wspólna waluta Euro
numer monety: 75
- Włochy
Wspólna waluta Euro
numer monety: 76

### 2010

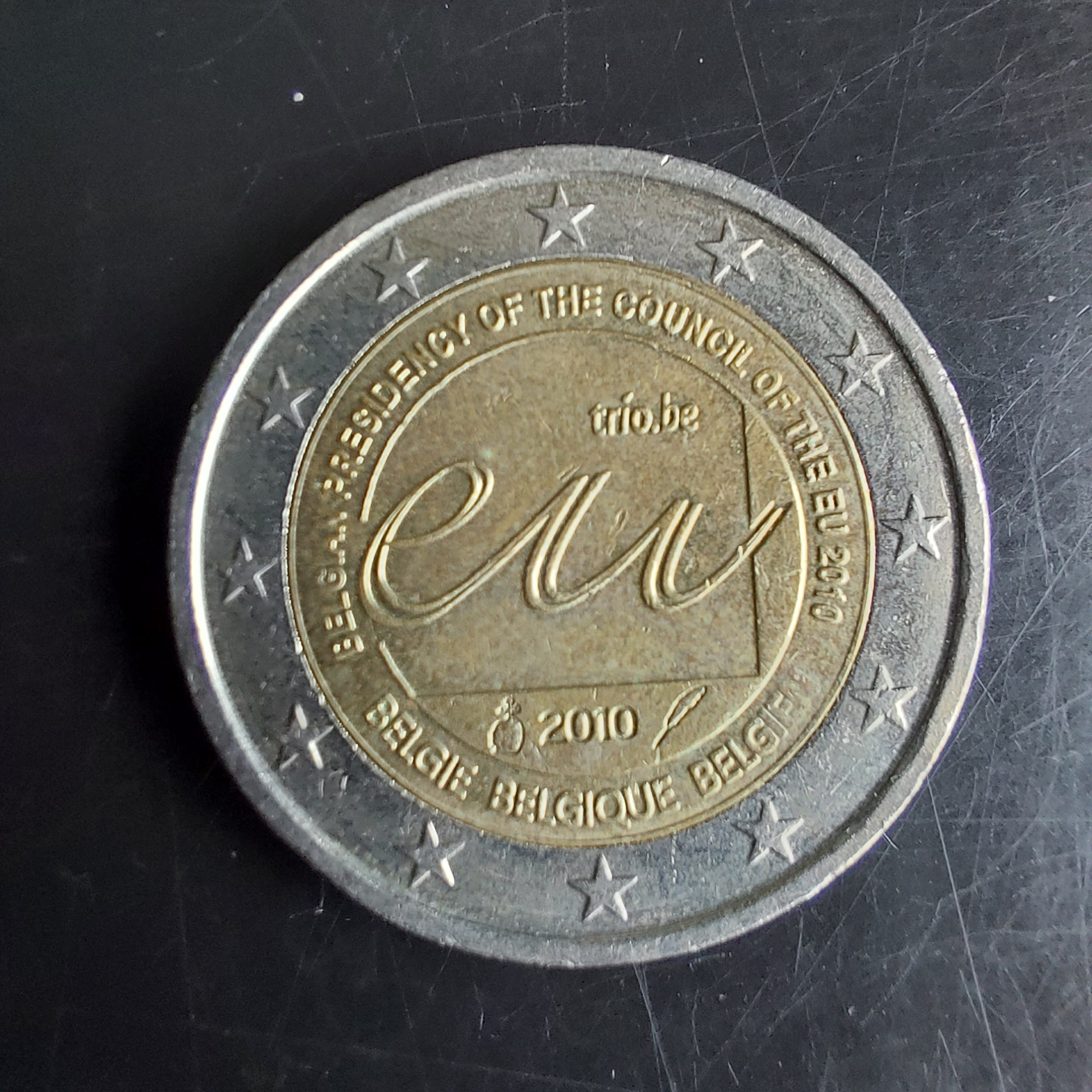
Belgijska Prezydencja numer monety: 77
Dekret walutowy numer monety: 78
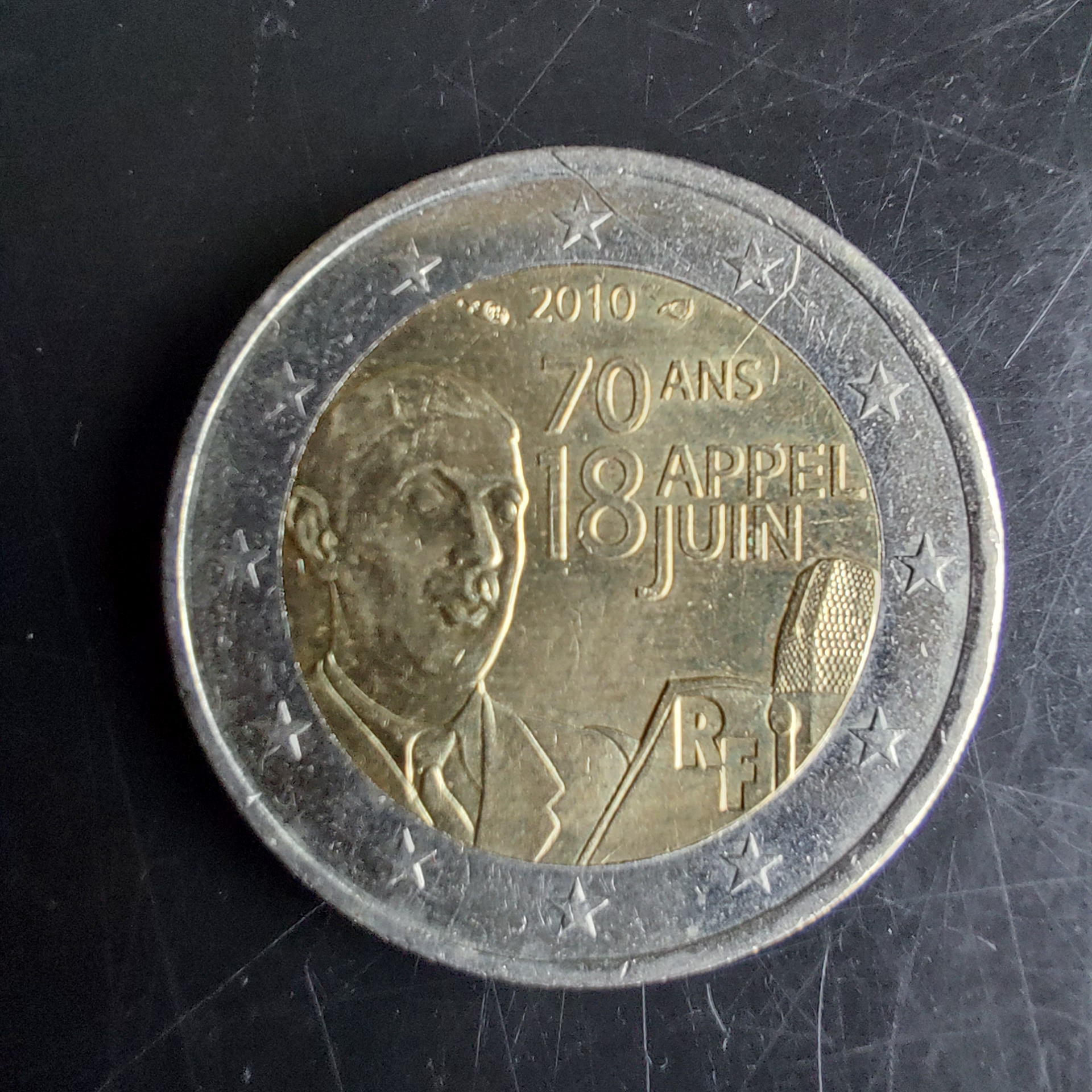
Odezwa z 18 czerwca numer monety: 79
Bitwa pod Maratonem numer monety: 80
Kordoba numer monety: 81
Herb wielkiego księcia numer monety: 82
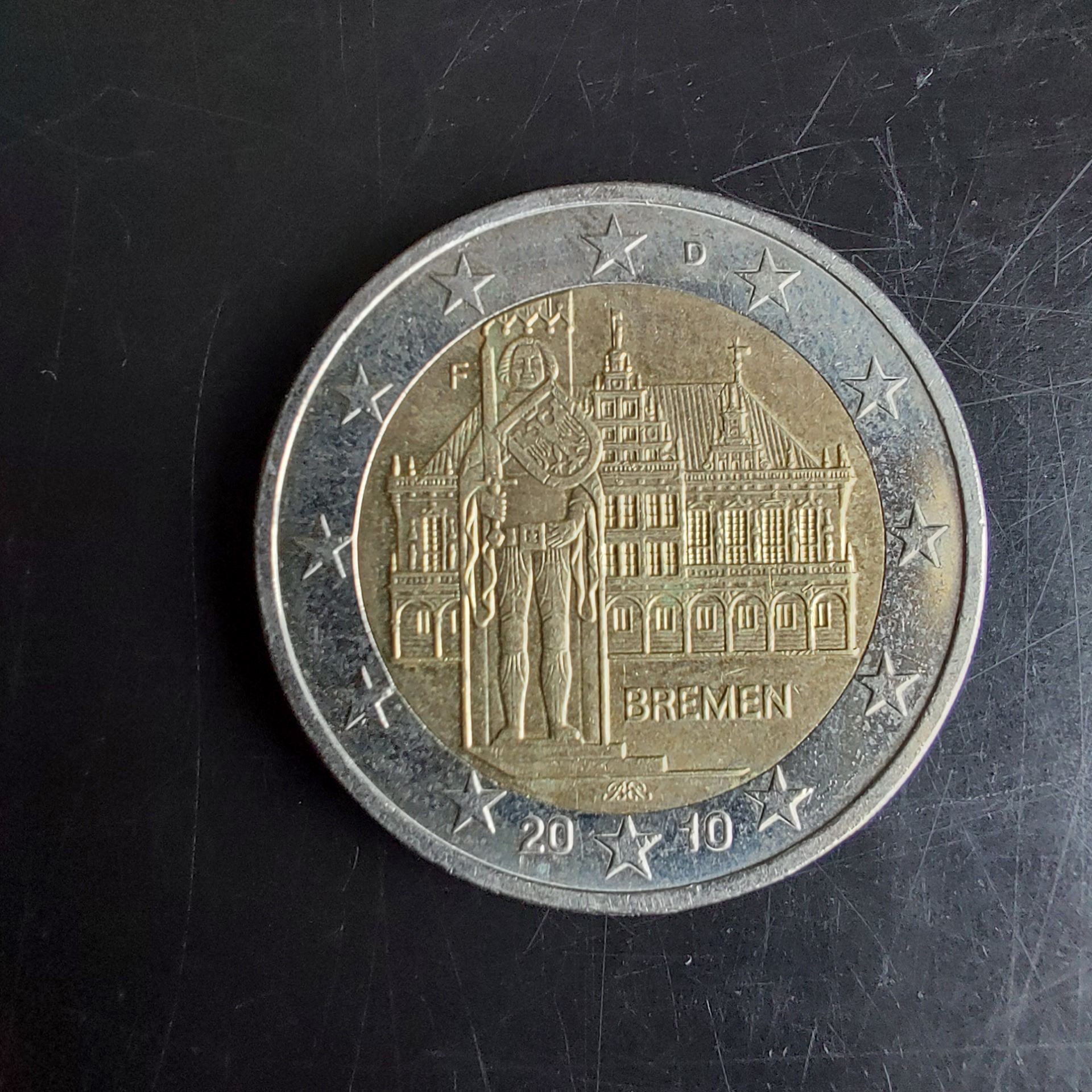
Brema numer monety: 83
Niepodległość Portugalii numer monety: 84
Sandro Botticelli numer monety: 85
Ogród botaniczny numer monety: 86
Rok Kapłaństwa numer monety: 87
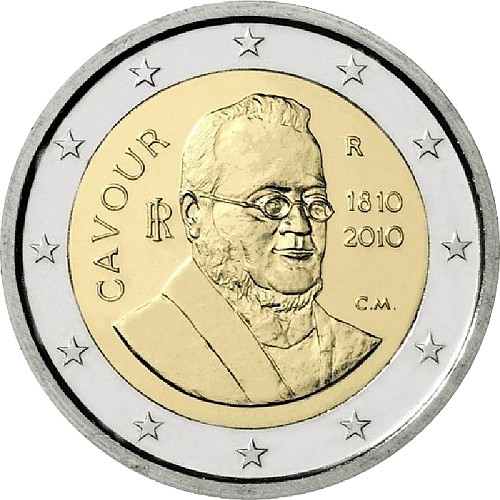
Cavour numer monety: 88

- Belgia
Belgijska Prezydencja
numer monety: 77
- Finlandia
Dekret walutowy
numer monety: 78
- Francja
Odezwa z 18 czerwca
numer monety: 79
- Grecja
Bitwa pod Maratonem
numer monety: 80
- Hiszpania
Kordoba
numer monety: 81
- Luksemburg
Herb wielkiego księcia
numer monety: 82
- Niemcy
Brema
numer monety: 83
- Portugalia
Niepodległość Portugalii
numer monety: 84
- San Marino
Sandro Botticelli
numer monety: 85
- Słowenia
Ogród botaniczny
numer monety: 86
- Watykan
Rok Kapłaństwa
numer monety: 87
- Włochy
Cavour
numer monety: 88

### 2011

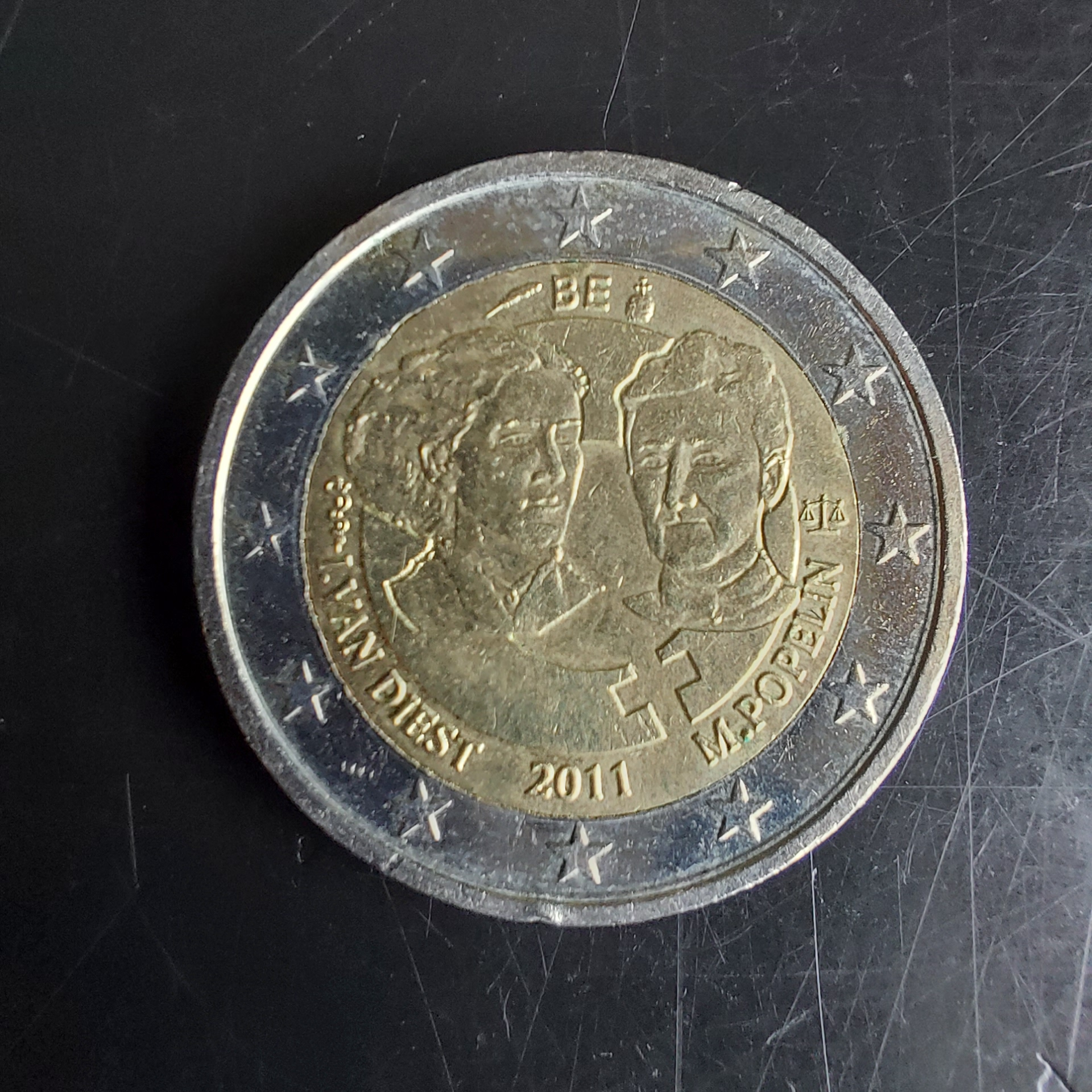
Dzień Kobiet numer monety: 89
Bank Finlandii numer monety: 90
30-lecie Święta Muzyki numer monety: 91
Letnie IO Specjalne numer monety: 92
Alhambra w Grenadzie numer monety: 93
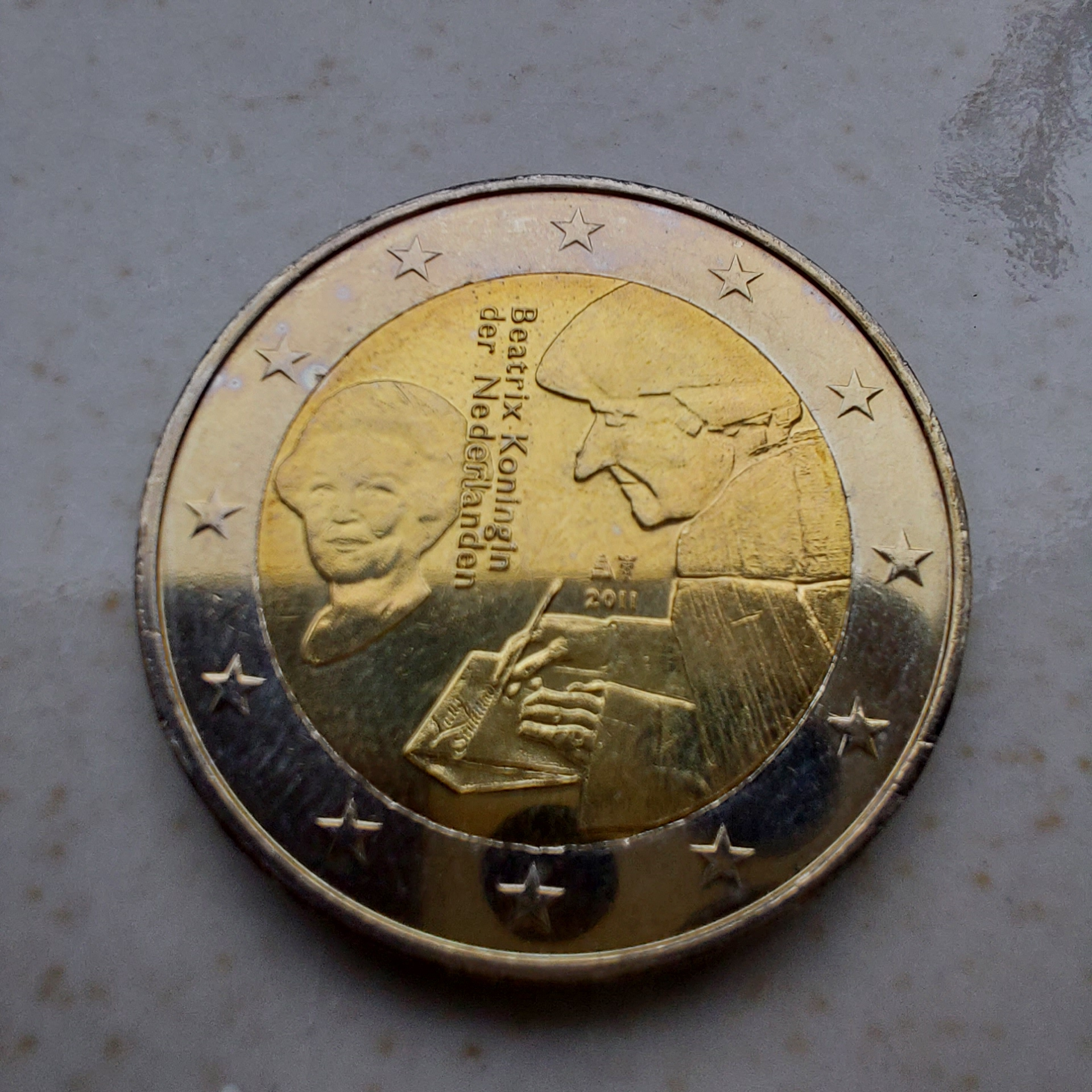
Erazm z Rotterdamu numer monety: 94
Charlotta, Jan i Henryk numer monety: 95
Pierwsze wybory numer monety: 96
Książę Albert i Charlene numer monety: 97
Nadrenia Płn-Westfalia numer monety: 98
Fernão Mendes Pinto numer monety: 99
Giorgio Vasari numer monety: 100
Grupa Wyszehradzka numer monety: 101
Franc Rozman „Stane” numer monety: 102
Światowe Dni Młodzieży numer monety: 103
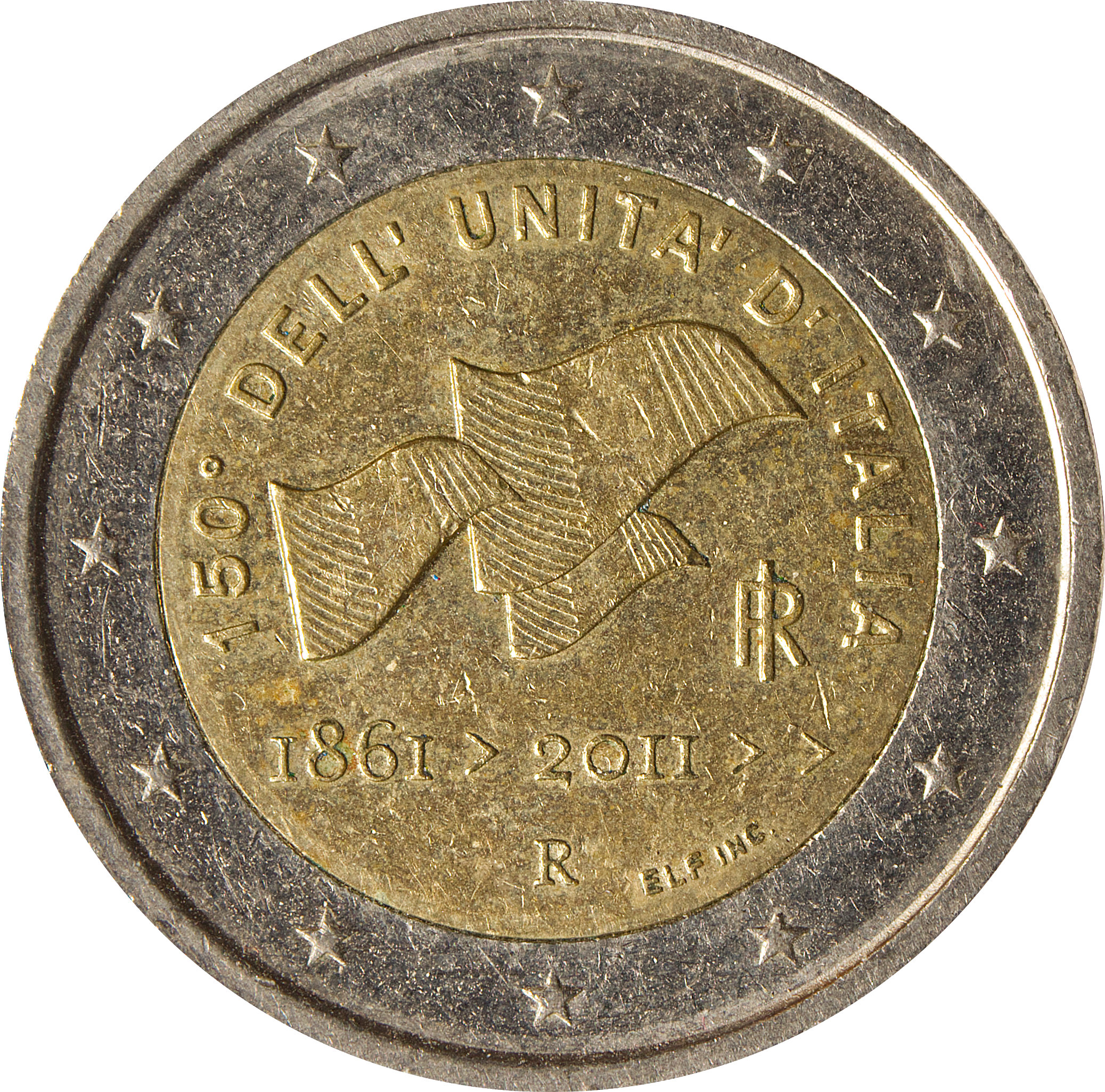
Zjednoczenie Włoch numer monety: 104

- Belgia
Dzień Kobiet
numer monety: 89
- Finlandia
Bank Finlandii
numer monety: 90
- Francja
30-lecie Święta Muzyki
numer monety: 91
- Grecja
Letnie IO Specjalne
numer monety: 92
- Hiszpania
Alhambra w Grenadzie
numer monety: 93
- Holandia
Erazm z Rotterdamu
numer monety: 94
- Luksemburg
Charlotta, Jan i Henryk
numer monety: 95
- Malta
Pierwsze wybory
numer monety: 96
- Monako
Książę Albert i Charlene
numer monety: 97
- Niemcy
Nadrenia Płn-Westfalia
numer monety: 98
- Portugalia
Fernão Mendes Pinto
numer monety: 99
- San Marino
Giorgio Vasari
numer monety: 100
- Słowacja
Grupa Wyszehradzka
numer monety: 101
- Słowenia
Franc Rozman „Stane”
numer monety: 102
- Watykan
Światowe Dni Młodzieży
numer monety: 103
- Włochy
Zjednoczenie Włoch
numer monety: 104

### 2012

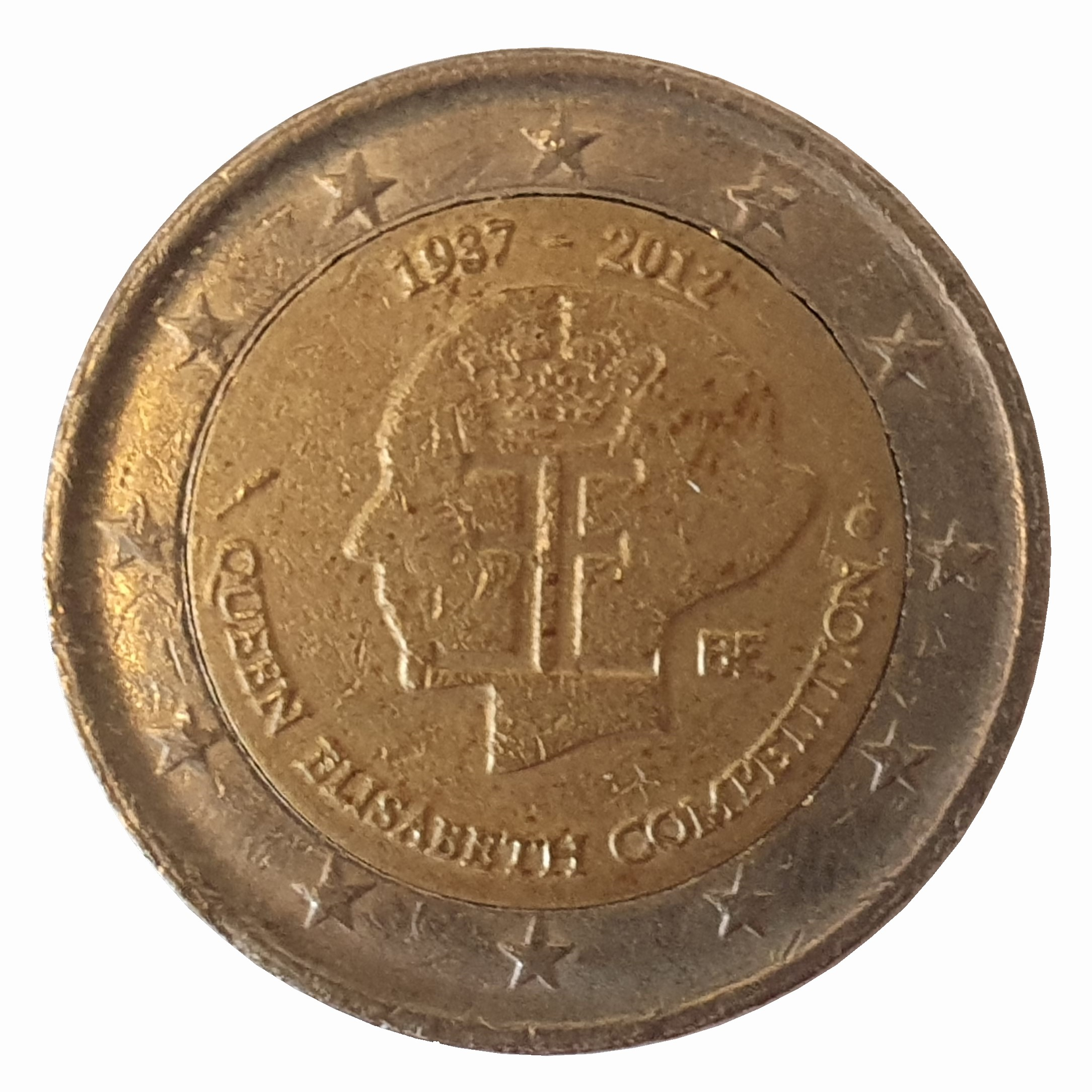
Konkurs Muzyczny numer monety: 105
Helene Schjerfbeck numer monety: 106
Abbé Pierre numer monety: 107
Katedra w Burgos numer monety: 108
Książę Henryk i Wilhelm numer monety: 109
Ślub Henryka i Stefanii numer monety: 110
Uchwała Reprezentacji numer monety: 111
Niepodległość Monako numer monety: 112
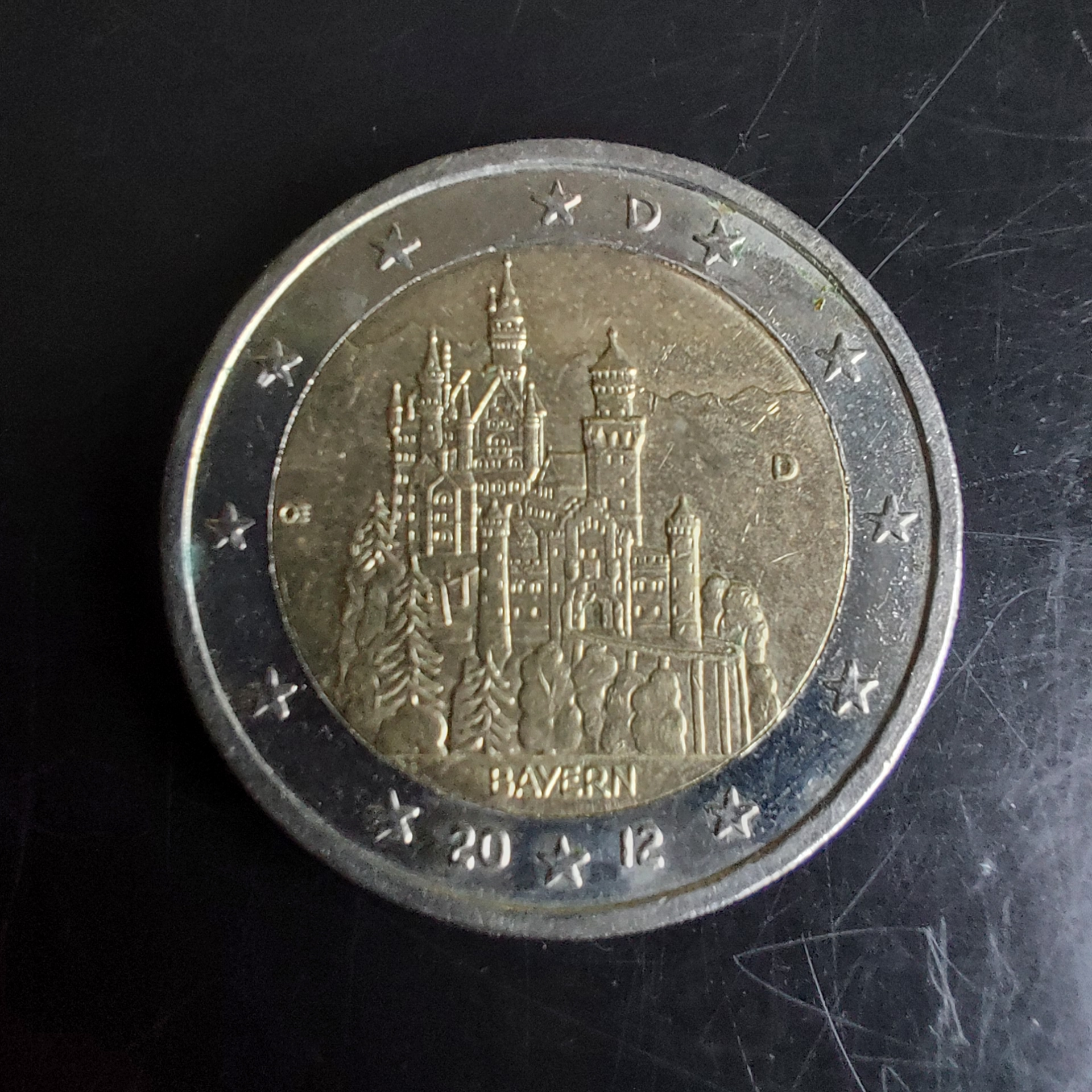
Bawaria numer monety: 113
Guimarães numer monety: 114
10 lat Euro numer monety: 115
Spotkanie Rodzin numer monety: 116
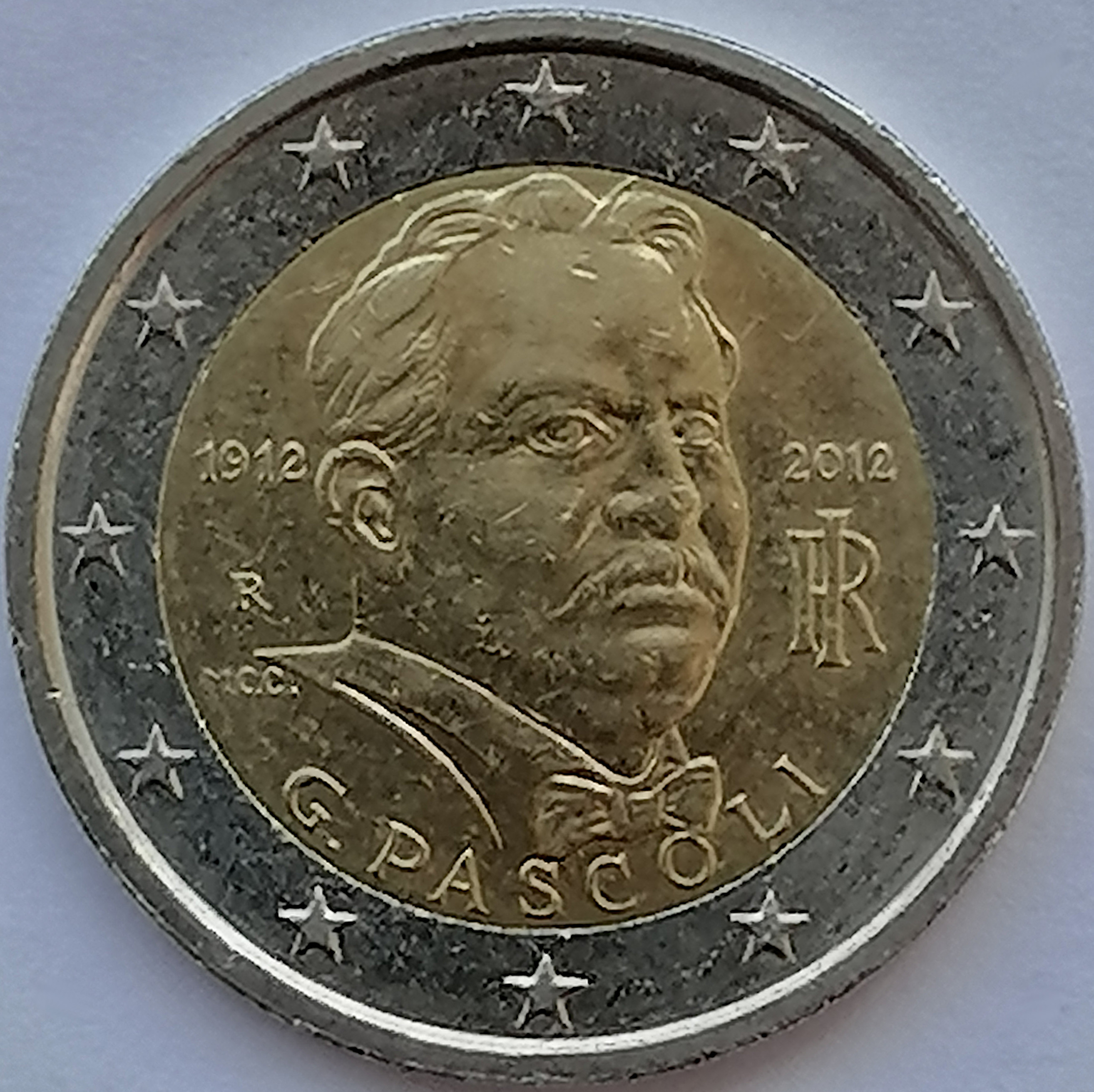
Giovanni Pascoli numer monety: 117

- Belgia
Konkurs Muzyczny
numer monety: 105
- Finlandia
Helene Schjerfbeck
numer monety: 106
- Francja
Abbé Pierre
numer monety: 107
- Hiszpania
Katedra w Burgos
numer monety: 108
- Luksemburg
Książę Henryk i Wilhelm
numer monety: 109
- Luksemburg
Ślub Henryka i Stefanii
numer monety: 110
- Malta
Uchwała Reprezentacji
numer monety: 111
- Monako
Niepodległość Monako
numer monety: 112
- Niemcy
Bawaria
numer monety: 113
- Portugalia
Guimarães
numer monety: 114
- San Marino
10 lat Euro
numer monety: 115
- Watykan
Spotkanie Rodzin
numer monety: 116
- Włochy
Giovanni Pascoli
numer monety: 117

#### emisja wspólna -10 lat monet i banknotów euro

10 lat Euro numer monety: 118
10 lat Euro numer monety: 119
10 lat Euro numer monety: 120
10 lat Euro numer monety: 121
10 lat Euro numer monety: 122
10 lat Euro numer monety: 123
10 lat Euro numer monety: 124
10 lat Euro numer monety: 125
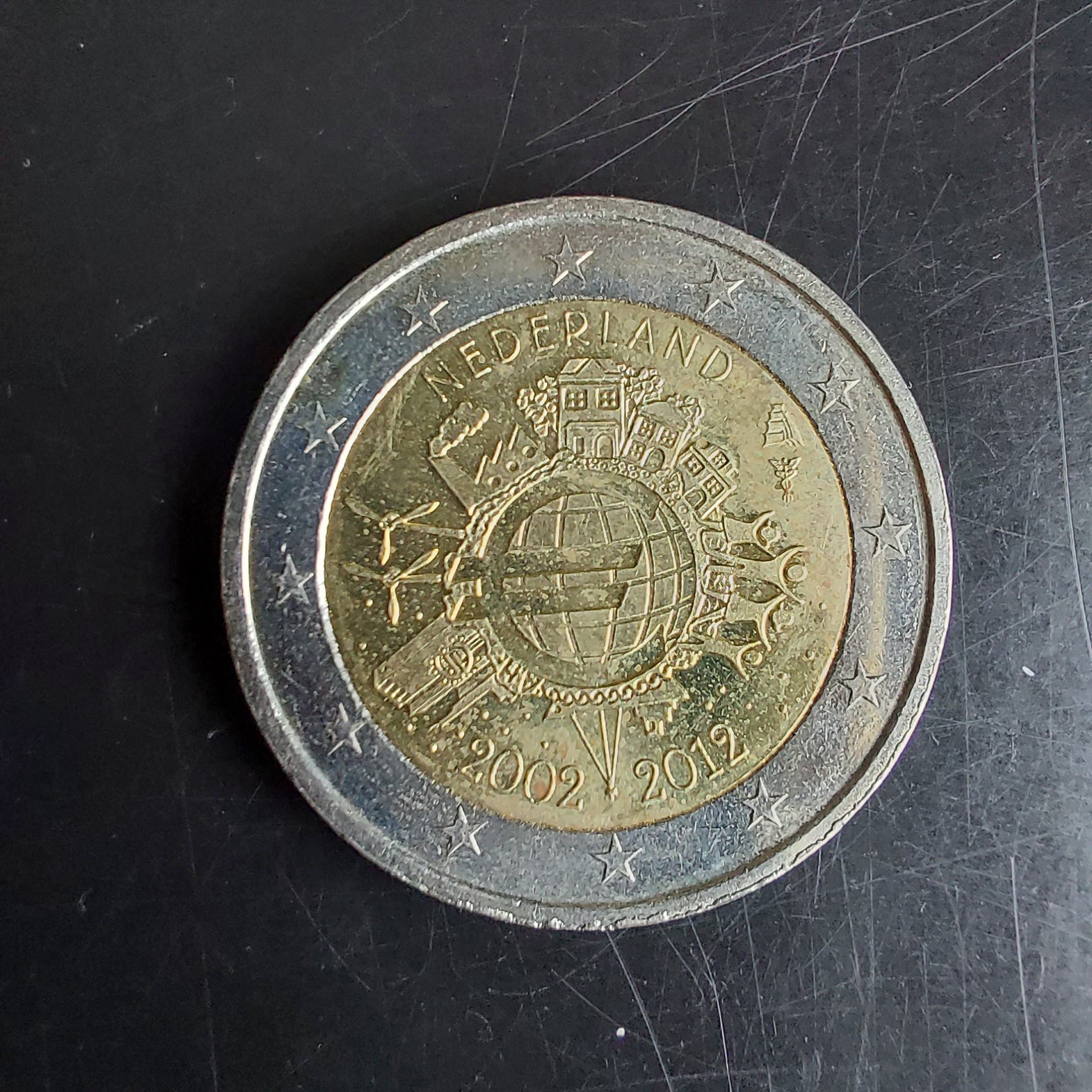
10 lat Euro numer monety: 126
10 lat Euro numer monety: 127
10 lat Euro numer monety: 128
10 lat Euro numer monety: 129
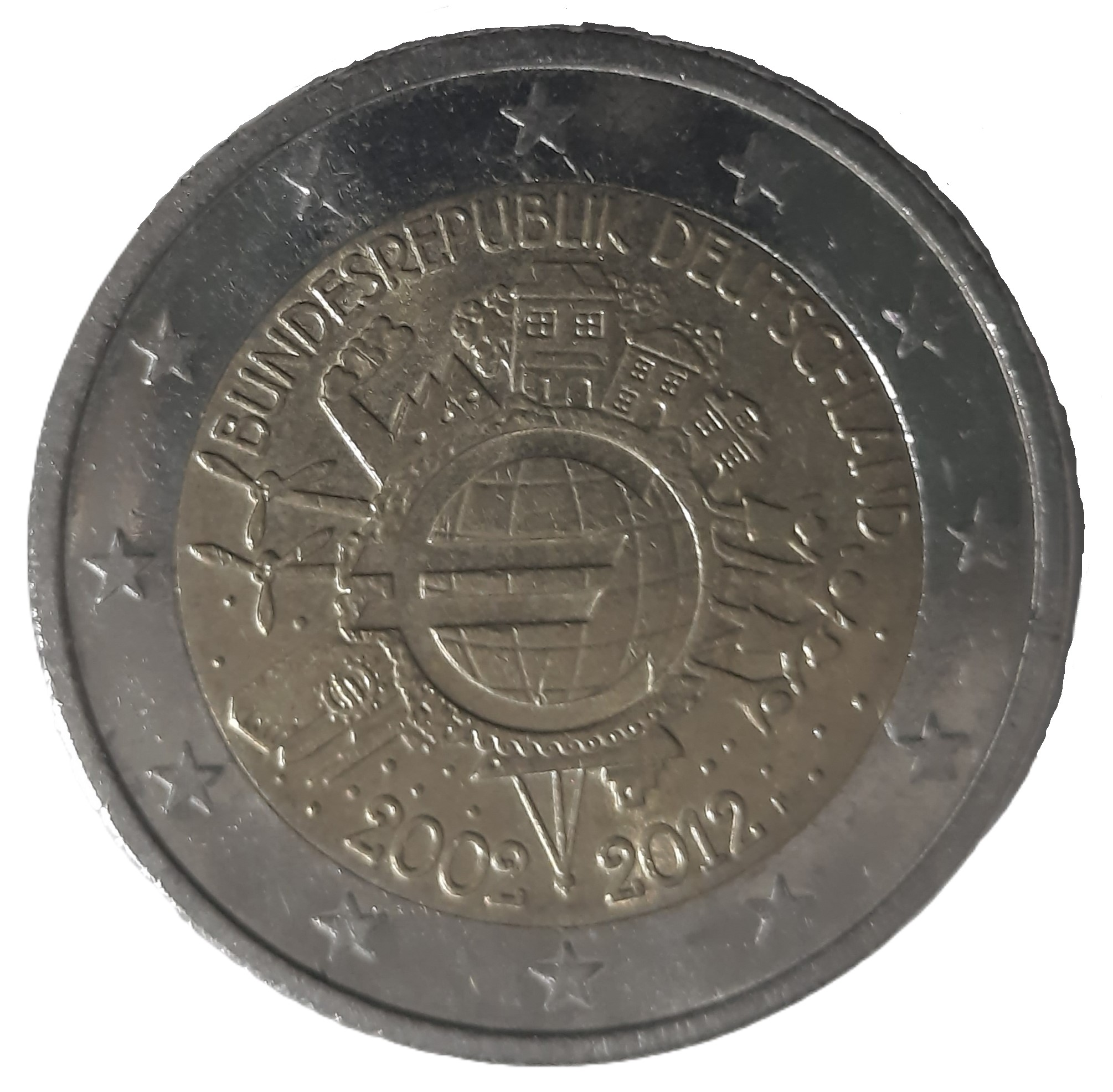
10 lat Euro numer monety: 130
10 lat Euro numer monety: 131
10 lat Euro numer monety: 132
10 lat Euro numer monety: 133
10 lat Euro numer monety: 134

- Austria
10 lat Euro
numer monety: 118
- Belgia
10 lat Euro
numer monety: 119
- Cypr
10 lat Euro
numer monety: 120
- Estonia
10 lat Euro
numer monety: 121
- Finlandia
10 lat Euro
numer monety: 122
- Francja
10 lat Euro
numer monety: 123
- Grecja
10 lat Euro
numer monety: 124
- Hiszpania
10 lat Euro
numer monety: 125
- Holandia
10 lat Euro
numer monety: 126
- Irlandia
10 lat Euro
numer monety: 127
- Luksemburg
10 lat Euro
numer monety: 128
- Malta
10 lat Euro
numer monety: 129
- Niemcy
10 lat Euro
numer monety: 130
- Portugalia
10 lat Euro
numer monety: 131
- Słowacja
10 lat Euro
numer monety: 132
- Słowenia
10 lat Euro
numer monety: 133
- Włochy
10 lat Euro
numer monety: 134

### 2013

Instytut Meteorologiczny numer monety: 135
Powstanie parlamentu numer monety: 136
Frans Eemil Sillanpää numer monety: 137
Traktat Elizejski numer monety: 138
Pierre de Coubertin numer monety: 139
Unia Krety z Grecją numer monety: 140
Akademia Platońska numer monety: 141
Escorial numer monety: 142
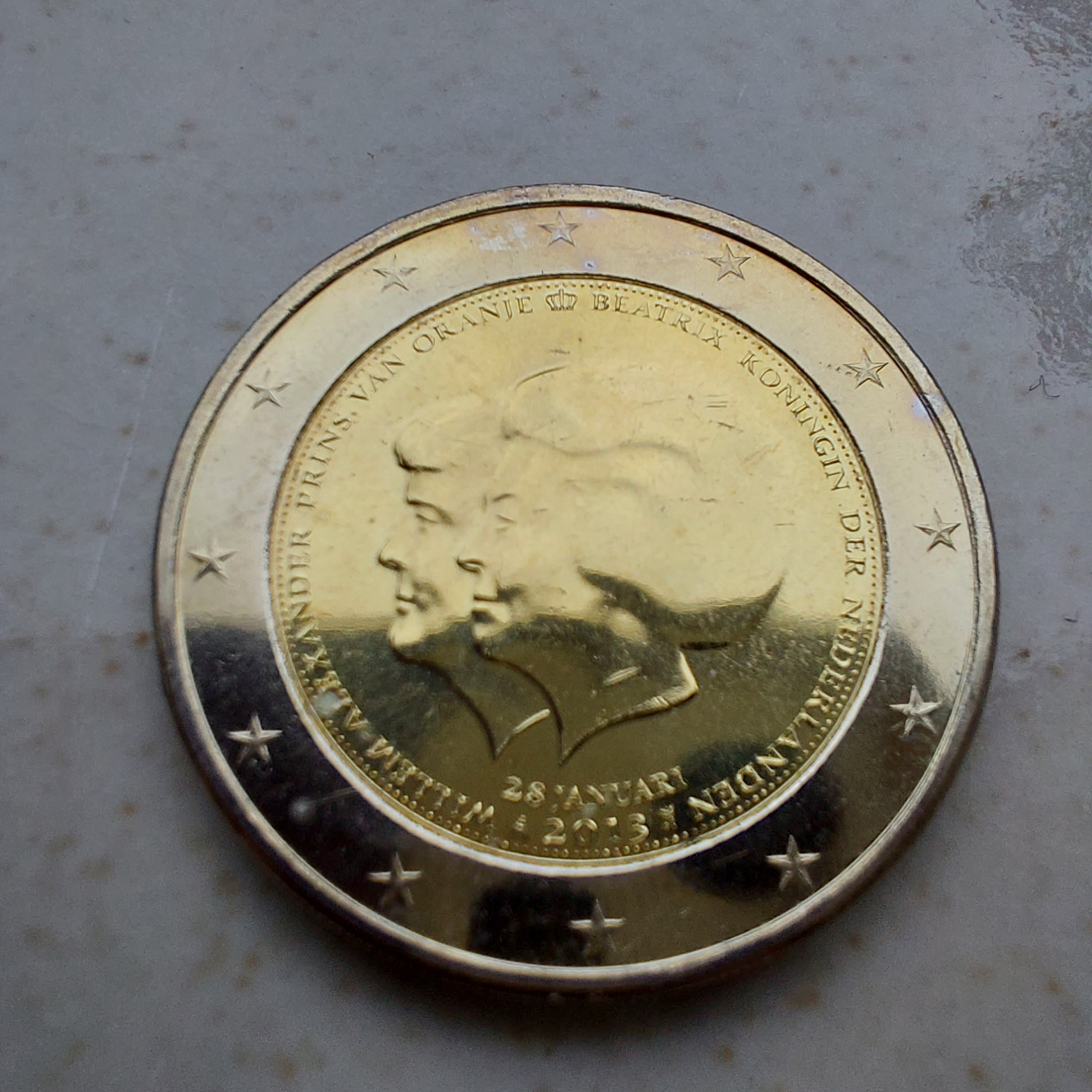
Abdykacja Beatrycze numer monety: 143
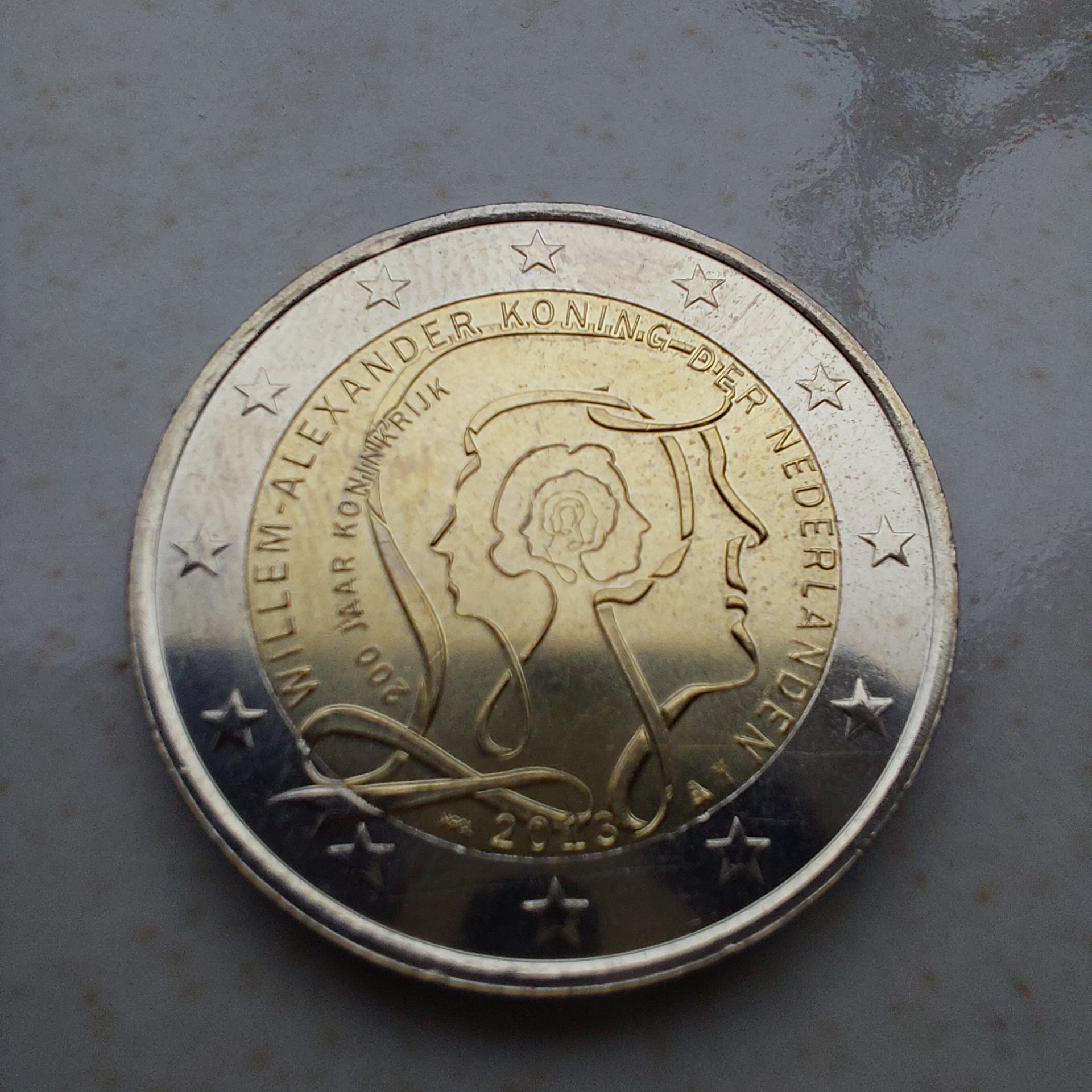
Niepodległość Holandii numer monety: 144
Hymn Luksemburga numer monety: 145
Utworzenie samorządu numer monety: 146
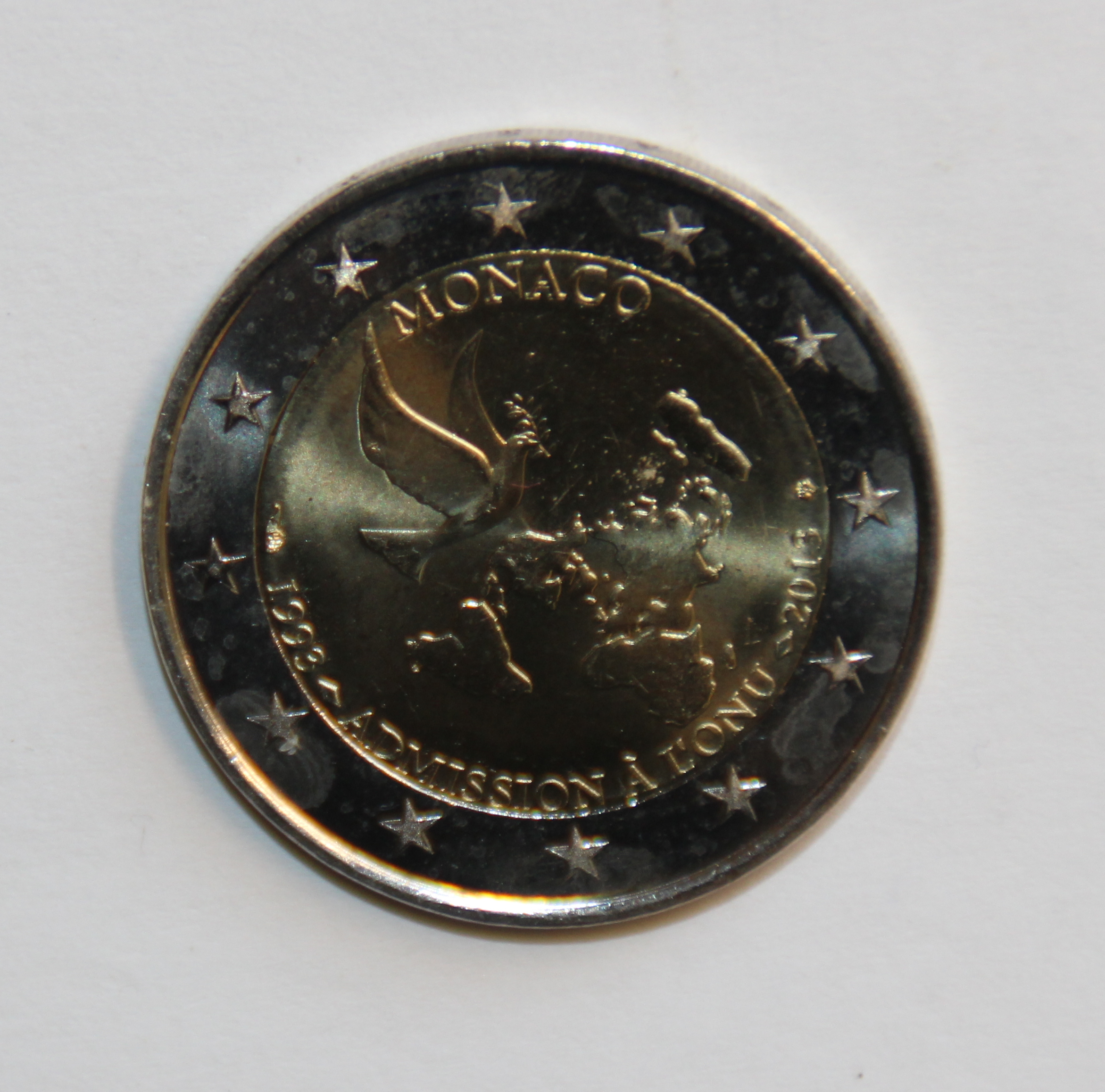
Monako w ONZ numer monety: 147
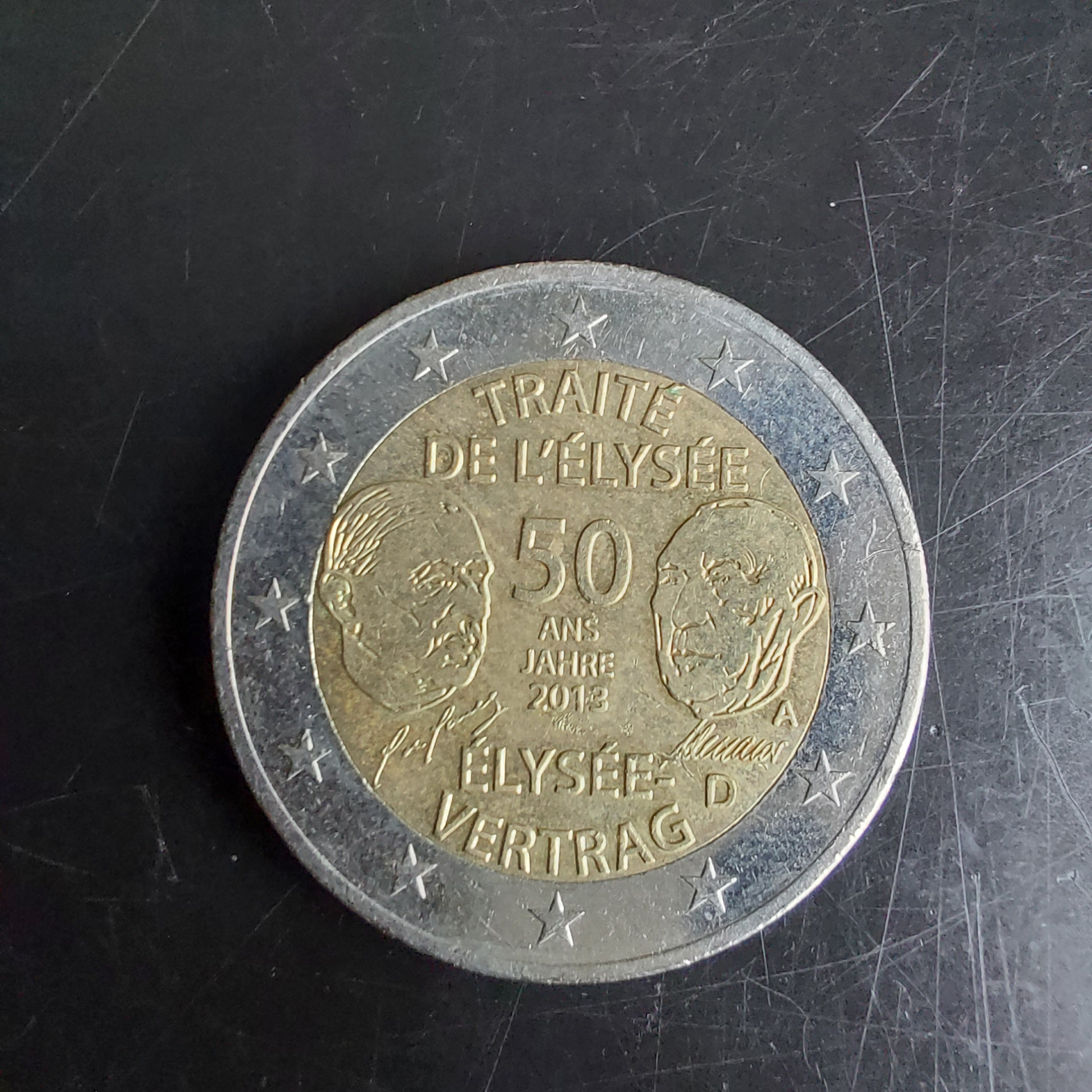
Traktat Elizejski numer monety: 148
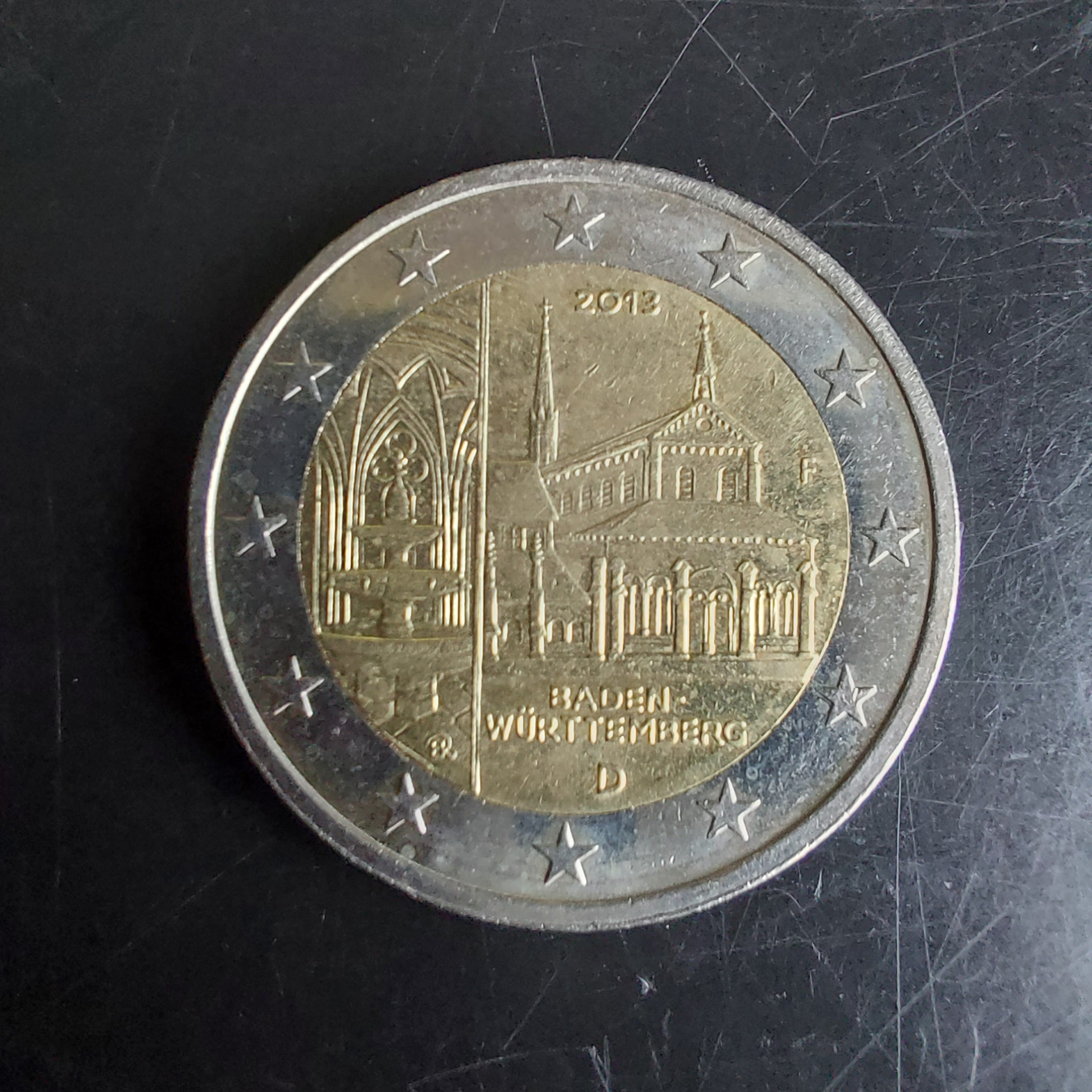
Badenia-Wirtembergia numer monety: 149
Wieża Clérigos w Porto numer monety: 150
Pinturicchio numer monety: 151
Święty Cyryl i Metody numer monety: 152
Jaskinia Postojna numer monety: 153
Sede vacante numer monety: 154
Światowe Dni Młodzieży numer monety: 155
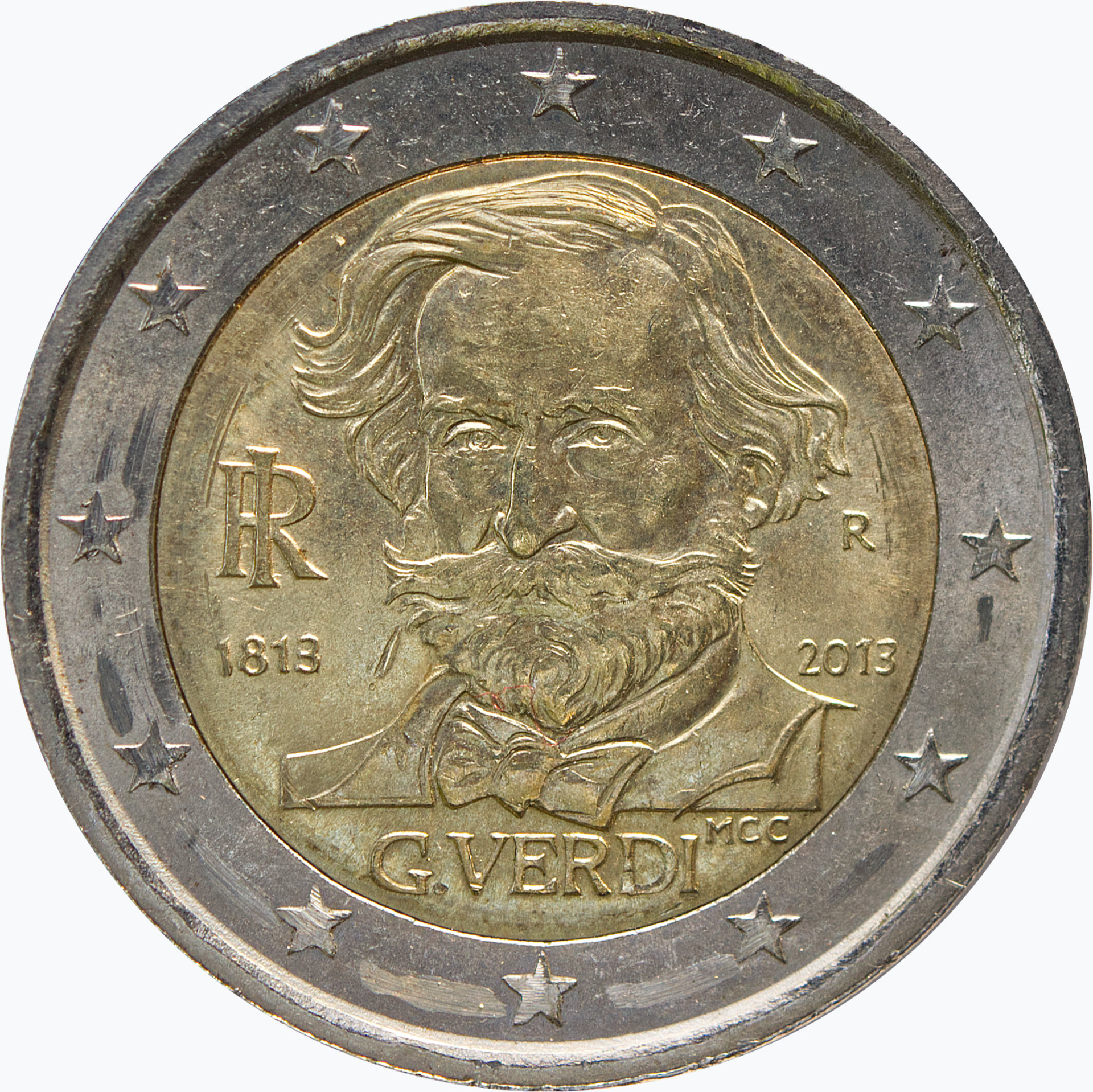
Giuseppe Verdi numer monety: 156
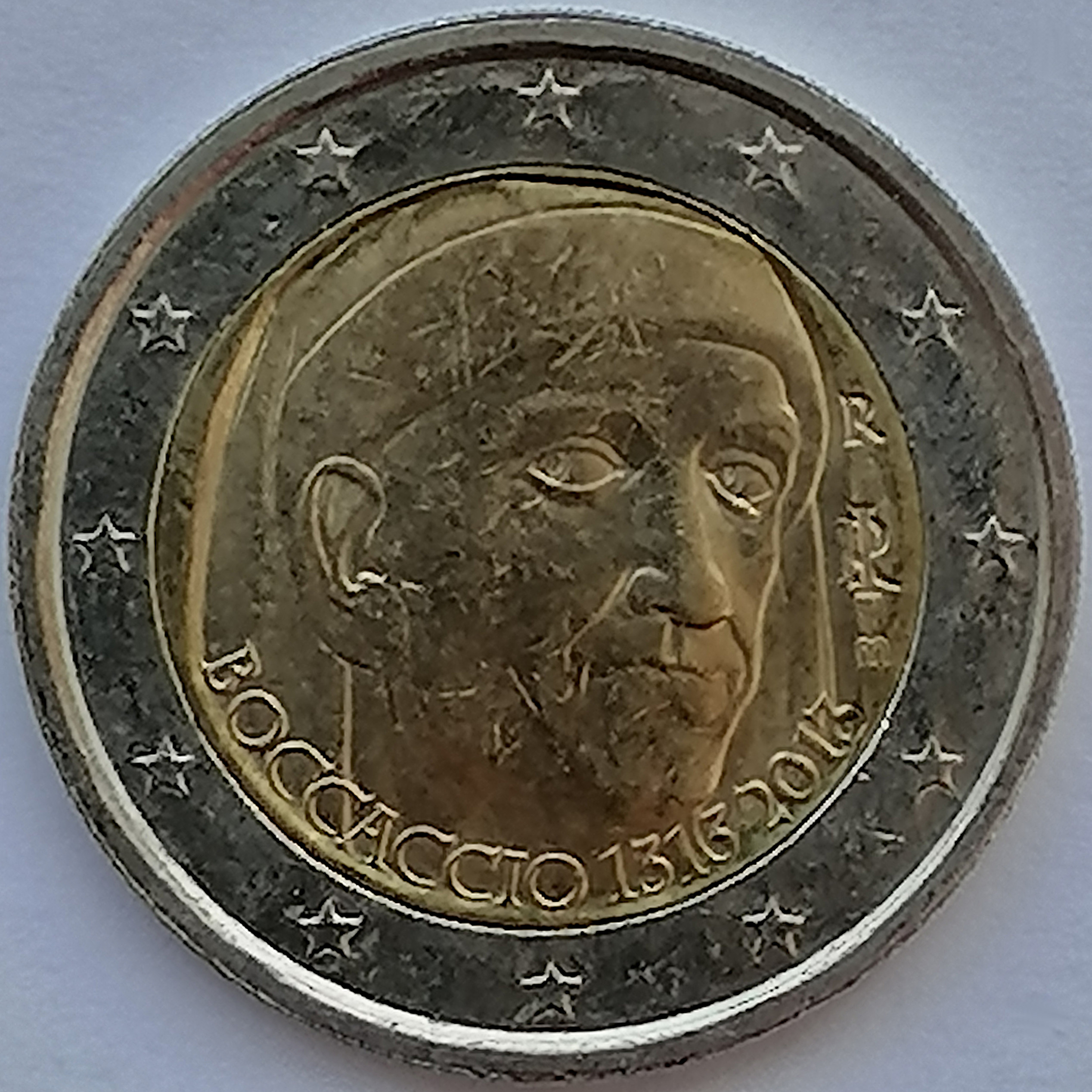
Giovanni Boccaccio numer monety: 157

- Belgia
Instytut Meteorologiczny
numer monety: 135
- Finlandia
Powstanie parlamentu
numer monety: 136
- Finlandia
Frans Eemil Sillanpää
numer monety: 137
- Francja
Traktat Elizejski
numer monety: 138
- Francja
Pierre de Coubertin
numer monety: 139
- Grecja
Unia Krety z Grecją
numer monety: 140
- Grecja
Akademia Platońska
numer monety: 141
- Hiszpania
Escorial
numer monety: 142
- Holandia
Abdykacja Beatrycze
numer monety: 143
- Holandia
Niepodległość Holandii
numer monety: 144
- Luksemburg
Hymn Luksemburga
numer monety: 145
- Malta
Utworzenie samorządu
numer monety: 146
- Monako
Monako w ONZ
numer monety: 147
- Niemcy
Traktat Elizejski
numer monety: 148
- Niemcy
Badenia-Wirtembergia
numer monety: 149
- Portugalia
Wieża Clérigos w Porto
numer monety: 150
- San Marino
Pinturicchio
numer monety: 151
- Słowacja
Święty Cyryl i Metody
numer monety: 152
- Słowenia
Jaskinia Postojna
numer monety: 153
- Watykan
Sede vacante
numer monety: 154
- Watykan
Światowe Dni Młodzieży
numer monety: 155
- Włochy
Giuseppe Verdi
numer monety: 156
- Włochy
Giovanni Boccaccio
numer monety: 157

### 2014

Andora w Radzie Europy numer monety: 158
I Wojna Światowa numer monety: 159
Czerwony Krzyż numer monety: 160
Tove Jansson numer monety: 161
Ilmar Tapiovaara numer monety: 162
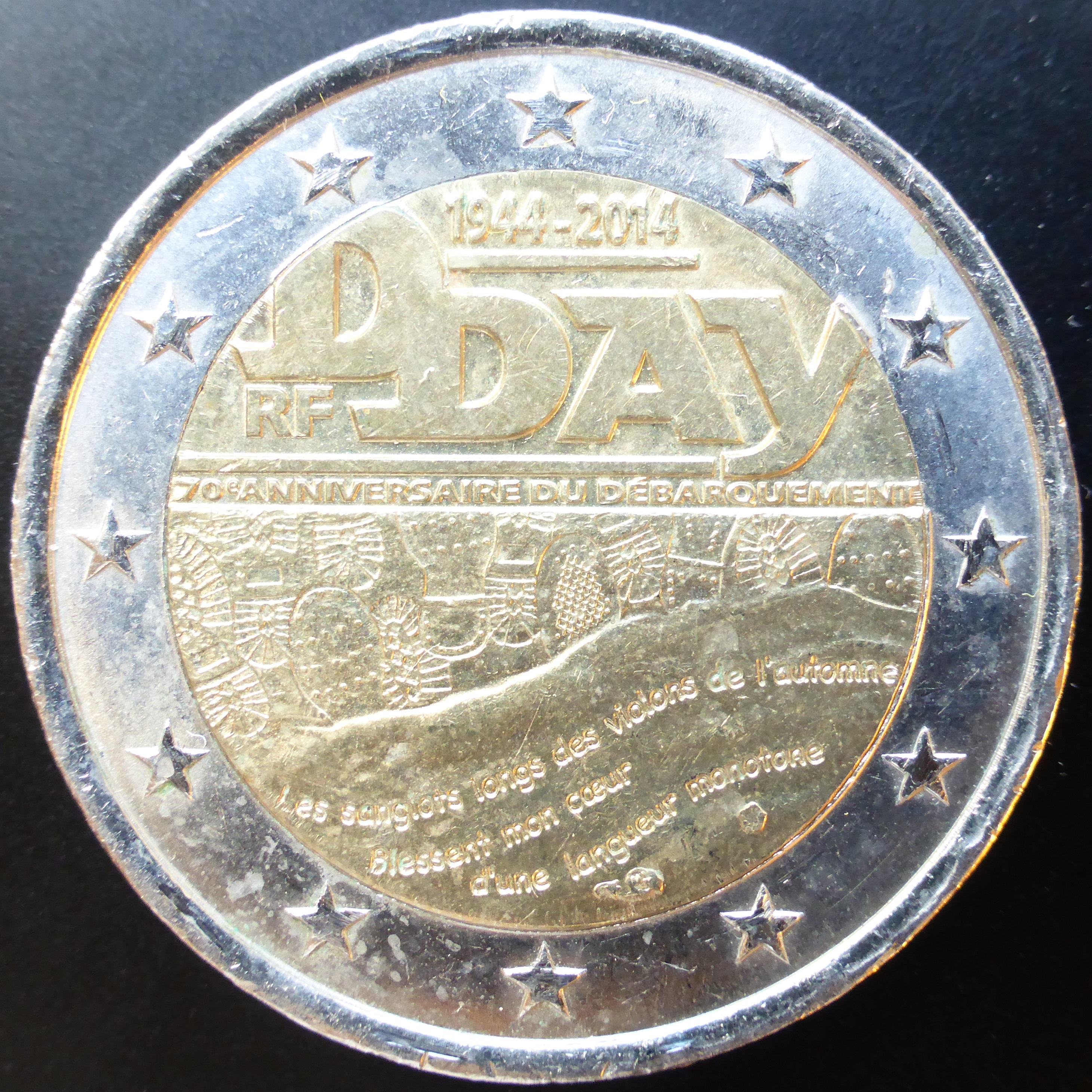
Lądowanie w Normandii numer monety: 163
Światowy Dzień AIDS numer monety: 164
D. Theotokopoulos numer monety: 165
Wyspy Jońskie numer monety: 166
Park Güell numer monety: 167
Król Filip VI numer monety: 168
Wilhelm i Beatrycze numer monety: 169
Niepodległość numer monety: 170
Książę Jan numer monety: 171
Ryga numer monety: 172
Niepodległość Malty numer monety: 173
Policja Maltańska numer monety: 174
Rewolucja Goździków numer monety: 176
Rolnictwo Rodzinne numer monety: 177
Donato Bramante numer monety: 178
Giacomo Puccini numer monety: 179
Słowacja w UE numer monety: 180
Barbara Cylejska numer monety: 181
Mur Berliński numer monety: 182
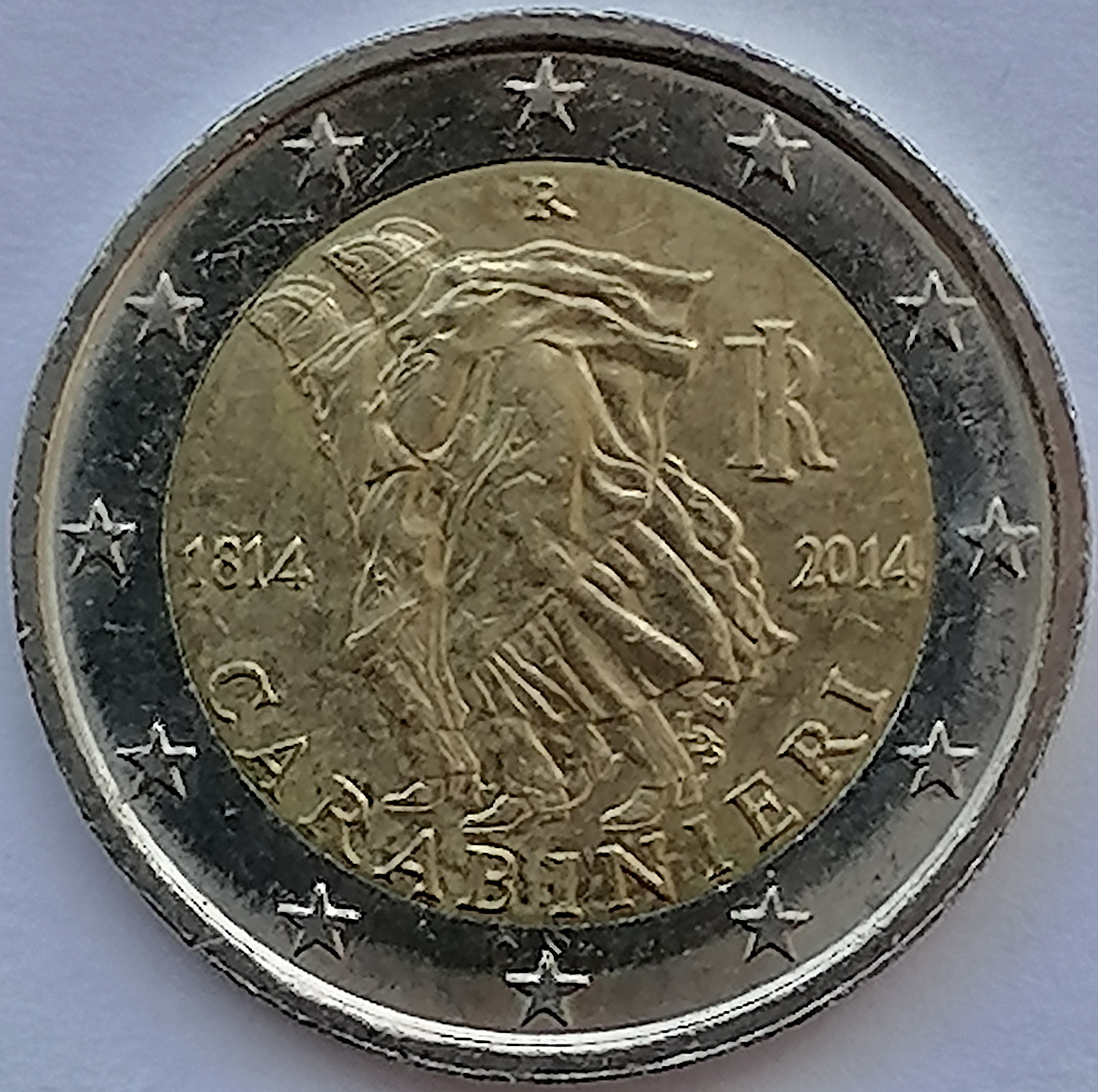
Karabinierzy numer monety: 183
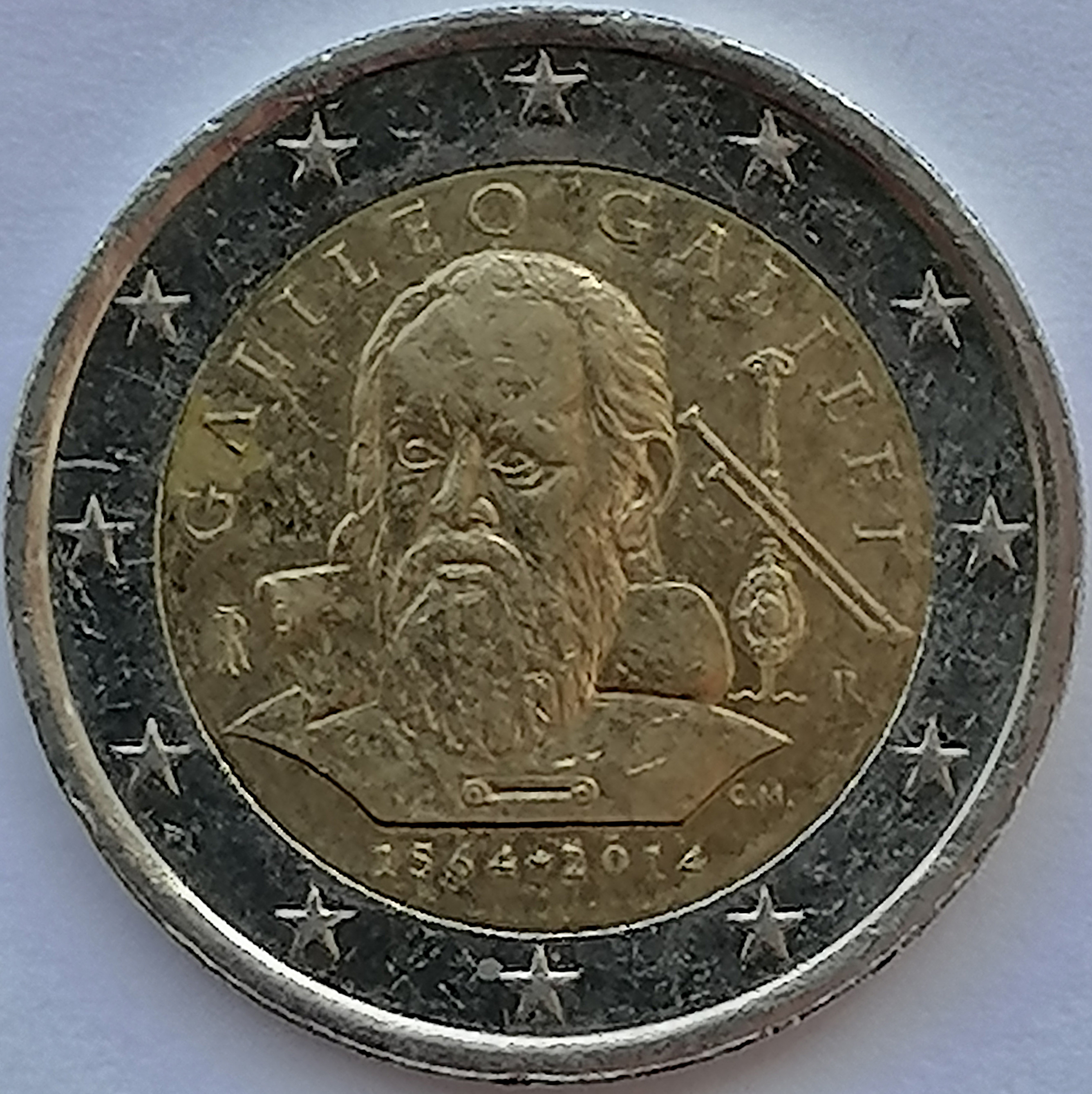
Galileusz numer monety: 184

- Andora
Andora w Radzie Europy
numer monety: 158
- Belgia
I Wojna Światowa
numer monety: 159
- Belgia
Czerwony Krzyż
numer monety: 160
- Finlandia
Tove Jansson
numer monety: 161
- Finlandia
Ilmar Tapiovaara
numer monety: 162
- Francja
Lądowanie w Normandii
numer monety: 163
- Francja
Światowy Dzień AIDS
numer monety: 164
- Grecja
D. Theotokopoulos
numer monety: 165
- Grecja
Wyspy Jońskie
numer monety: 166
- Hiszpania
Park Güell
numer monety: 167
- Hiszpania
Król Filip VI
numer monety: 168
- Holandia
Wilhelm i Beatrycze
numer monety: 169
- Luksemburg
Niepodległość
numer monety: 170
- Luksemburg
Książę Jan
numer monety: 171
- Łotwa
Ryga
numer monety: 172
- Malta
Niepodległość Malty
numer monety: 173
- Malta
Policja Maltańska
numer monety: 174
- Portugalia
Rewolucja Goździków
numer monety: 176
- Portugalia
Rolnictwo Rodzinne
numer monety: 177
- San Marino
Donato Bramante
numer monety: 178
- San Marino
Giacomo Puccini
numer monety: 179
- Słowacja
Słowacja w UE
numer monety: 180
- Słowenia
Barbara Cylejska
numer monety: 181
- Watykan
Mur Berliński
numer monety: 182
- Włochy
Karabinierzy
numer monety: 183
- Włochy
Galileusz
numer monety: 184

### 2015

Umowa celna z UE numer monety: 185
Prawa polityczne numer monety: 186
Rok na rzecz Rozwoju numer monety: 187
Jean Sibelius numer monety: 188
Akseli Gallen-Kallela numer monety: 189
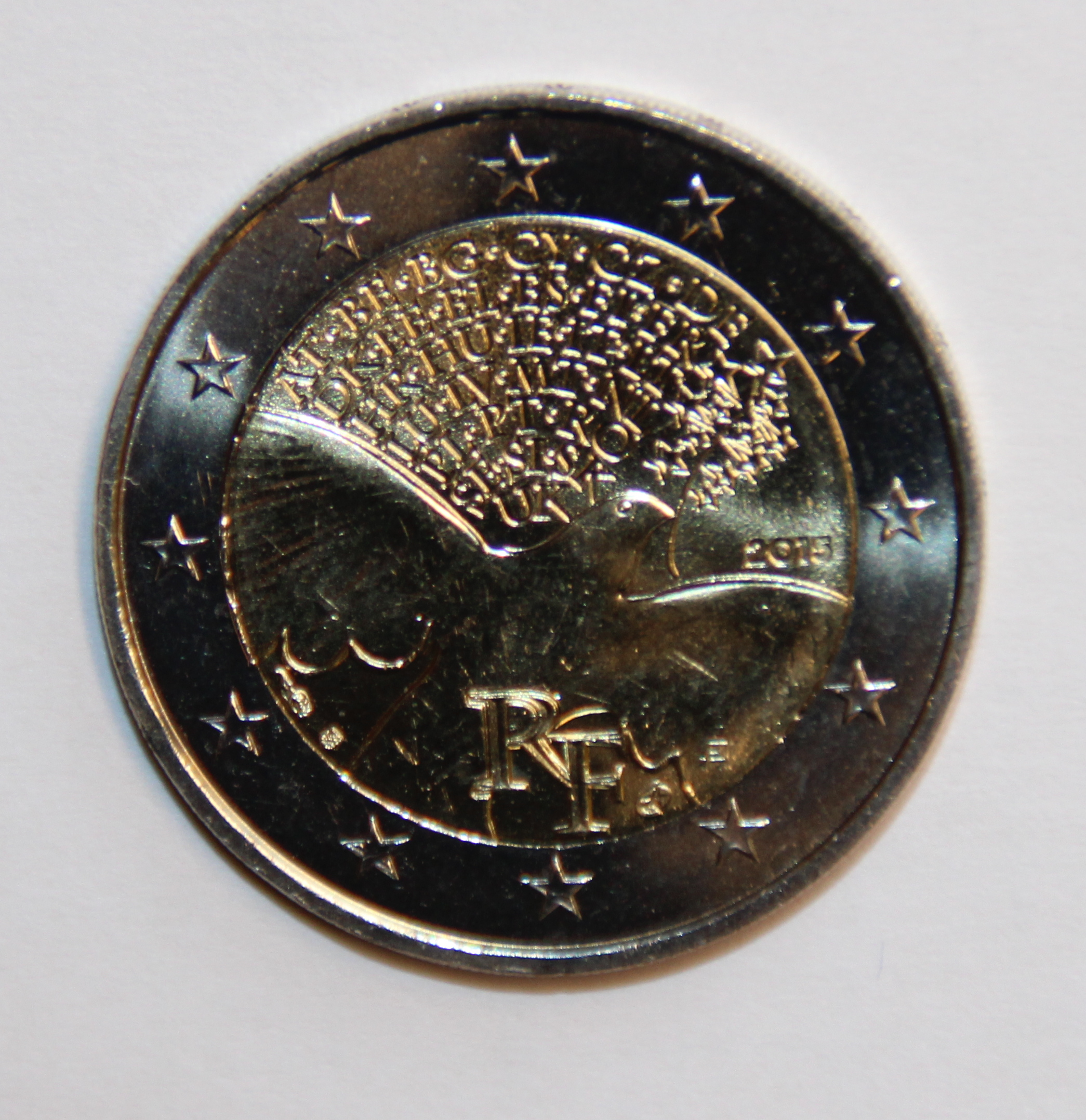
70 lat pokoju w Europie numer monety: 190
Święto Federacji numer monety: 191
Spyridon Louis numer monety: 192
Jaskinia Altamira numer monety: 193
Język litewski numer monety: 194
Książę Henryk numer monety: 195
Nassau-Weilburg numer monety: 196
Łotewska Prezydencja numer monety: 197
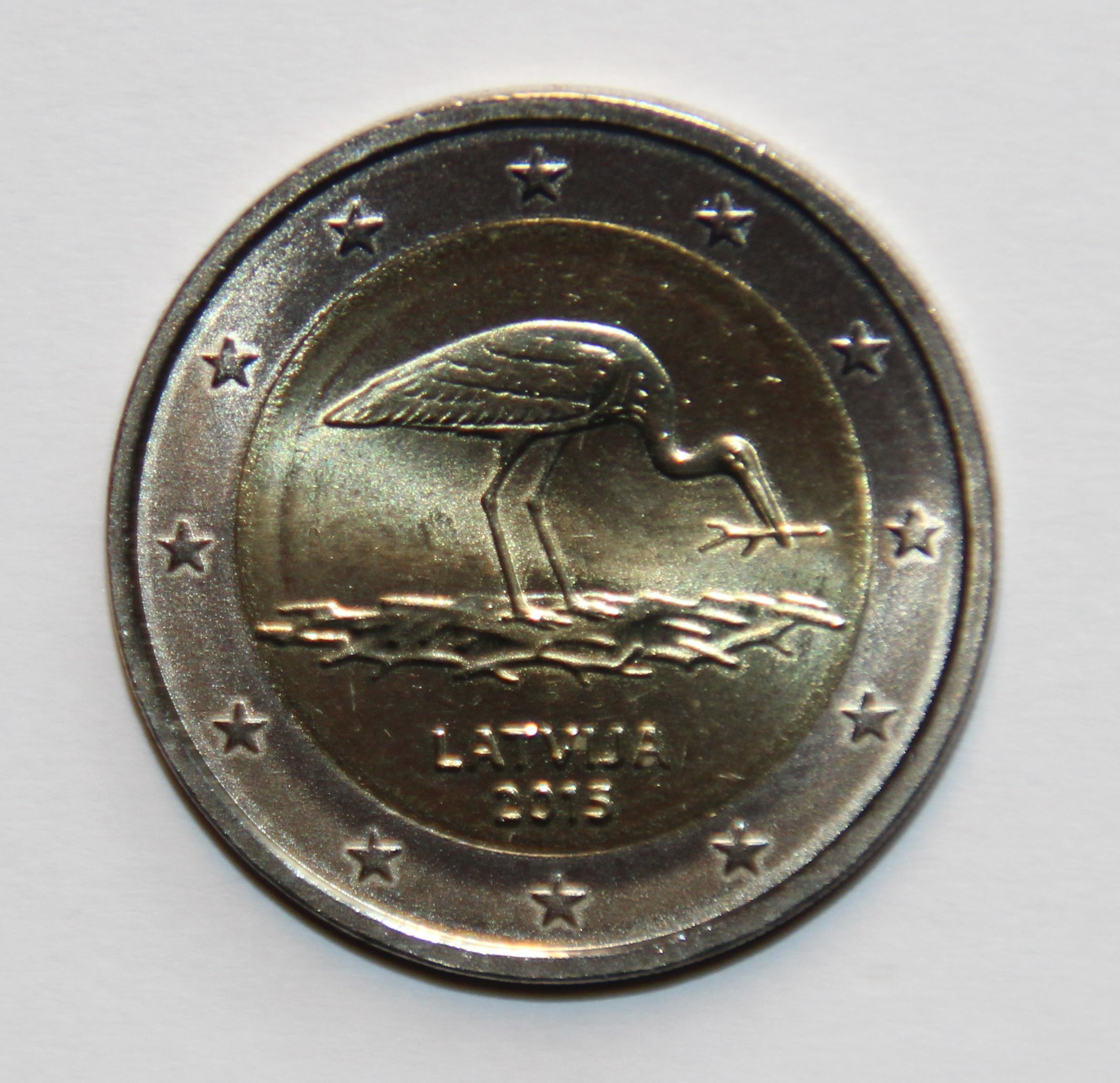
Bocian czarny numer monety: 198
Pierwszy lot z Malty numer monety: 199
Proklamacja Republiki numer monety: 200
Twierdza na Skale numer monety: 201
Hesja numer monety: 202
Zjednoczenie Niemiec numer monety: 203
Czerwony Krzyż numer monety: 204
Portugalia i Timor numer monety: 205
Dante Alighieri numer monety: 206
Zjednoczenie Niemiec numer monety: 207
Ľudovít Štúr numer monety: 208
Założenie Emony numer monety: 209
Spotkanie Rodzin numer monety: 210
Dante Alighieri numer monety: 211
Expo 2015 w Mediolanie numer monety: 212

- Andora
Umowa celna z UE
numer monety: 185
- Andora
Prawa polityczne
numer monety: 186
- Belgia
Rok na rzecz Rozwoju
numer monety: 187
- Finlandia
Jean Sibelius
numer monety: 188
- Finlandia
Akseli Gallen-Kallela
numer monety: 189
- Francja
70 lat pokoju w Europie
numer monety: 190
- Francja
Święto Federacji
numer monety: 191
- Grecja
Spyridon Louis
numer monety: 192
- Hiszpania
Jaskinia Altamira
numer monety: 193
- Litwa
Język litewski
numer monety: 194
- Luksemburg
Książę Henryk
numer monety: 195
- Luksemburg
Nassau-Weilburg
numer monety: 196
- Łotwa
Łotewska Prezydencja
numer monety: 197
- Łotwa
Bocian czarny
numer monety: 198
- Malta
Pierwszy lot z Malty
numer monety: 199
- Malta
Proklamacja Republiki
numer monety: 200
- Monako
Twierdza na Skale
numer monety: 201
- Niemcy
Hesja
numer monety: 202
- Niemcy
Zjednoczenie Niemiec
numer monety: 203
- Portugalia
Czerwony Krzyż
numer monety: 204
- Portugalia
Portugalia i Timor
numer monety: 205
- San Marino
Dante Alighieri
numer monety: 206
- San Marino
Zjednoczenie Niemiec
numer monety: 207
- Słowacja
Ľudovít Štúr
numer monety: 208
- Słowenia
Założenie Emony
numer monety: 209
- Watykan
Spotkanie Rodzin
numer monety: 210
- Włochy
Dante Alighieri
numer monety: 211
- Włochy
Expo 2015 w Mediolanie
numer monety: 212

#### emisja wspólna -30 lat flagi Europy

30 lat flagi Europy numer monety: 213
30 lat flagi Europy numer monety: 214
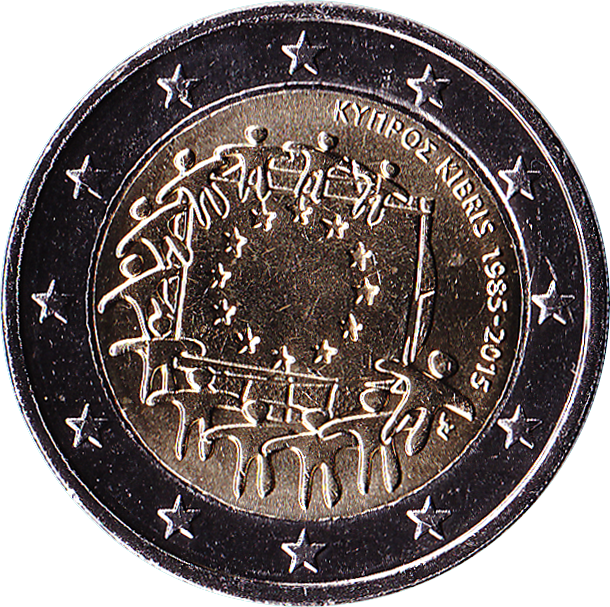
30 lat flagi Europy numer monety: 215
30 lat flagi Europy numer monety: 216
30 lat flagi Europy numer monety: 217
30 lat flagi Europy numer monety: 218
30 lat flagi Europy numer monety: 219
30 lat flagi Europy numer monety: 220
30 lat flagi Europy numer monety: 221
30 lat flagi Europy numer monety: 222
30 lat flagi Europy numer monety: 223
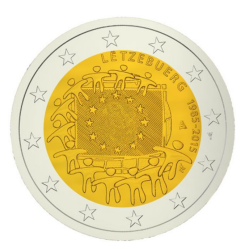
30 lat flagi Europy numer monety: 224
30 lat flagi Europy numer monety: 225
30 lat flagi Europy numer monety: 226
30 lat flagi Europy numer monety: 227
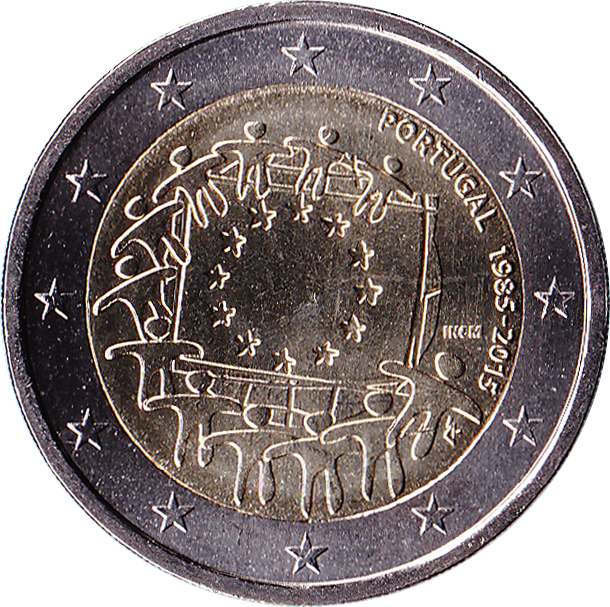
30 lat flagi Europy numer monety: 228
30 lat flagi Europy numer monety: 229
30 lat flagi Europy numer monety: 230
30 lat flagi Europy numer monety: 231

- Austria
30 lat flagi Europy
numer monety: 213
- Belgia
30 lat flagi Europy
numer monety: 214
- Cypr
30 lat flagi Europy
numer monety: 215
- Estonia
30 lat flagi Europy
numer monety: 216
- Finlandia
30 lat flagi Europy
numer monety: 217
- Francja
30 lat flagi Europy
numer monety: 218
- Grecja
30 lat flagi Europy
numer monety: 219
- Hiszpania
30 lat flagi Europy
numer monety: 220
- Holandia
30 lat flagi Europy
numer monety: 221
- Irlandia
30 lat flagi Europy
numer monety: 222
- Litwa
30 lat flagi Europy
numer monety: 223
- Luksemburg
30 lat flagi Europy
numer monety: 224
- Łotwa
30 lat flagi Europy
numer monety: 225
- Malta
30 lat flagi Europy
numer monety: 226
- Niemcy
30 lat flagi Europy
numer monety: 227
- Portugalia
30 lat flagi Europy
numer monety: 228
- Słowacja
30 lat flagi Europy
numer monety: 229
- Słowenia
30 lat flagi Europy
numer monety: 230
- Włochy
30 lat flagi Europy
numer monety: 231

### 2016

Radio i Telewizja Andory numer monety: 232
Nowa Reforma numer monety: 233
Bank Austrii numer monety: 234
Letnie IO – Rio 2016 numer monety: 235
Dzień Dziecka numer monety: 236
Paul Keres numer monety: 237
Eino Leino numer monety: 238
Georg Henrik von Wright numer monety: 239
UEFA Euro 2016 numer monety: 240
François Mitterrand numer monety: 241
Klasztor Moni Arkadiu numer monety: 242
Dimitri Mitropoulos numer monety: 243
Akwedukt w Segowii numer monety: 244
Powstanie Wielkanocne numer monety: 245
Kultura Bałtycka numer monety: 246
Most Charlotty numer monety: 247
Sektor rolno-spożywczy numer monety: 248
Liwonia numer monety: 249
Ġgantija numer monety: 250
Solidarność w miłości numer monety: 251
Monte Carlo numer monety: 252
Saksonia numer monety: 253
Portugalia na IO - Rio numer monety: 254
Most 25 Kwietnia numer monety: 255
Donatello numer monety: 256
William Shakespeare numer monety: 257
Słowacka Prezydencja numer monety: 258
Niepodległość Słowenii numer monety: 259
Żandarmeria Watykań. numer monety: 260
Święty Rok Miłosierdzia numer monety: 261
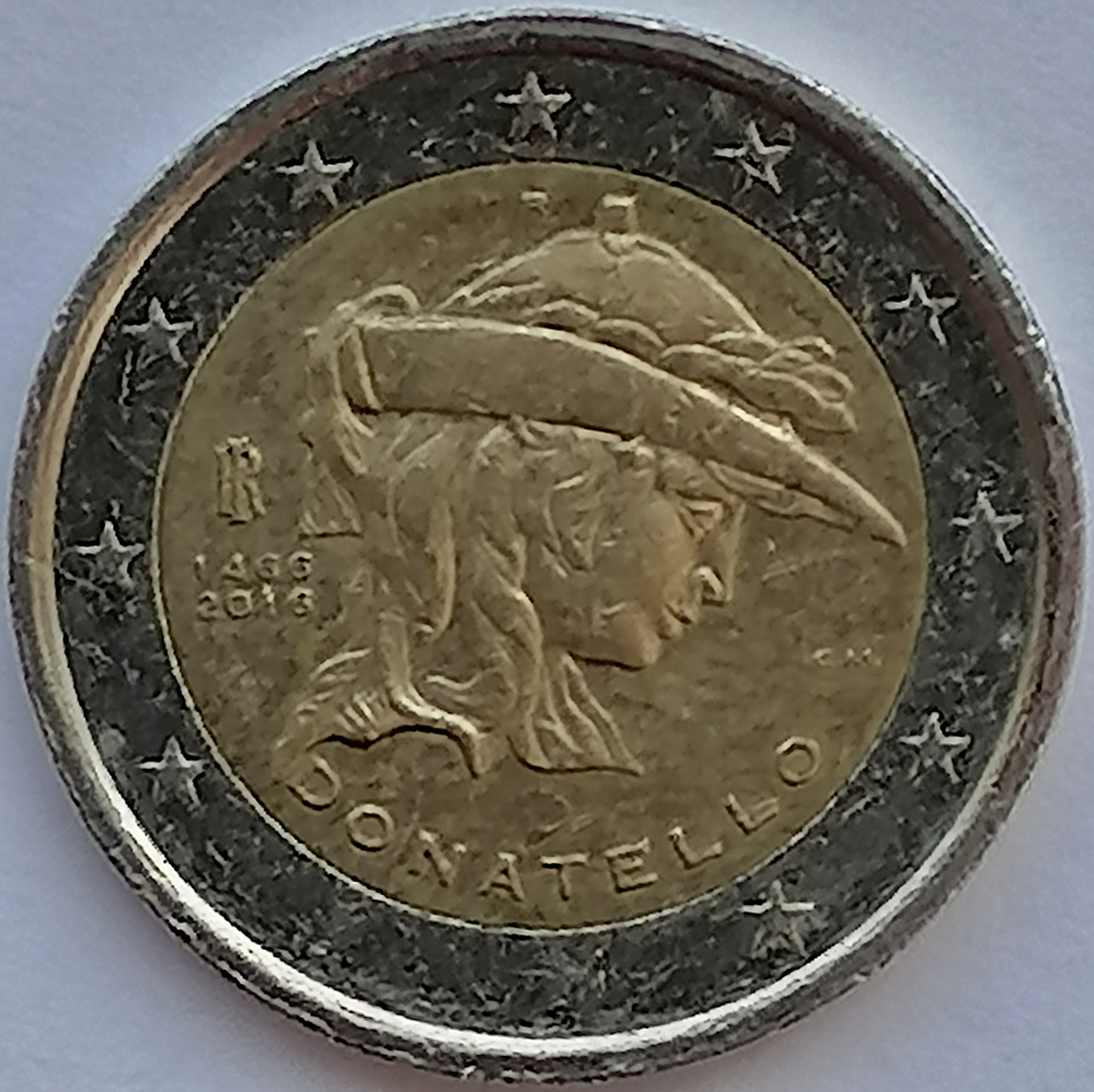
Donatello numer monety: 262
Plauto numer monety: 263

- Andora
Radio i Telewizja Andory
numer monety: 232
- Andora
Nowa Reforma
numer monety: 233
- Austria
Bank Austrii
numer monety: 234
- Belgia
Letnie IO – Rio 2016
numer monety: 235
- Belgia
Dzień Dziecka
numer monety: 236
- Estonia
Paul Keres
numer monety: 237
- Finlandia
Eino Leino
numer monety: 238
- Finlandia
Georg Henrik von Wright
numer monety: 239
- Francja
UEFA Euro 2016
numer monety: 240
- Francja
François Mitterrand
numer monety: 241
- Grecja
Klasztor Moni Arkadiu
numer monety: 242
- Grecja
Dimitri Mitropoulos
numer monety: 243
- Hiszpania
Akwedukt w Segowii
numer monety: 244
- Irlandia
Powstanie Wielkanocne
numer monety: 245
- Litwa
Kultura Bałtycka
numer monety: 246
- Luksemburg
Most Charlotty
numer monety: 247
- Łotwa
Sektor rolno-spożywczy
numer monety: 248
- Łotwa
Liwonia
numer monety: 249
- Malta
Ġgantija
numer monety: 250
- Malta
Solidarność w miłości
numer monety: 251
- Monako
Monte Carlo
numer monety: 252
- Niemcy
Saksonia
numer monety: 253
- Portugalia
Portugalia na IO - Rio
numer monety: 254
- Portugalia
Most 25 Kwietnia
numer monety: 255
- San Marino
Donatello
numer monety: 256
- San Marino
William Shakespeare
numer monety: 257
- Słowacja
Słowacka Prezydencja
numer monety: 258
- Słowenia
Niepodległość Słowenii
numer monety: 259
- Watykan
Żandarmeria Watykań.
numer monety: 260
- Watykan
Święty Rok Miłosierdzia
numer monety: 261
- Włochy
Donatello
numer monety: 262
- Włochy
Plauto
numer monety: 263

### 2017

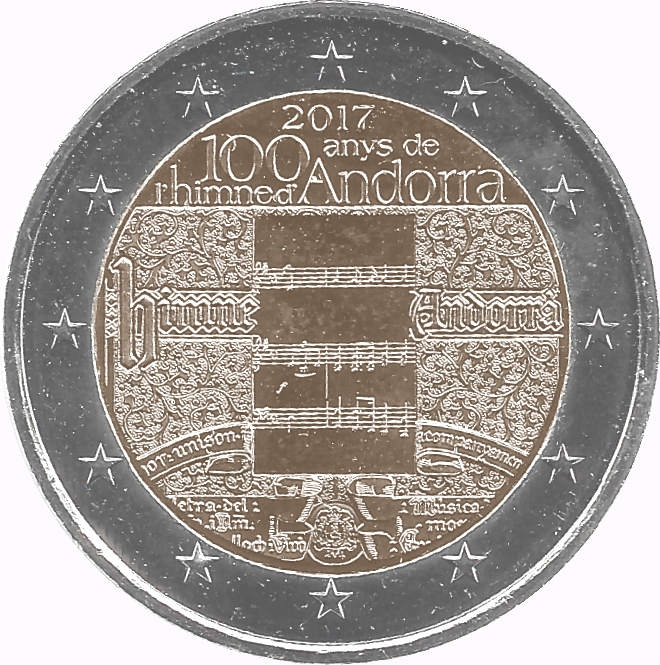
Hymn Andory numer monety: 264
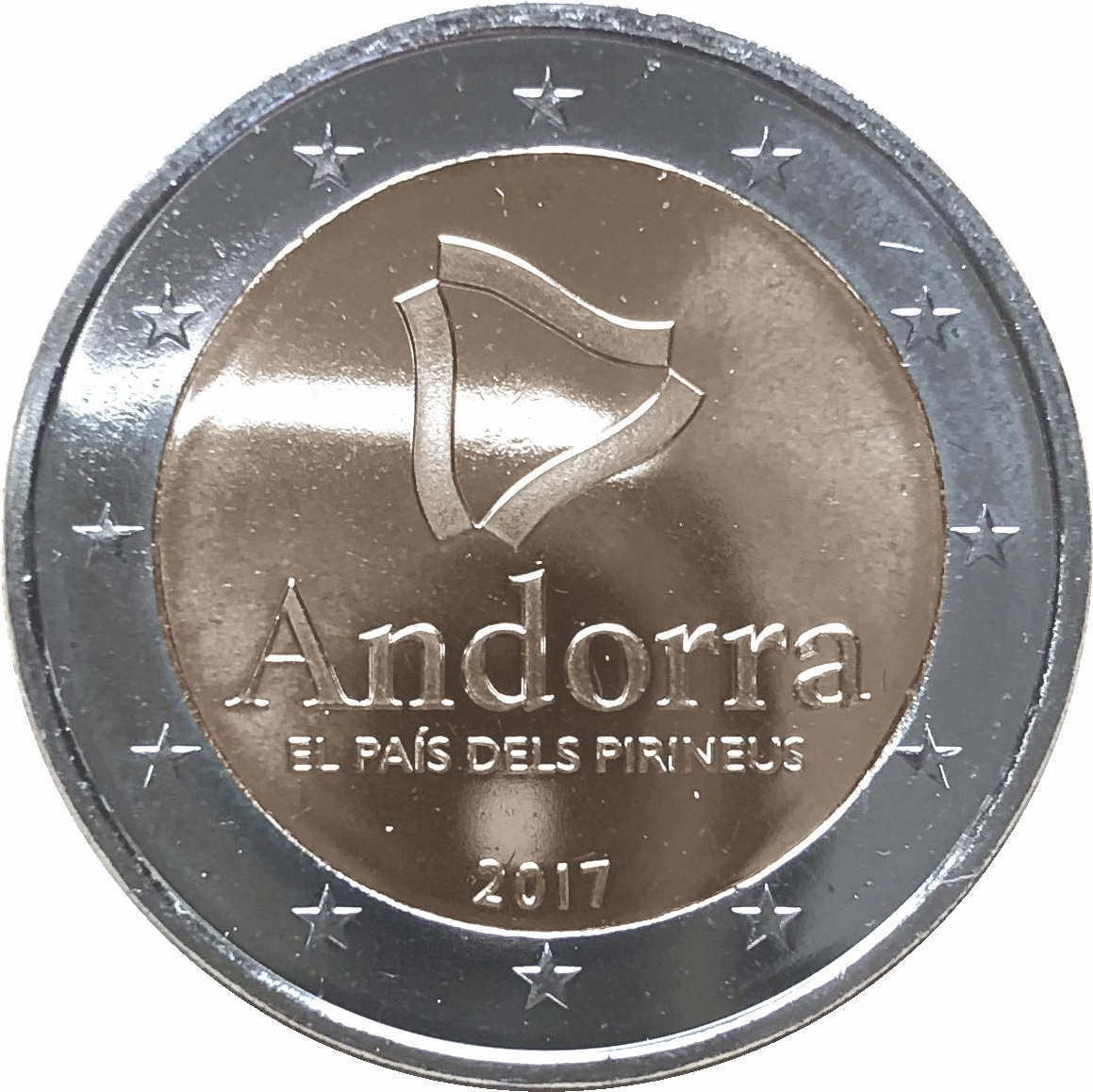
Andora numer monety: 265
Uniwersytet w Liège numer monety: 266
Uniwersytet w Gandawie numer monety: 267
Pafos numer monety: 268
Niepodległość Estonii numer monety: 269
Niepodległość Finlandii numer monety: 270
Fińska przyroda numer monety: 271
Auguste Rodin numer monety: 272
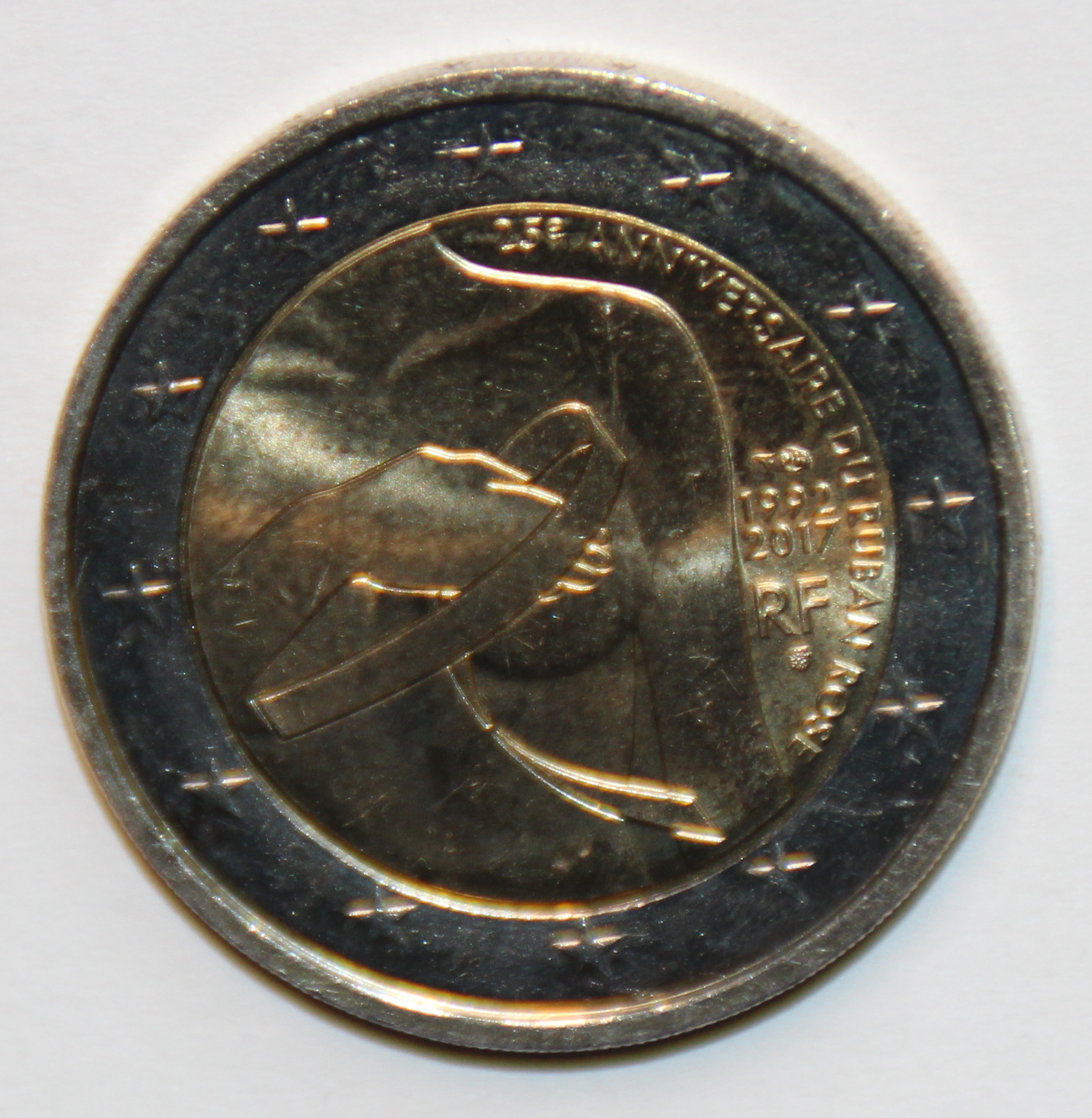
Walka z rakiem piersi numer monety: 273
Nikos Kazantzakis numer monety: 274
Filippi numer monety: 275
Kościoły w Asturii numer monety: 276
Wilno numer monety: 277
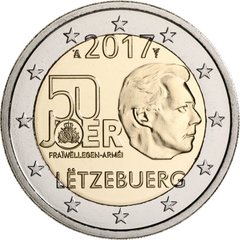
Armia Luksemburga numer monety: 278
Książę Wilhelm III numer monety: 279
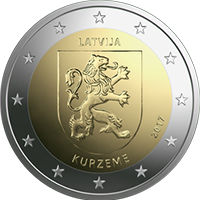
Kurlandia numer monety: 280
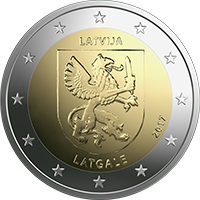
Łatgalia numer monety: 281
Ħaġar Qim numer monety: 282
Solidarność i pokój numer monety: 283
Książęcy karabinierzy numer monety: 284
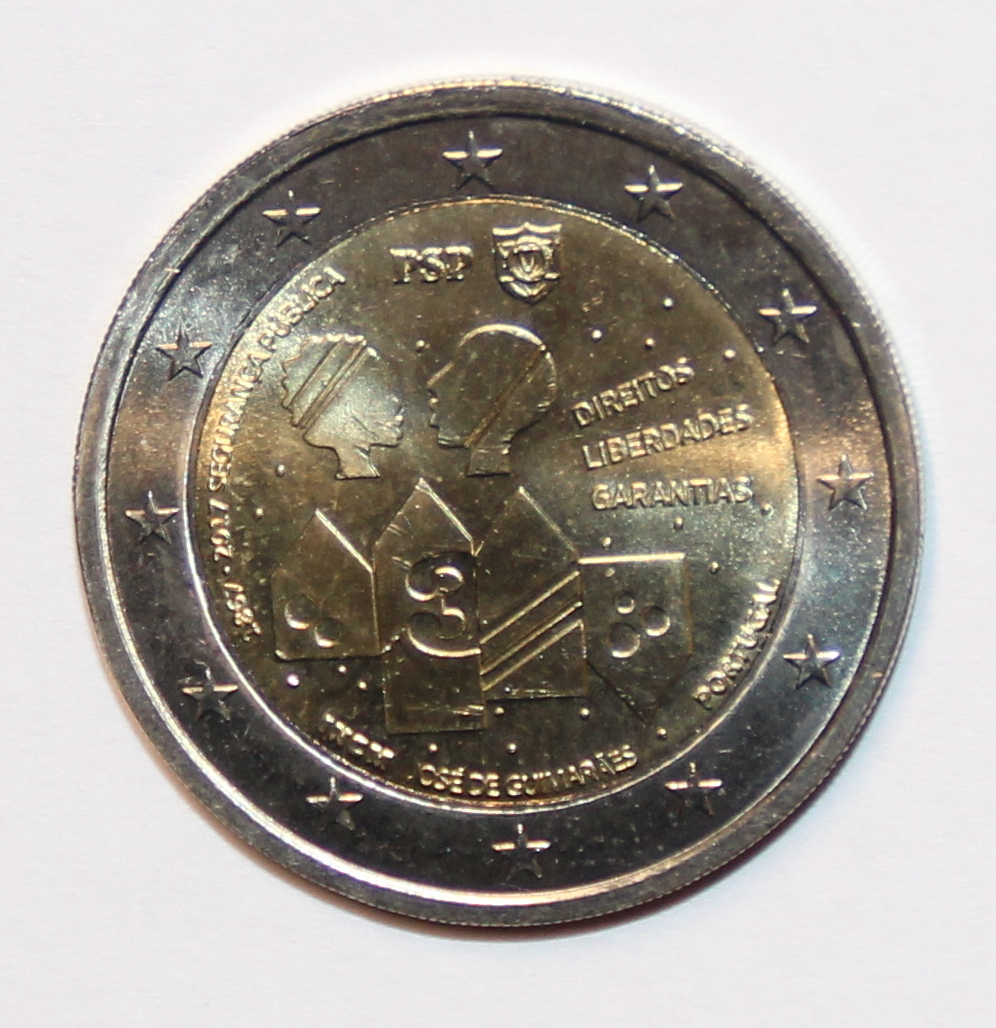
Bezpieczeństwo (PSP) numer monety: 286
Raul Brandão numer monety: 287
Giotto numer monety: 288
Zrównoważon. Turystyka numer monety: 289
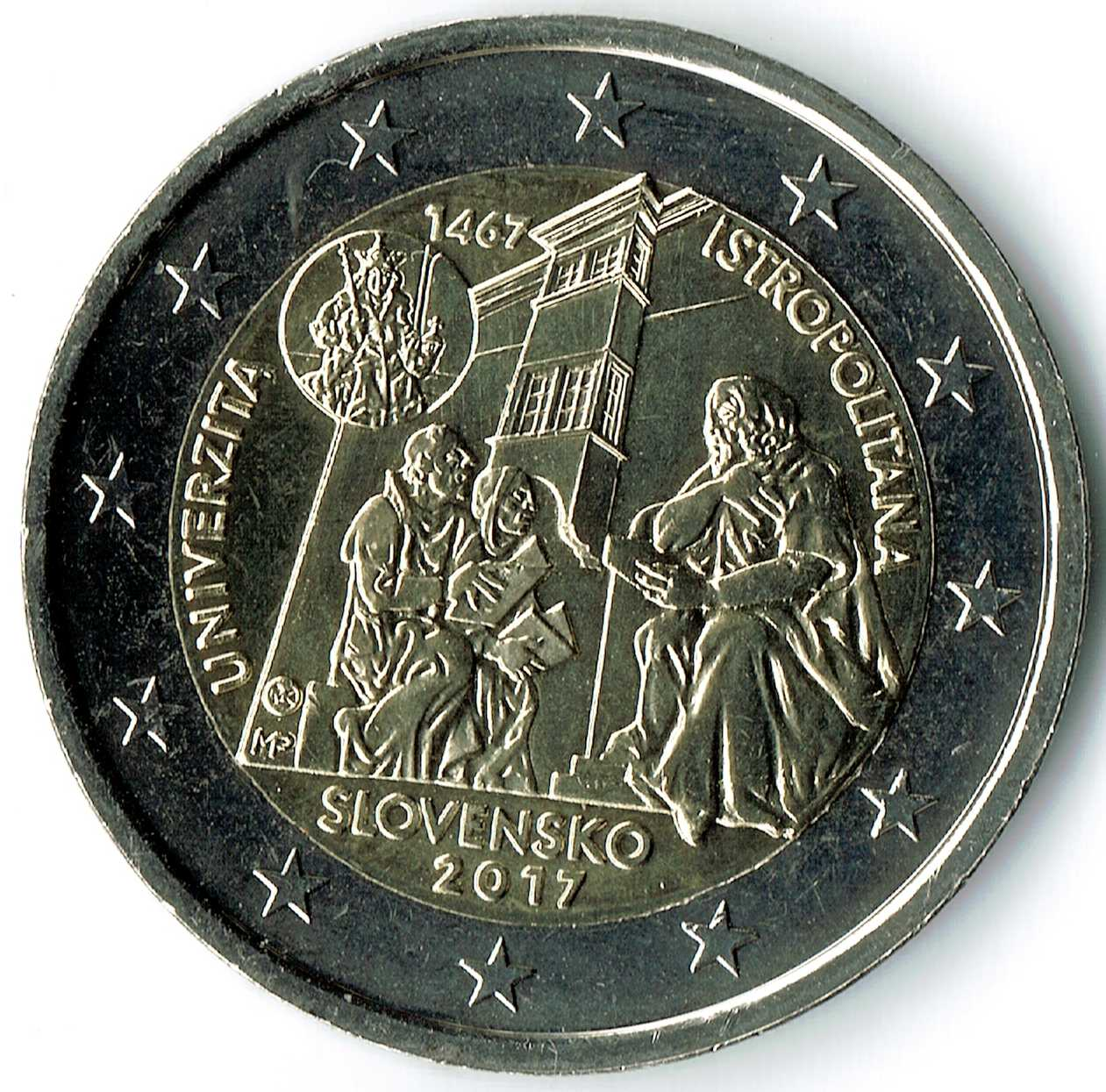
Uniwersytet Istropolitan numer monety: 290
Euro w Słowenii numer monety: 291
Św. Piotr i Paweł numer monety: 292
Objawienia fatimskie numer monety: 293
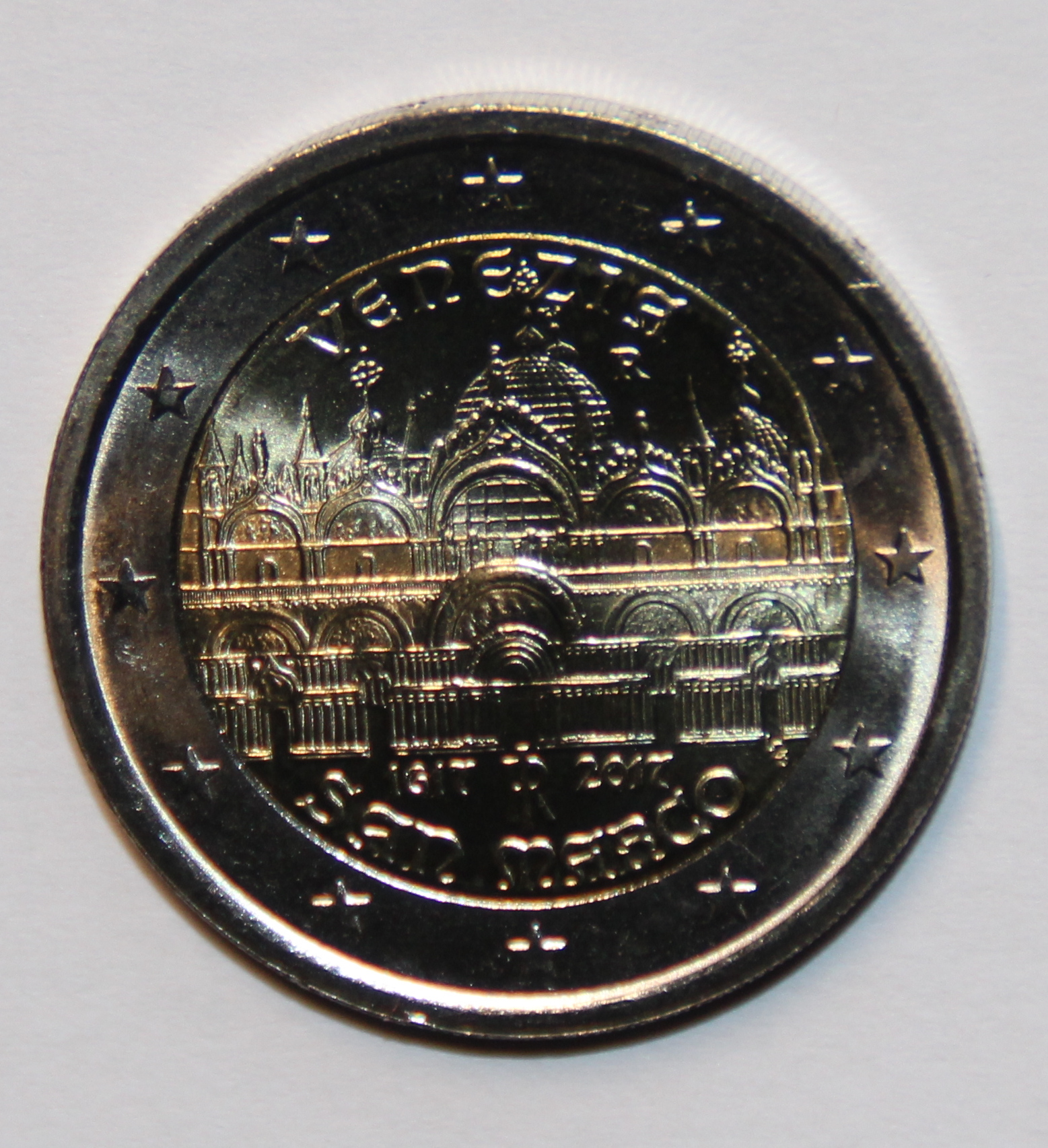
Bazylika św. Marka numer monety: 294
Tytus Liwiusz numer monety: 295

- Andora
Hymn Andory
numer monety: 264
- Andora
Andora
numer monety: 265
- Belgia
Uniwersytet w Liège
numer monety: 266
- Belgia
Uniwersytet w Gandawie
numer monety: 267
- Cypr
Pafos
numer monety: 268
- Estonia
Niepodległość Estonii
numer monety: 269
- Finlandia
Niepodległość Finlandii
numer monety: 270
- Finlandia
Fińska przyroda
numer monety: 271
- Francja
Auguste Rodin
numer monety: 272
- Francja
Walka z rakiem piersi
numer monety: 273
- Grecja
Nikos Kazantzakis
numer monety: 274
- Grecja
Filippi
numer monety: 275
- Hiszpania
Kościoły w Asturii
numer monety: 276
- Litwa
Wilno
numer monety: 277
- Luksemburg
Armia Luksemburga
numer monety: 278
- Luksemburg
Książę Wilhelm III
numer monety: 279
- Łotwa
Kurlandia
numer monety: 280
- Łotwa
Łatgalia
numer monety: 281
- Malta
Ħaġar Qim
numer monety: 282
- Malta
Solidarność i pokój
numer monety: 283
- Monako
Książęcy karabinierzy
numer monety: 284
- Portugalia
Bezpieczeństwo (PSP)
numer monety: 286
- Portugalia
Raul Brandão
numer monety: 287
- San Marino
Giotto
numer monety: 288
- San Marino
Zrównoważon. Turystyka
numer monety: 289
- Słowacja
Uniwersytet Istropolitan
numer monety: 290
- Słowenia
Euro w Słowenii
numer monety: 291
- Watykan
Św. Piotr i Paweł
numer monety: 292
- Watykan
Objawienia fatimskie
numer monety: 293
- Włochy
Bazylika św. Marka
numer monety: 294
- Włochy
Tytus Liwiusz
numer monety: 295

### 2018

Konstytucja Andory numer monety: 296
Prawa człowieka numer monety: 297
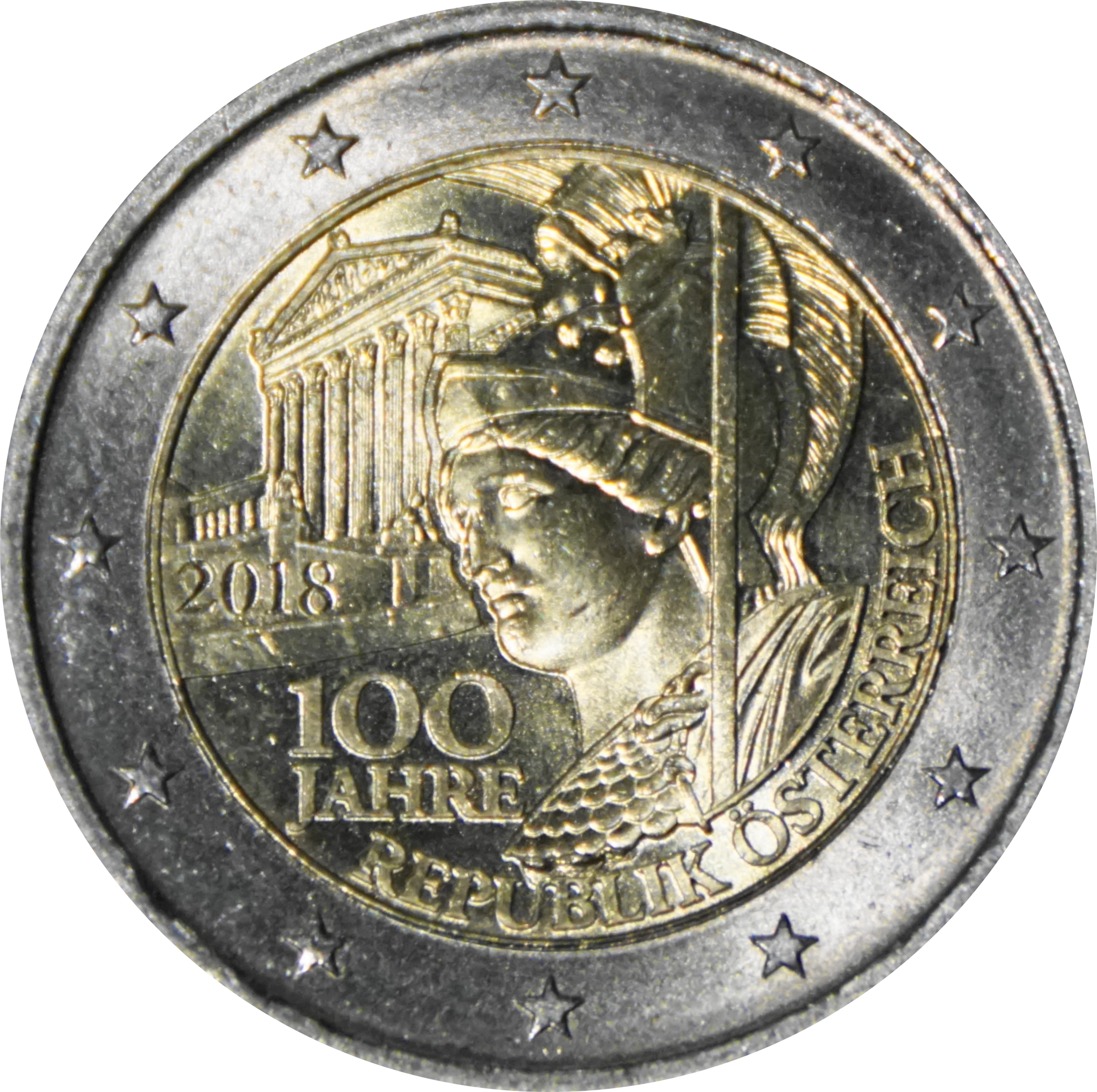
Niepodległość Austrii numer monety: 298
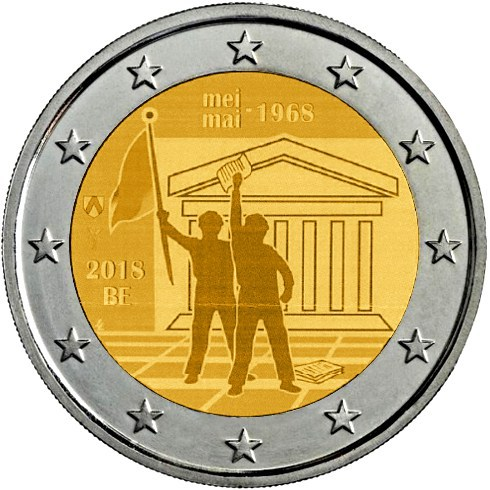
Bunt studencki numer monety: 299
Satelita ESRO 2B numer monety: 300
Państwa bałtyckie numer monety: 301
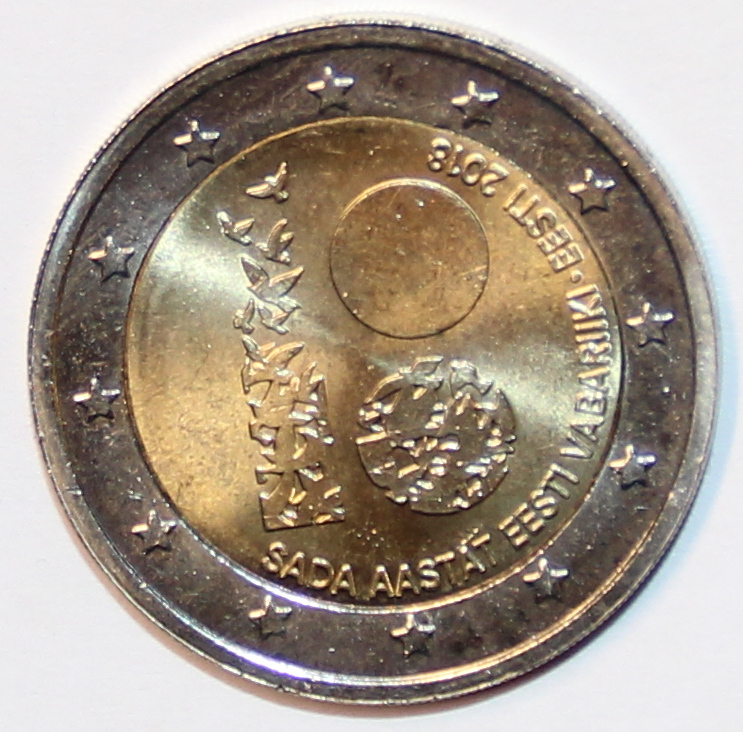
Niepodległość Estonii numer monety: 302
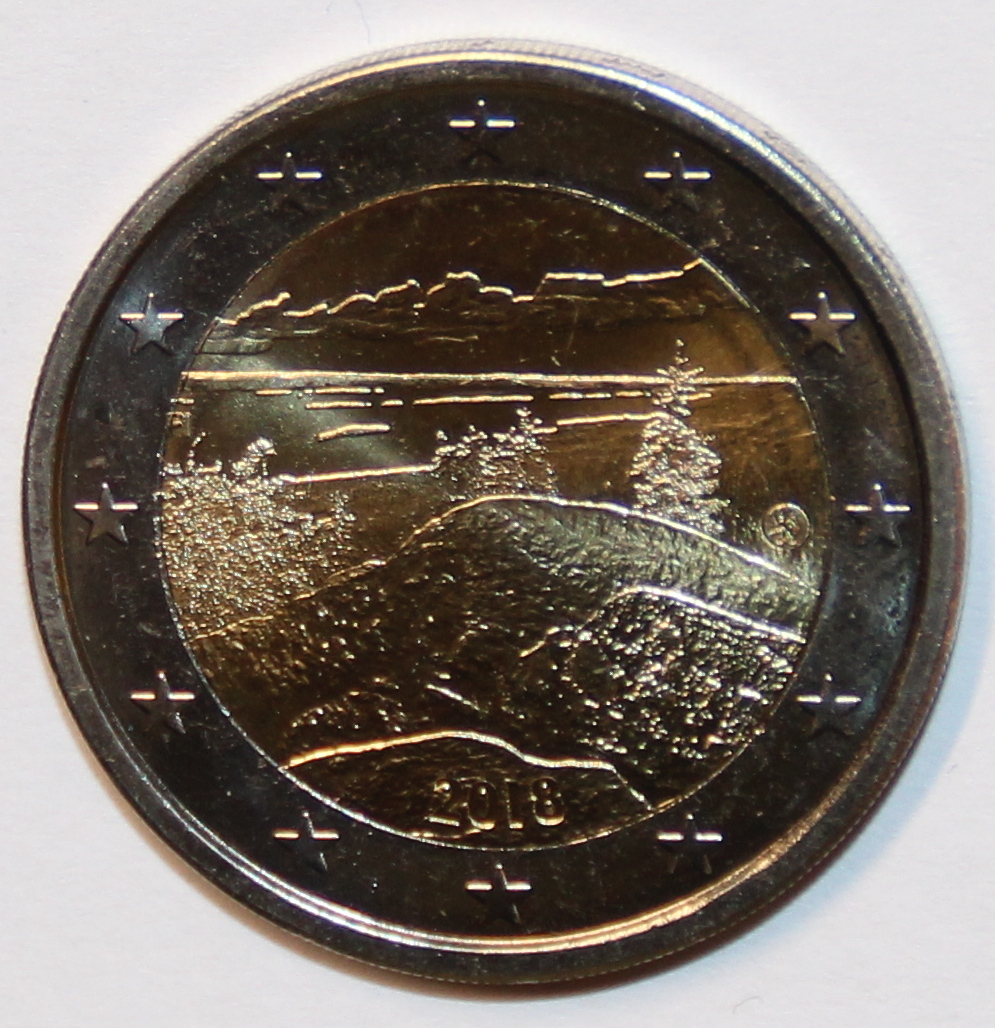
Park Narodowy Koli numer monety: 303
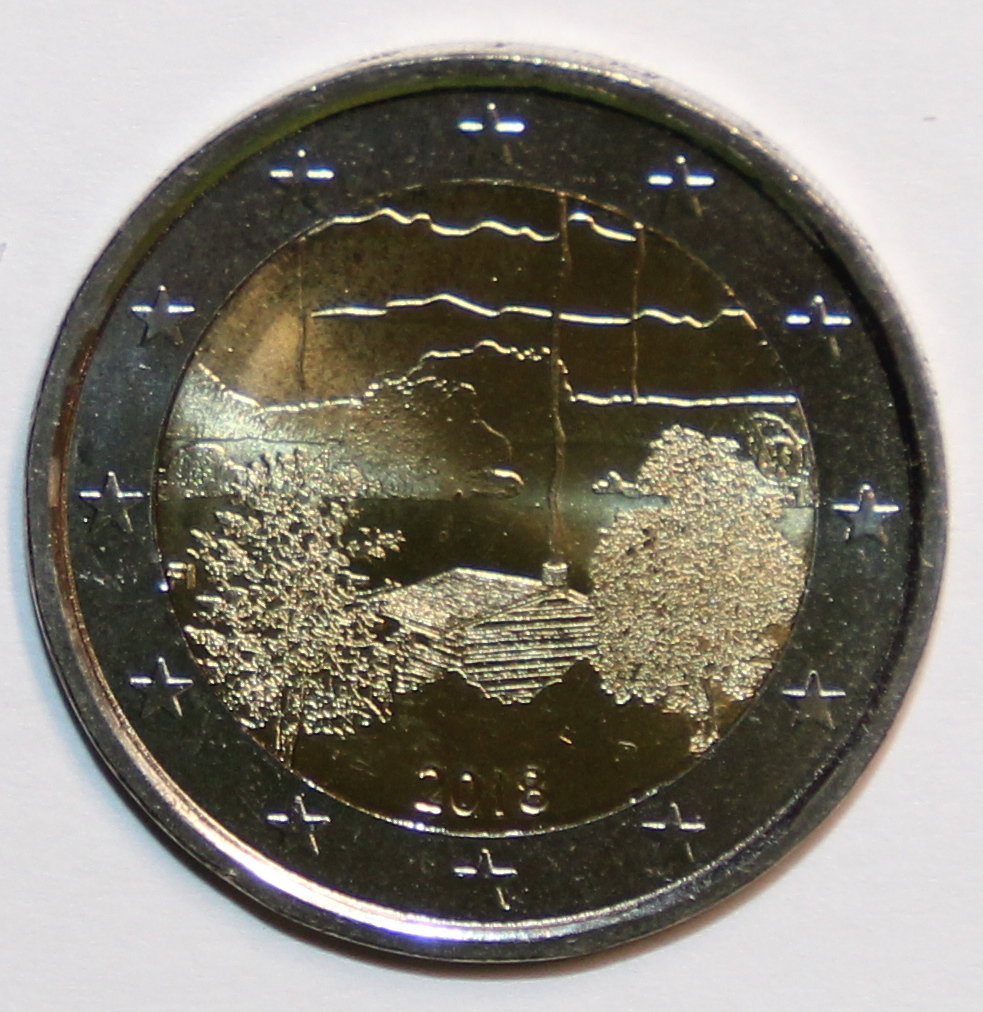
Fińska kultura sauny numer monety: 304
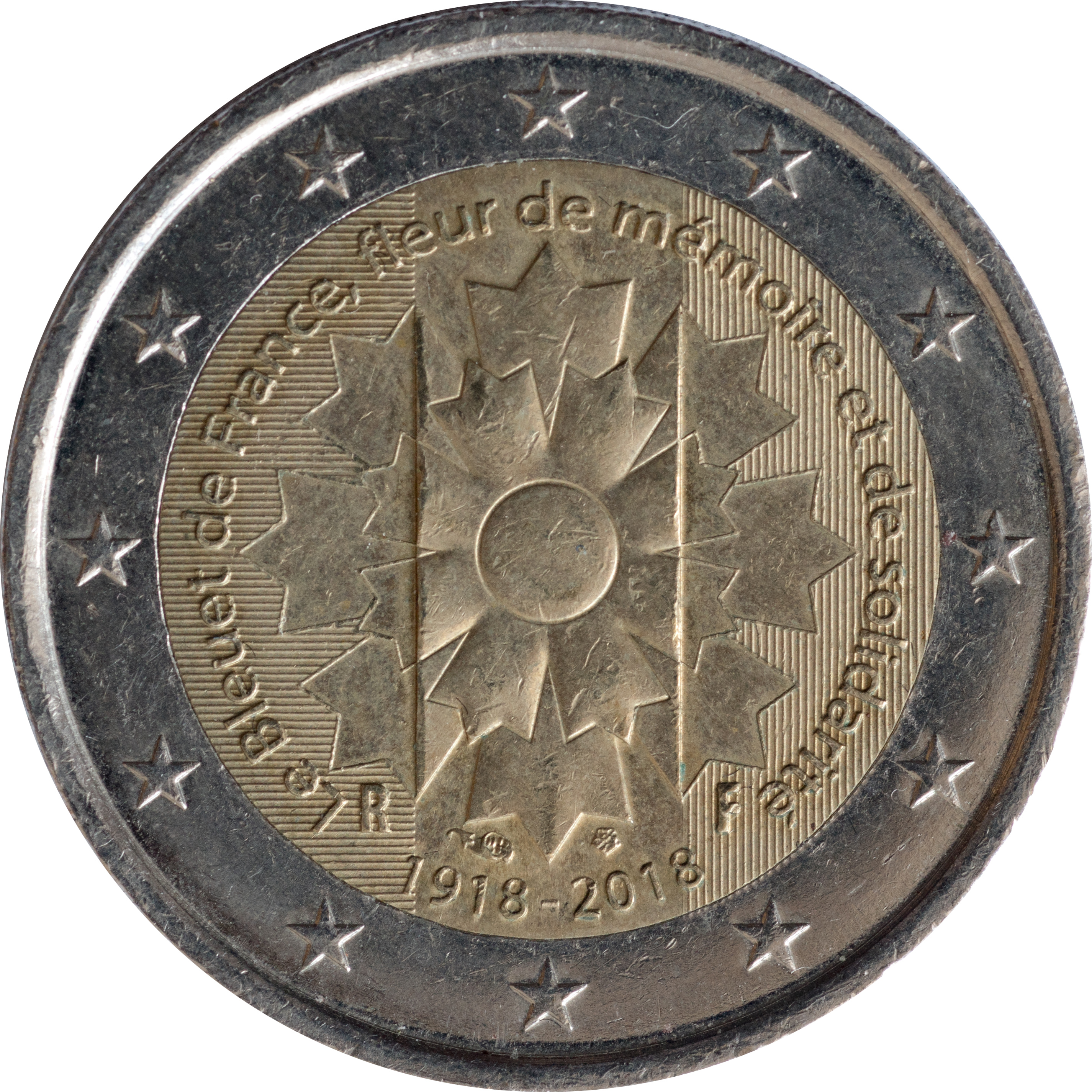
Bleuet de France numer monety: 305
Simone Veil numer monety: 306
Kostis Palamas numer monety: 307
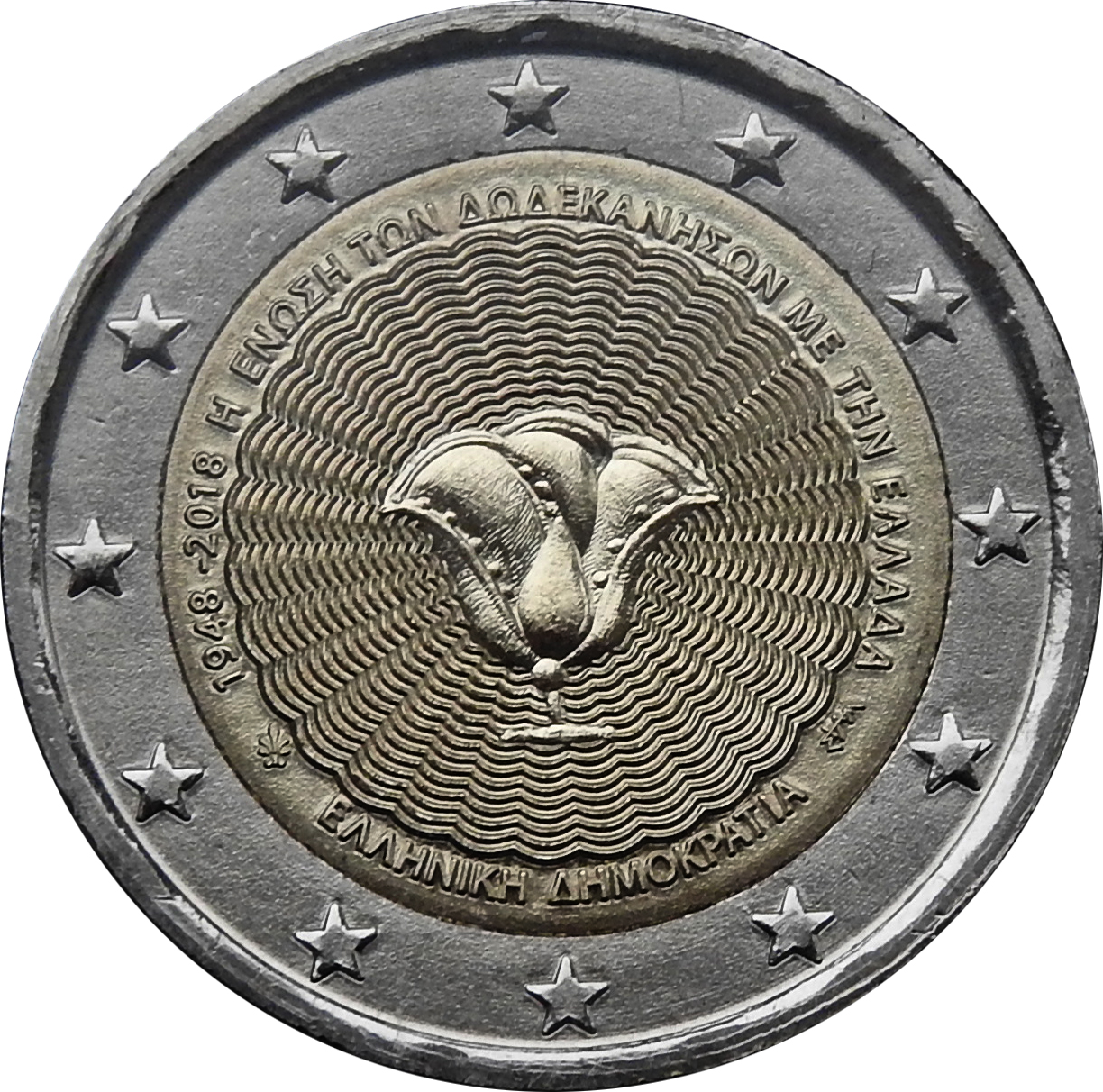
Dodekanez numer monety: 308
Santiago de Compostela numer monety: 309
Urodziny Króla Filipa VI numer monety: 310
Państwa bałtyckie numer monety: 311
Festiwal Pieśni i Tańca numer monety: 312
Konstytucja Luksembur. numer monety: 313
Książę Wilhelm I numer monety: 314
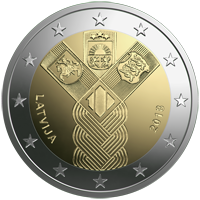
Państwa bałtyckie numer monety: 315
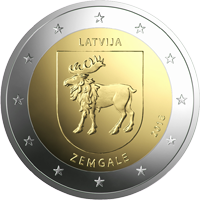
Semigalia numer monety: 316
Mnajdra numer monety: 317
Dziedzictwo kulturowe numer monety: 318
François Joseph Bosio numer monety: 319
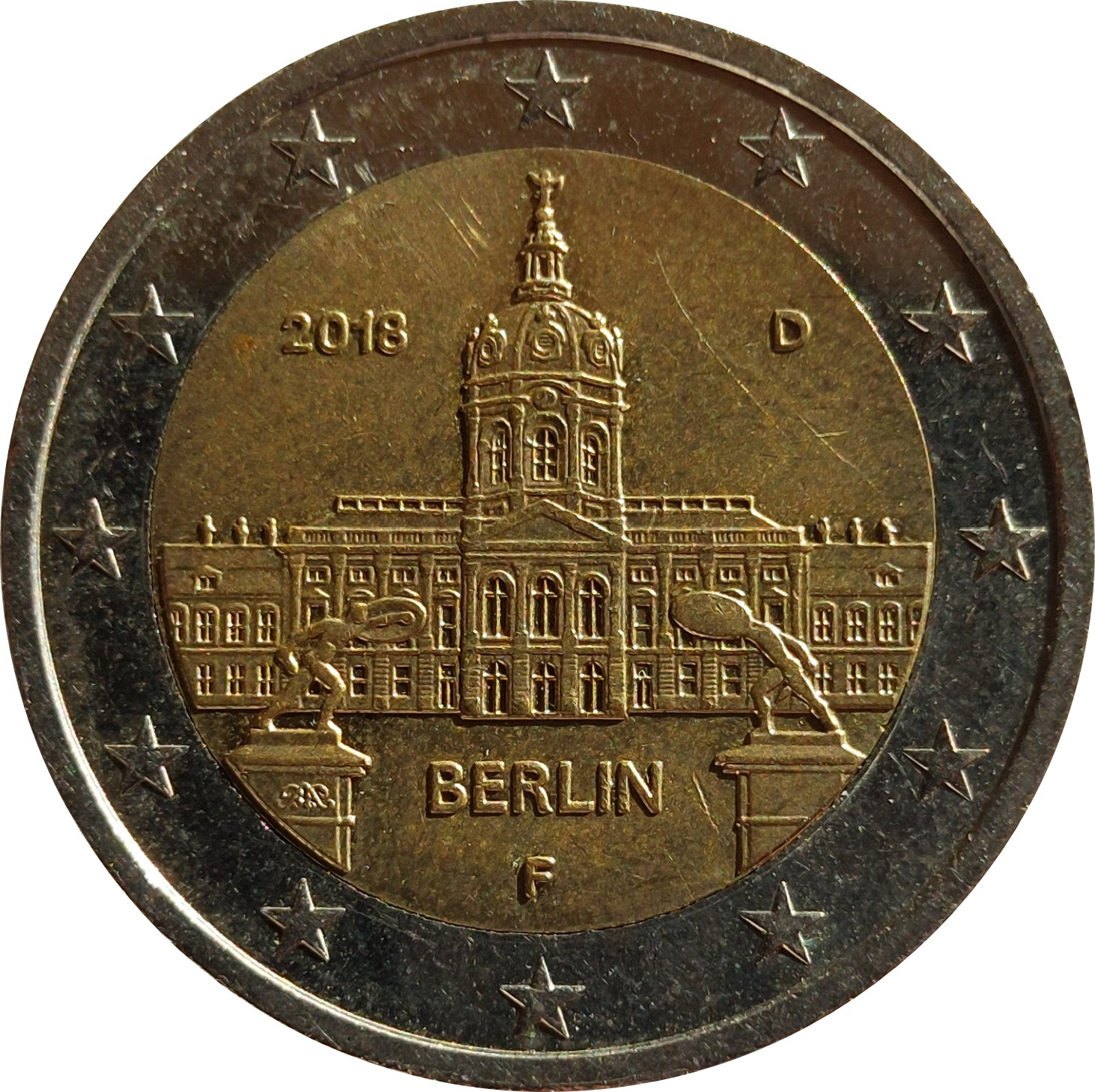
Berlin numer monety: 321
Mennica portugalska numer monety: 322
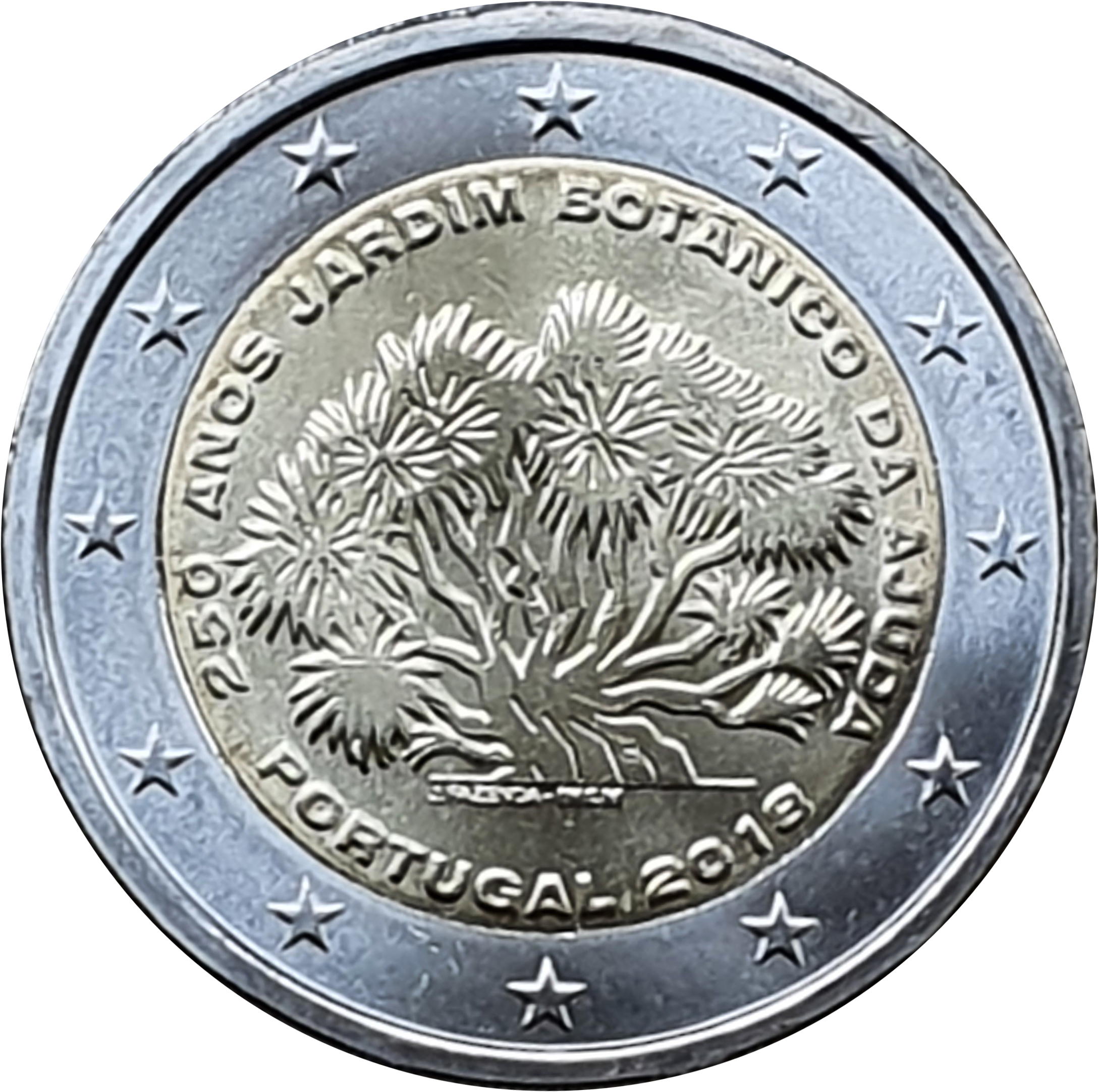
Ogród Botaniczny Ajuda numer monety: 323
Tintoretto numer monety: 324
Gian Lorenzo Bernini numer monety: 325
Niepodległość Słowacji numer monety: 326
Światowy Dzień Pszczół numer monety: 327
Dziedzictwo Kulturowe numer monety: 328
Ojciec Pio numer monety: 329
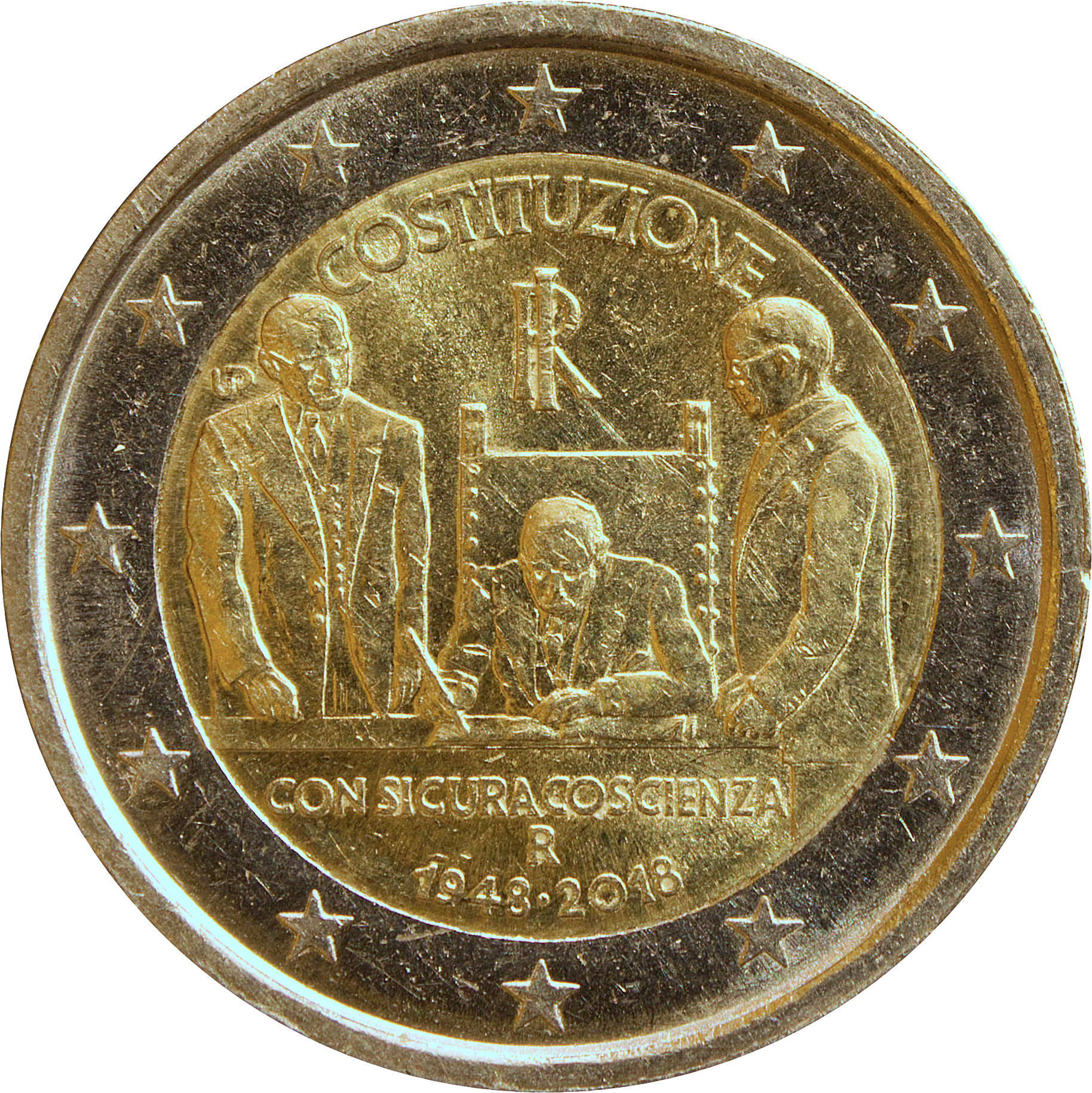
Konstytucja Włoch numer monety: 330
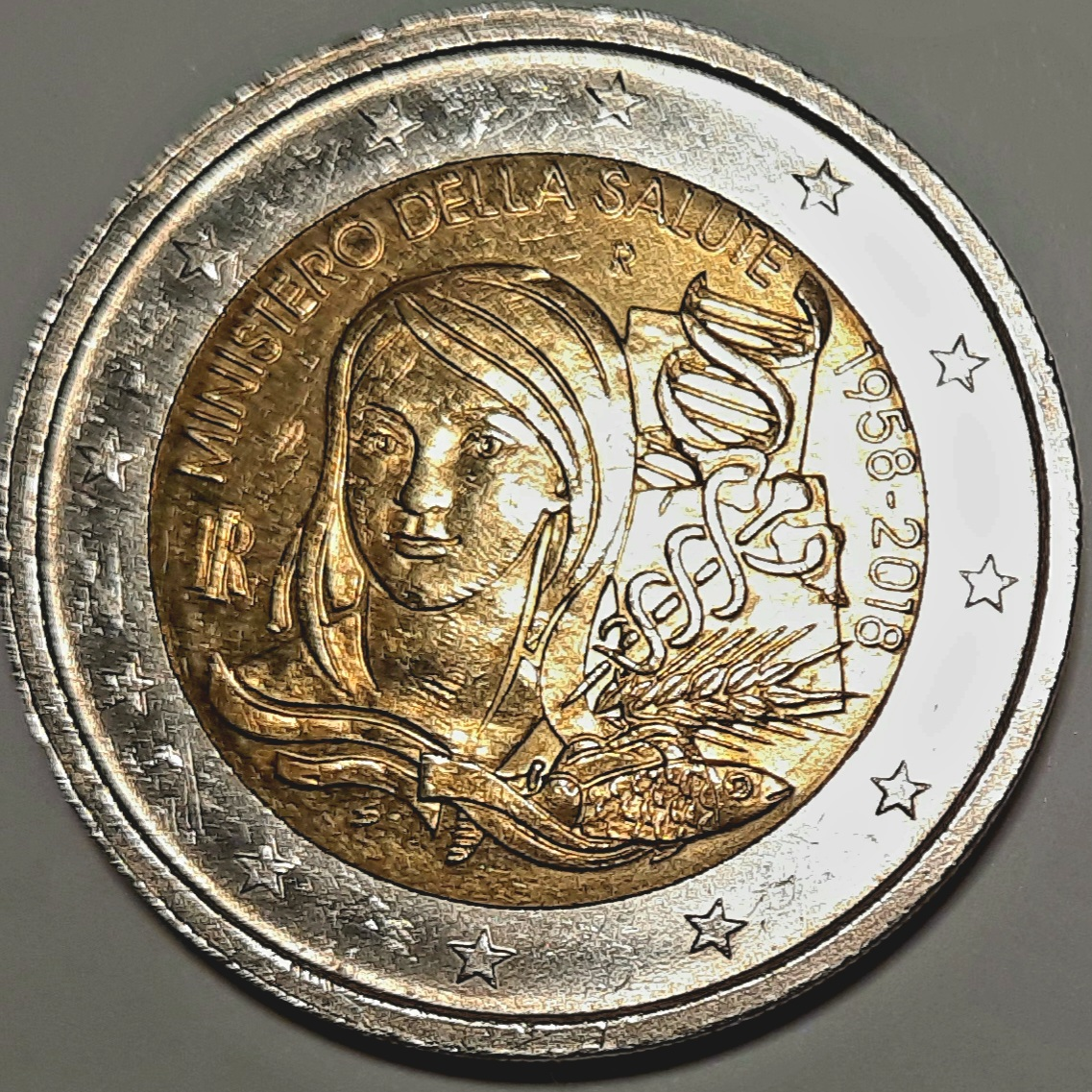
Ministerstwo Zdrowia numer monety: 331

- Andora
Konstytucja Andory
numer monety: 296
- Andora
Prawa człowieka
numer monety: 297
- Austria
Niepodległość Austrii
numer monety: 298
- Belgia
Bunt studencki
numer monety: 299
- Belgia
Satelita ESRO 2B
numer monety: 300
- Estonia
Państwa bałtyckie
numer monety: 301
- Estonia
Niepodległość Estonii
numer monety: 302
- Finlandia
Park Narodowy Koli
numer monety: 303
- Finlandia
Fińska kultura sauny
numer monety: 304
- Francja
Bleuet de France
numer monety: 305
- Francja
Simone Veil
numer monety: 306
- Grecja
Kostis Palamas
numer monety: 307
- Grecja
Dodekanez
numer monety: 308
- Hiszpania
Santiago de Compostela
numer monety: 309
- Hiszpania
Urodziny Króla Filipa VI
numer monety: 310
- Litwa
Państwa bałtyckie
numer monety: 311
- Litwa
Festiwal Pieśni i Tańca
numer monety: 312
- Luksemburg
Konstytucja Luksembur.
numer monety: 313
- Luksemburg
Książę Wilhelm I
numer monety: 314
- Łotwa
Państwa bałtyckie
numer monety: 315
- Łotwa
Semigalia
numer monety: 316
- Malta
Mnajdra
numer monety: 317
- Malta
Dziedzictwo kulturowe
numer monety: 318
- Monako
François Joseph Bosio
numer monety: 319
- Niemcy
Berlin
numer monety: 321
- Portugalia
Mennica portugalska
numer monety: 322
- Portugalia
Ogród Botaniczny Ajuda
numer monety: 323
- San Marino
Tintoretto
numer monety: 324
- San Marino
Gian Lorenzo Bernini
numer monety: 325
- Słowacja
Niepodległość Słowacji
numer monety: 326
- Słowenia
Światowy Dzień Pszczół
numer monety: 327
- Watykan
Dziedzictwo Kulturowe
numer monety: 328
- Watykan
Ojciec Pio
numer monety: 329
- Włochy
Konstytucja Włoch
numer monety: 330
- Włochy
Ministerstwo Zdrowia
numer monety: 331

### 2019

Pucharu Świata FIS numer monety: 332
Rada Terytorialna numer monety: 333
Pieter Bruegel numer monety: 334
Instytut Walutowy numer monety: 335
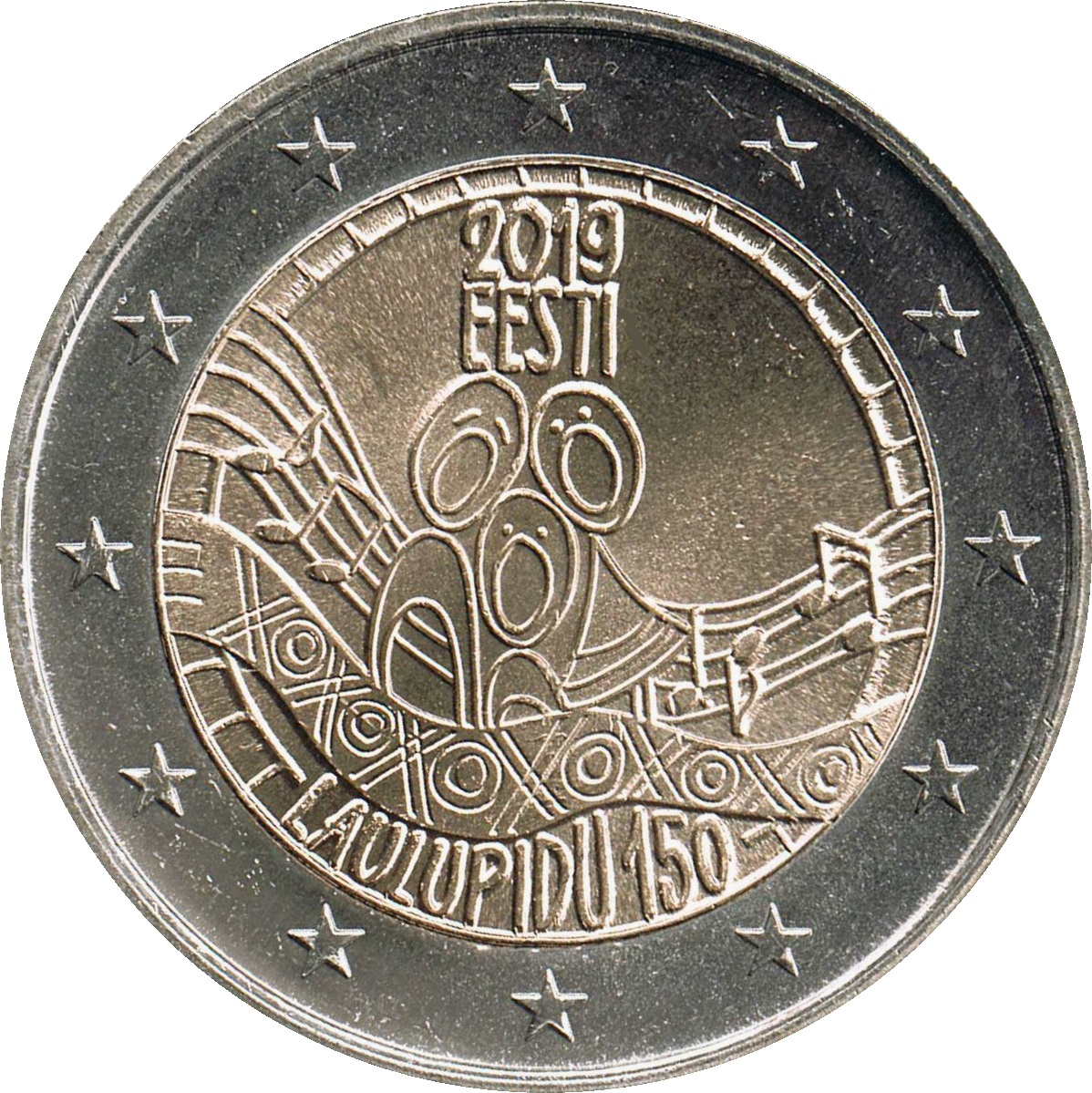
Festiwal Pieśni i Tańca numer monety: 336
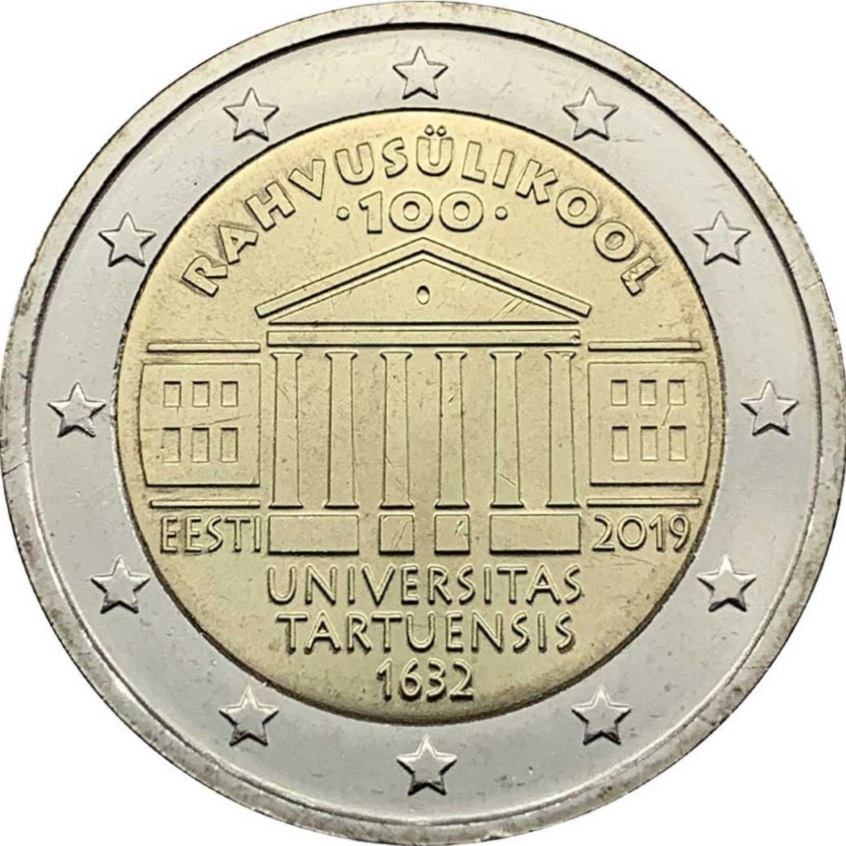
Uniwersytet w Tartu numer monety: 337
Ustawa Konstytucyjna numer monety: 338
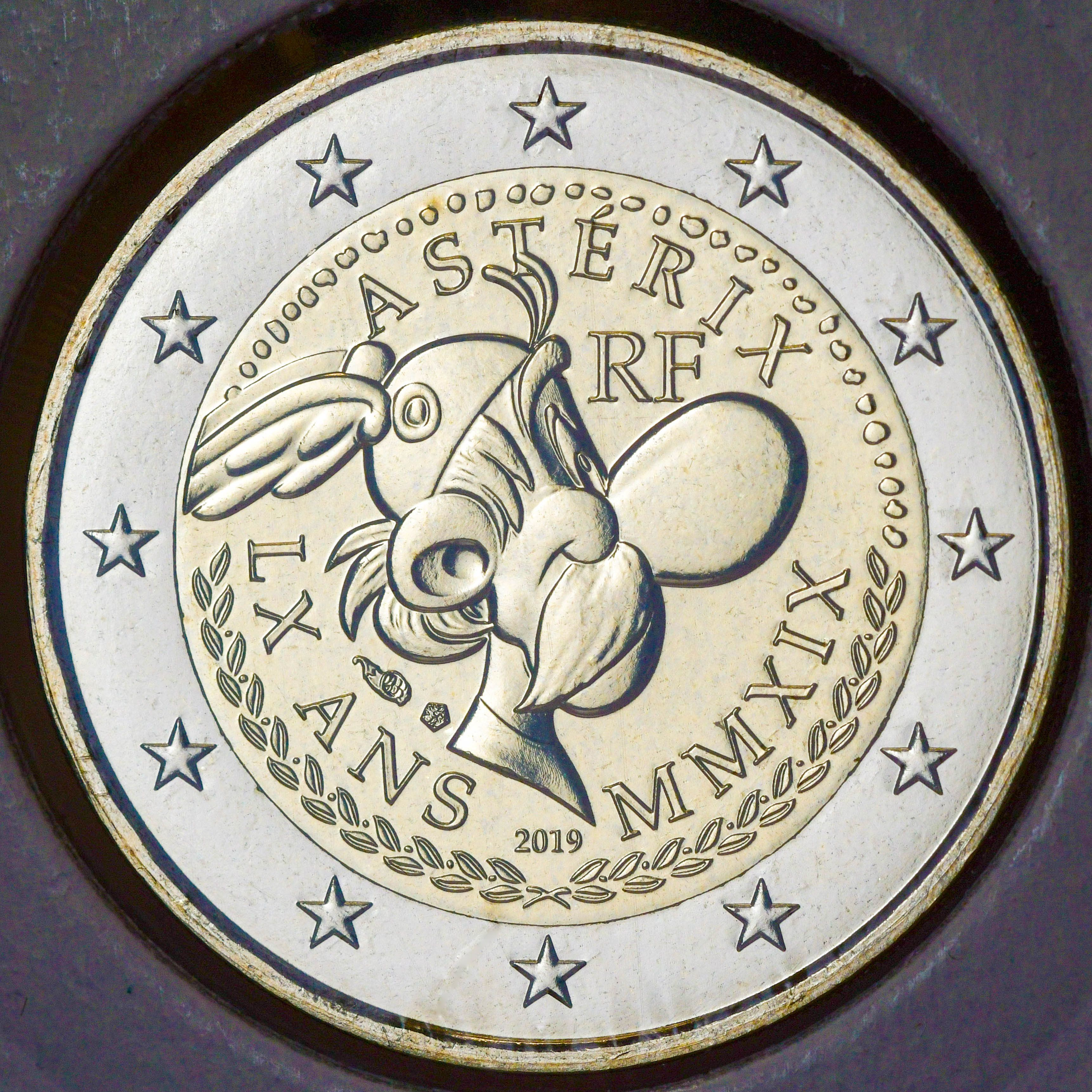
Asteriks numer monety: 339
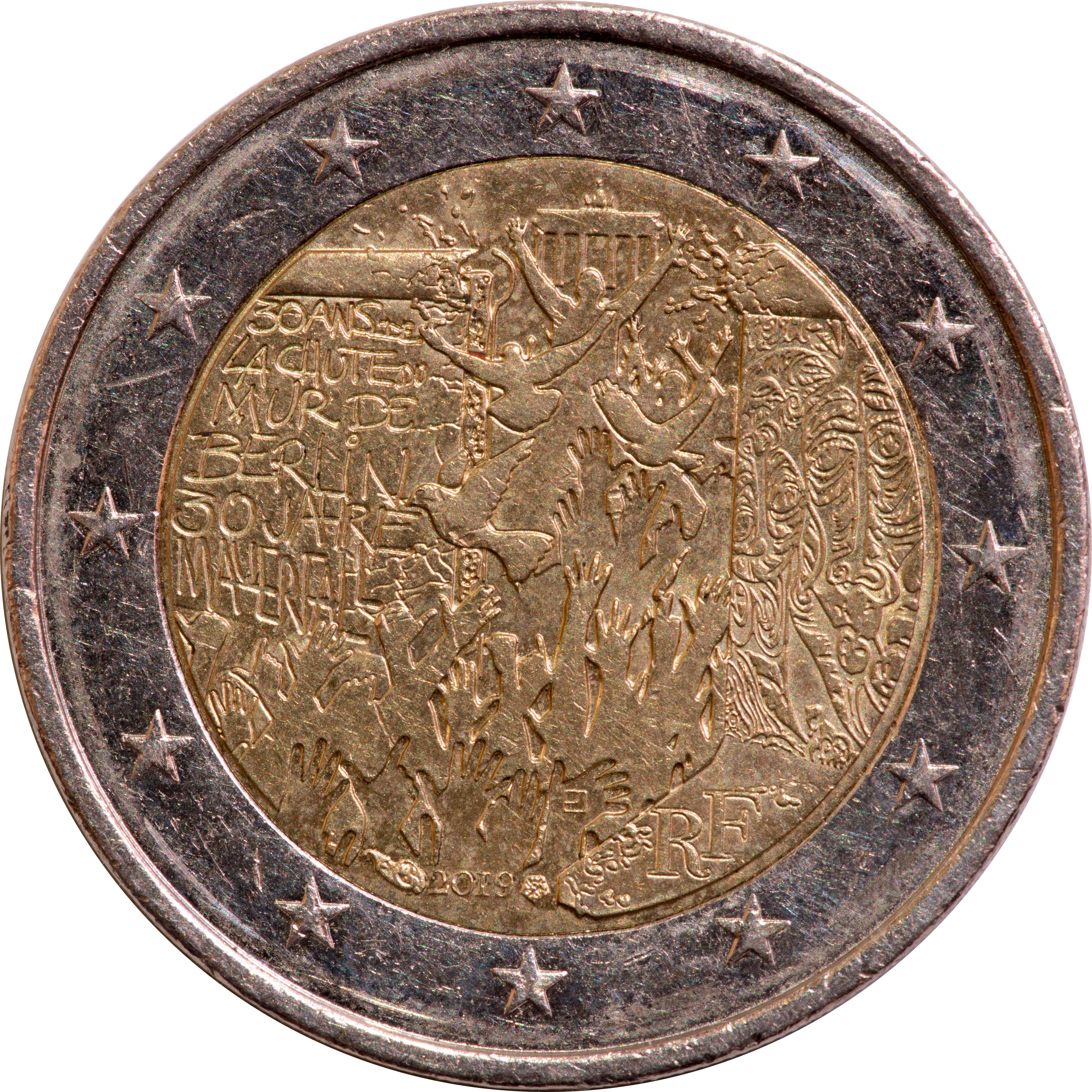
Mur Berliński numer monety: 340
Manolis Andronikos numer monety: 341
Ávila numer monety: 343
Parlament irlandzki numer monety: 344
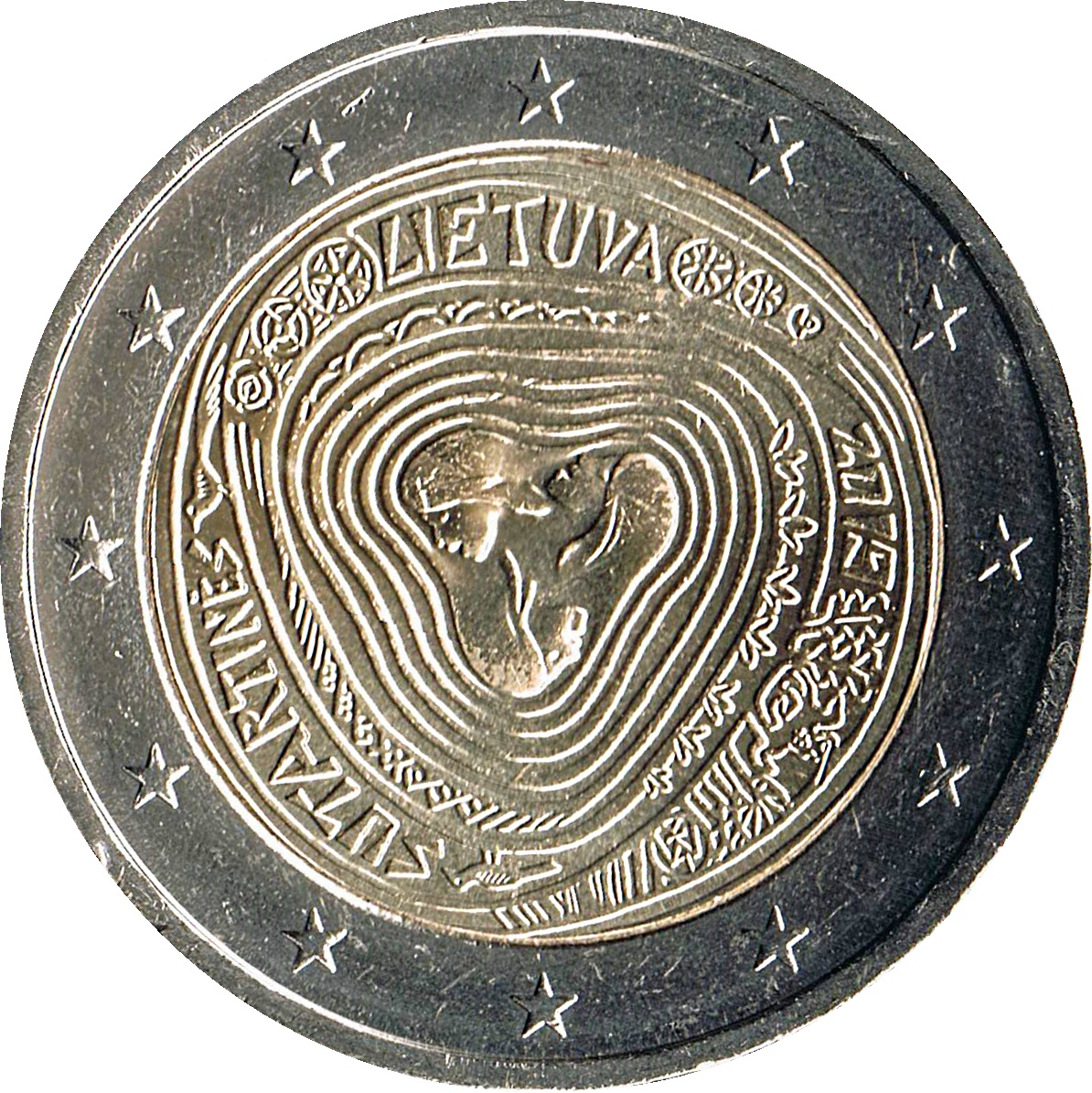
Sutartinės numer monety: 345
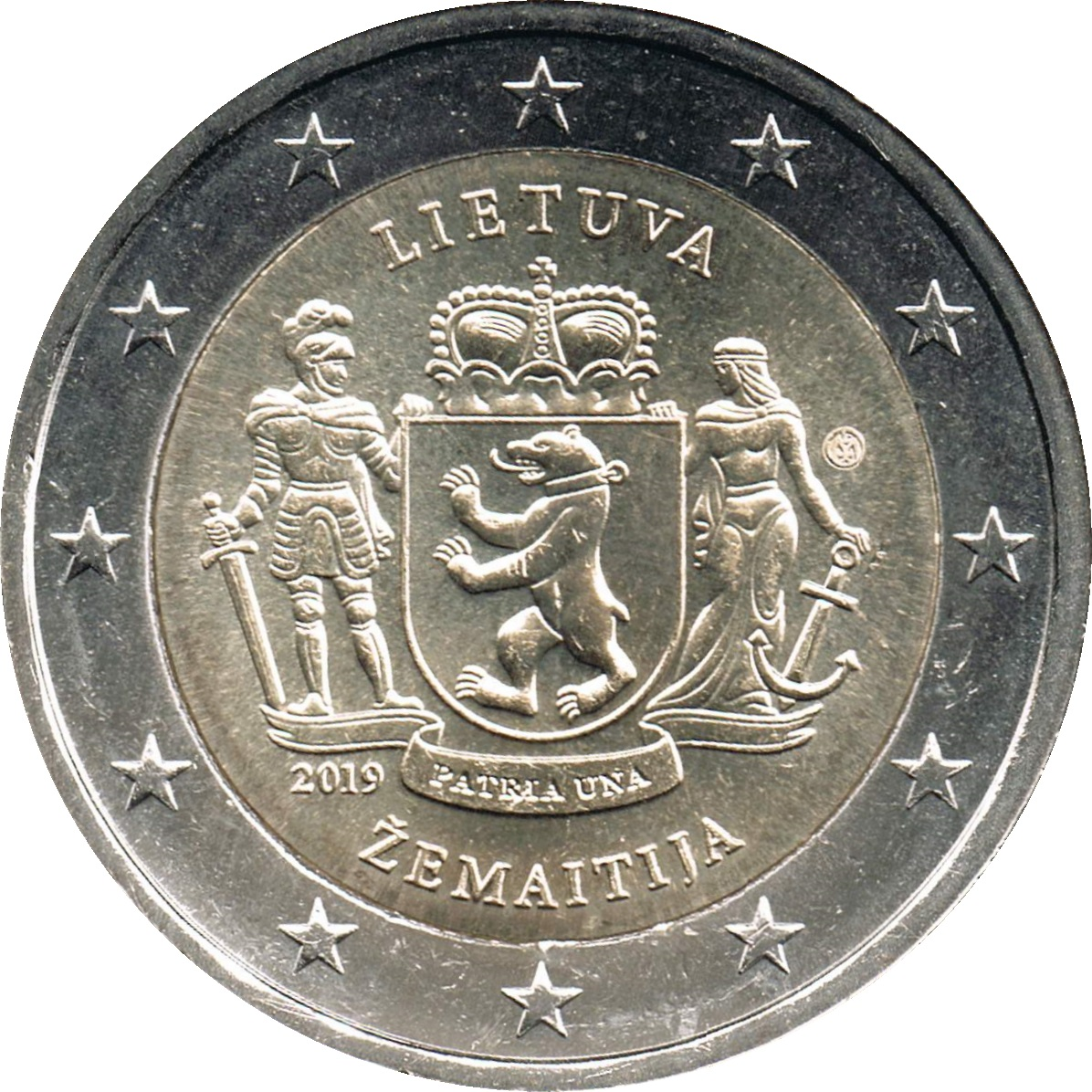
Żmudź numer monety: 346
Księżna Charlotta numer monety: 347
Wybory powszechne numer monety: 348
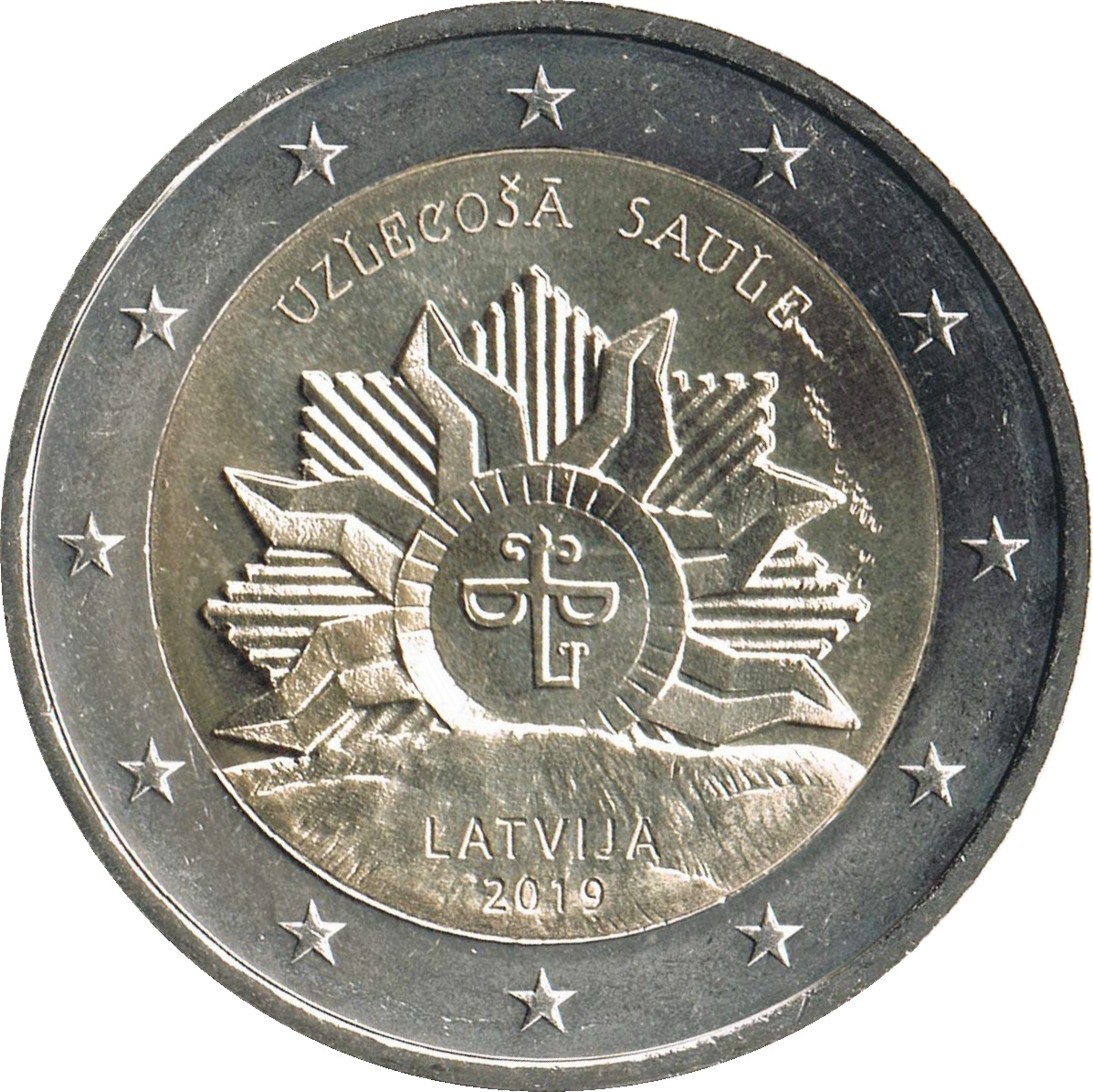
Wschodzące słońce numer monety: 349
Ta’ Ħaġrat numer monety: 350
Przyroda i środowisko numer monety: 351
Honoriusz V numer monety: 352
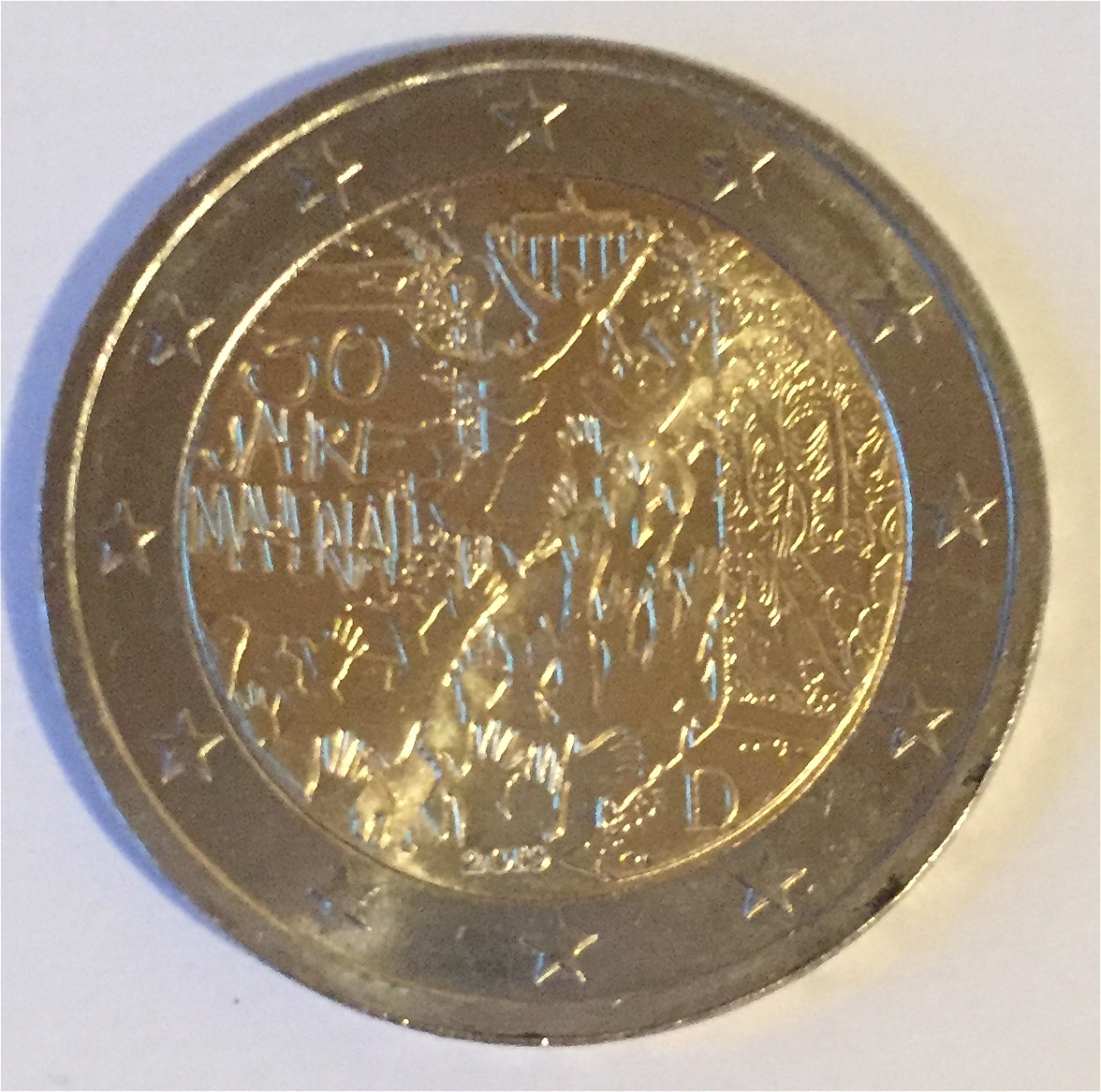
Mur Berliński numer monety: 354
Ferdynand Magellan numer monety: 355
Odkrycie Madery numer monety: 356
Leonardo da Vinci numer monety: 357
Filippo Lippi numer monety: 358
Milan Rastislav Štefánik numer monety: 359
Uniwersytet Lublański numer monety: 360
Założenie Watykanu numer monety: 361
Kaplica Sykstyńska numer monety: 362
Leonardo da Vinci numer monety: 363

- Andora
Pucharu Świata FIS
numer monety: 332
- Andora
Rada Terytorialna
numer monety: 333
- Belgia
Pieter Bruegel
numer monety: 334
- Belgia
Instytut Walutowy
numer monety: 335
- Estonia
Festiwal Pieśni i Tańca
numer monety: 336
- Estonia
Uniwersytet w Tartu
numer monety: 337
- Finlandia
Ustawa Konstytucyjna
numer monety: 338
- Francja
Asteriks
numer monety: 339
- Francja
Mur Berliński
numer monety: 340
- Grecja
Manolis Andronikos
numer monety: 341
- Hiszpania
Ávila
numer monety: 343
- Irlandia
Parlament irlandzki
numer monety: 344
- Litwa
Sutartinės
numer monety: 345
- Litwa
Żmudź
numer monety: 346
- Luksemburg
Księżna Charlotta
numer monety: 347
- Luksemburg
Wybory powszechne
numer monety: 348
- Łotwa
Wschodzące słońce
numer monety: 349
- Malta
Ta’ Ħaġrat
numer monety: 350
- Malta
Przyroda i środowisko
numer monety: 351
- Monako
Honoriusz V
numer monety: 352
- Niemcy
Mur Berliński
numer monety: 354
- Portugalia
 Ferdynand Magellan
numer monety: 355
- Portugalia
Odkrycie Madery
numer monety: 356
- San Marino
Leonardo da Vinci
numer monety: 357
- San Marino
Filippo Lippi
numer monety: 358
- Słowacja
Milan Rastislav Štefánik
numer monety: 359
- Słowenia
Uniwersytet Lublański
numer monety: 360
- Watykan
Założenie Watykanu
numer monety: 361
- Watykan
Kaplica Sykstyńska
numer monety: 362
- Włochy
Leonardo da Vinci
numer monety: 363

### 2020

Szczyt Iberoamerykański numer monety: 364
Prawa wyborcze kobiet numer monety: 365
Rok Zdrowia Roślin numer monety: 366
Jan van Eyck numer monety: 367
Instytut Neurologii numer monety: 368
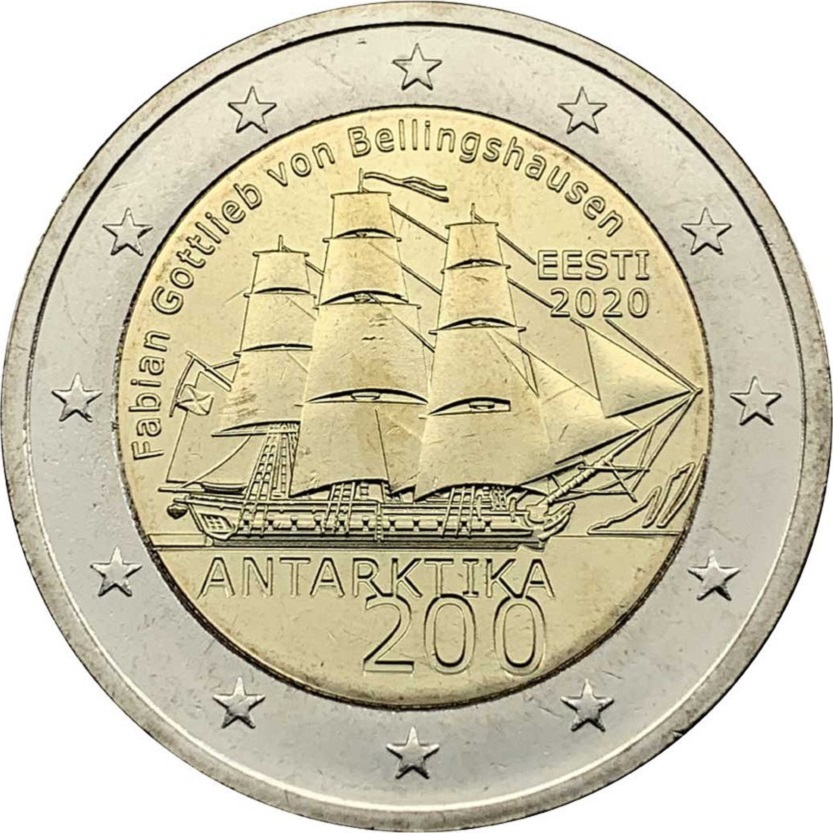
Antarktyka numer monety: 369
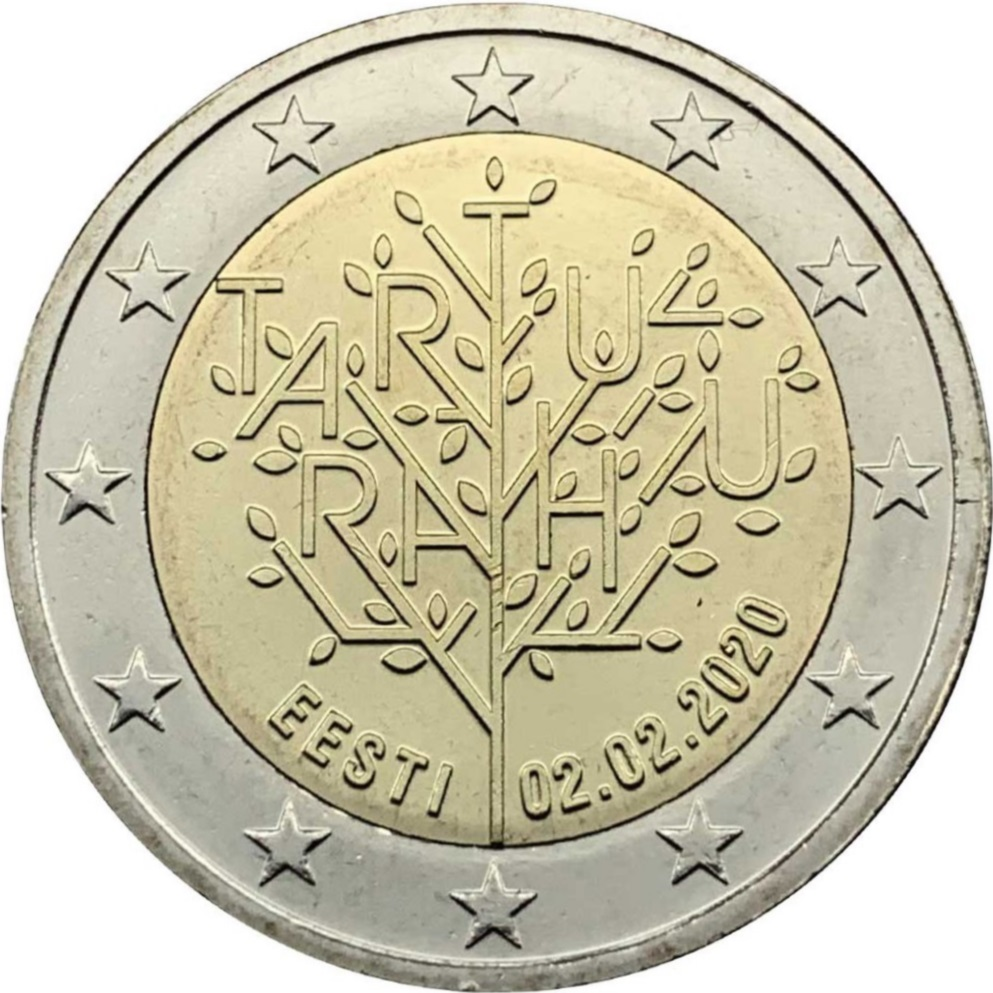
Traktat z Tartu numer monety: 370
Uniwersytet w Turku numer monety: 371
Väinö Linna numer monety: 372
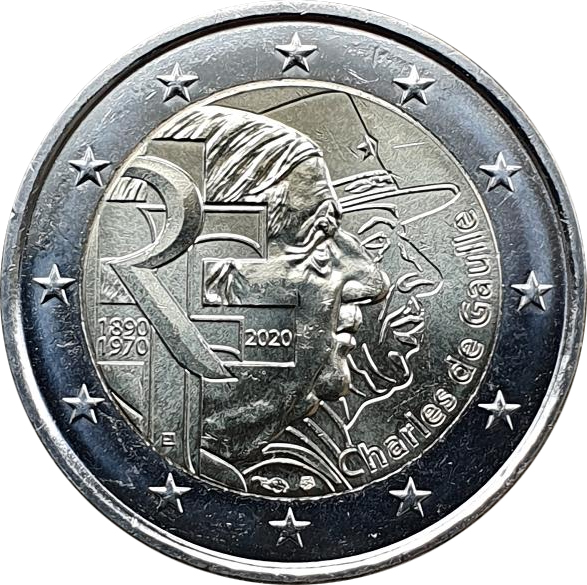
Charles de Gaulle numer monety: 373
Badania naukowe numer monety: 374
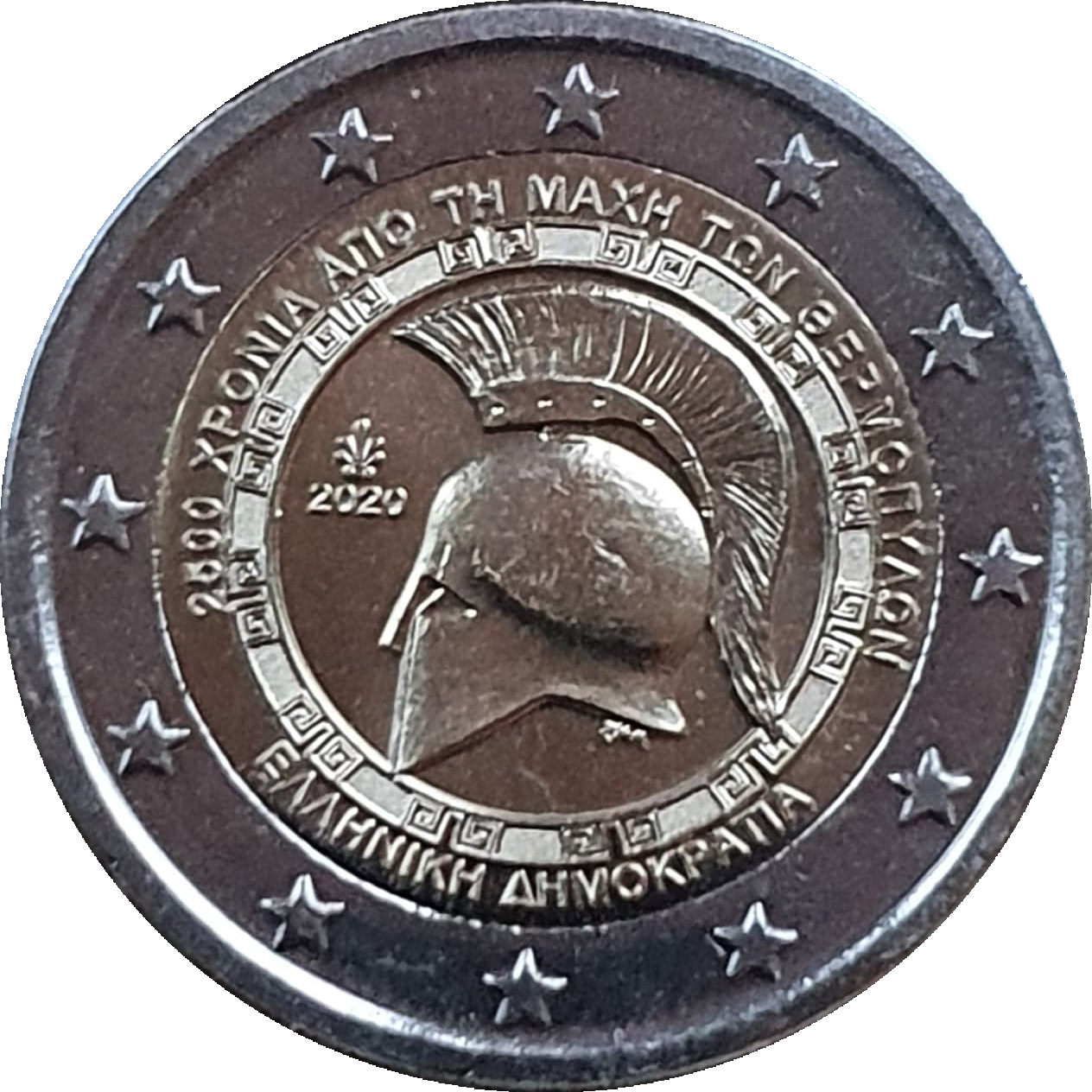
Bitwa pod Termopilami numer monety: 375
Unia Tracji i Grecji numer monety: 376
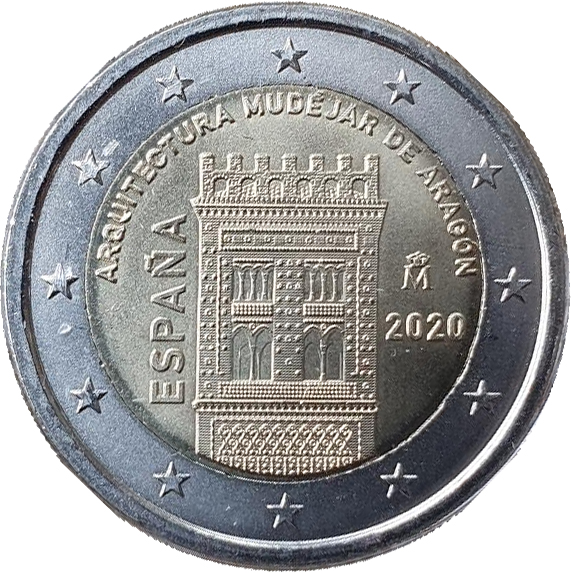
Aragonia numer monety: 377
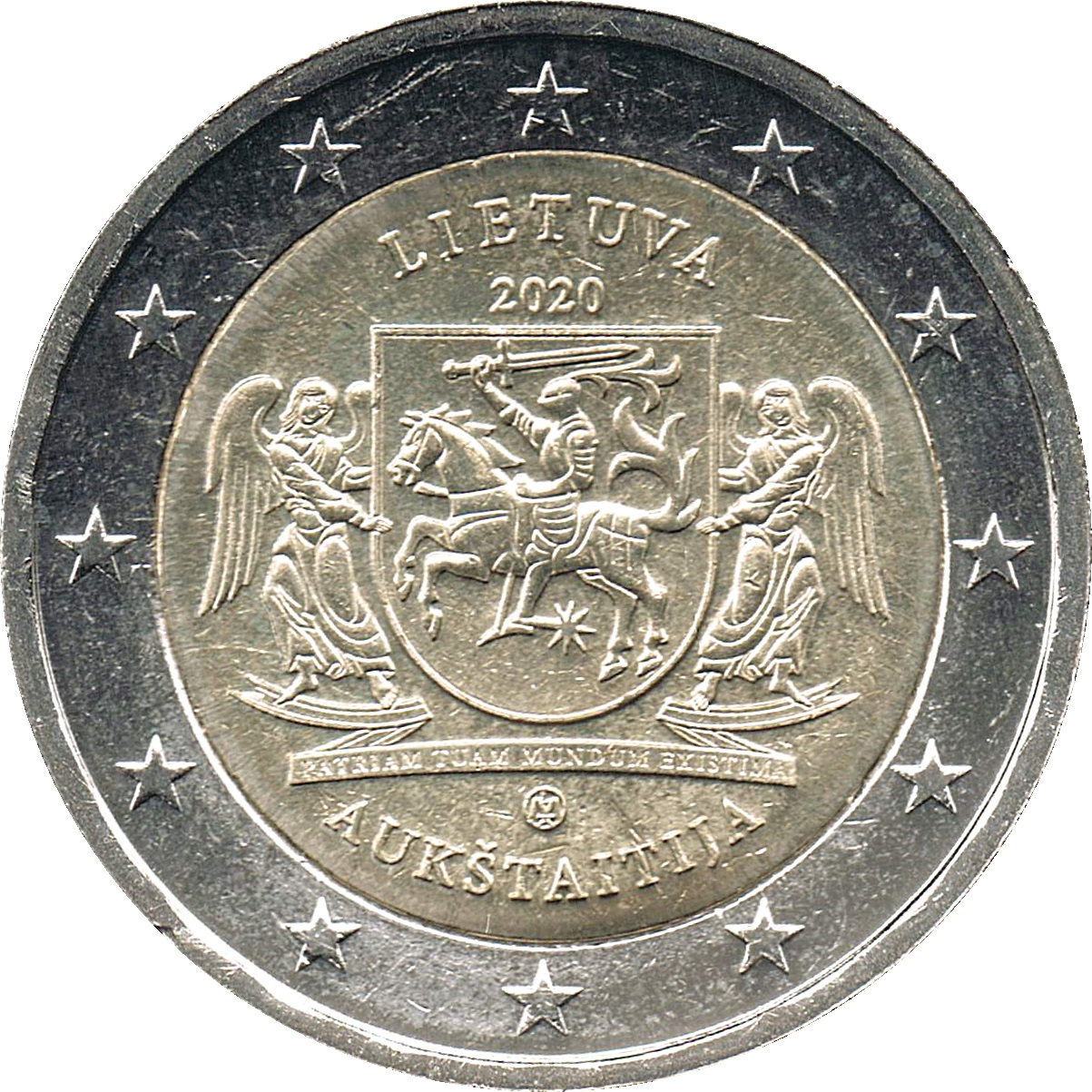
Auksztota numer monety: 378
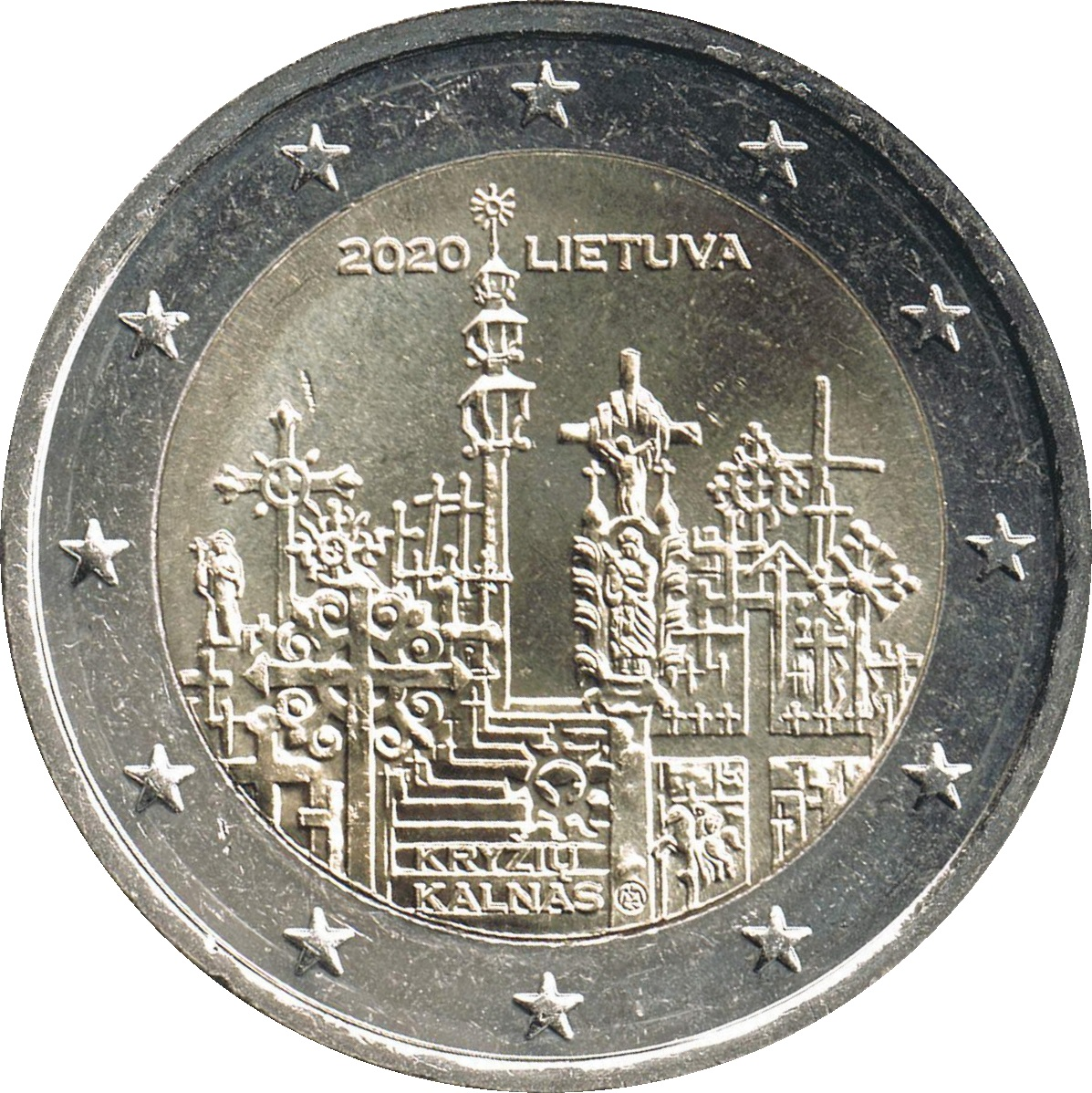
Góra Krzyży numer monety: 379
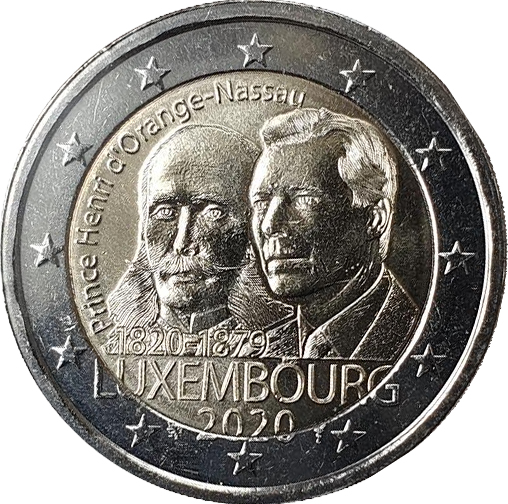
Henryk Orański-Nassau numer monety: 380
Narodziny księcia Karola numer monety: 381
Ceramika łatgalska numer monety: 382
Skorba numer monety: 383
Zabawy dziecięce numer monety: 384
Książę Honoriusz III numer monety: 385
Uniwersytet w Coimbrze numer monety: 388
75. rocznica ONZ numer monety: 389
Rafael Santi numer monety: 390
Giovanni Battista Tiepolo numer monety: 391
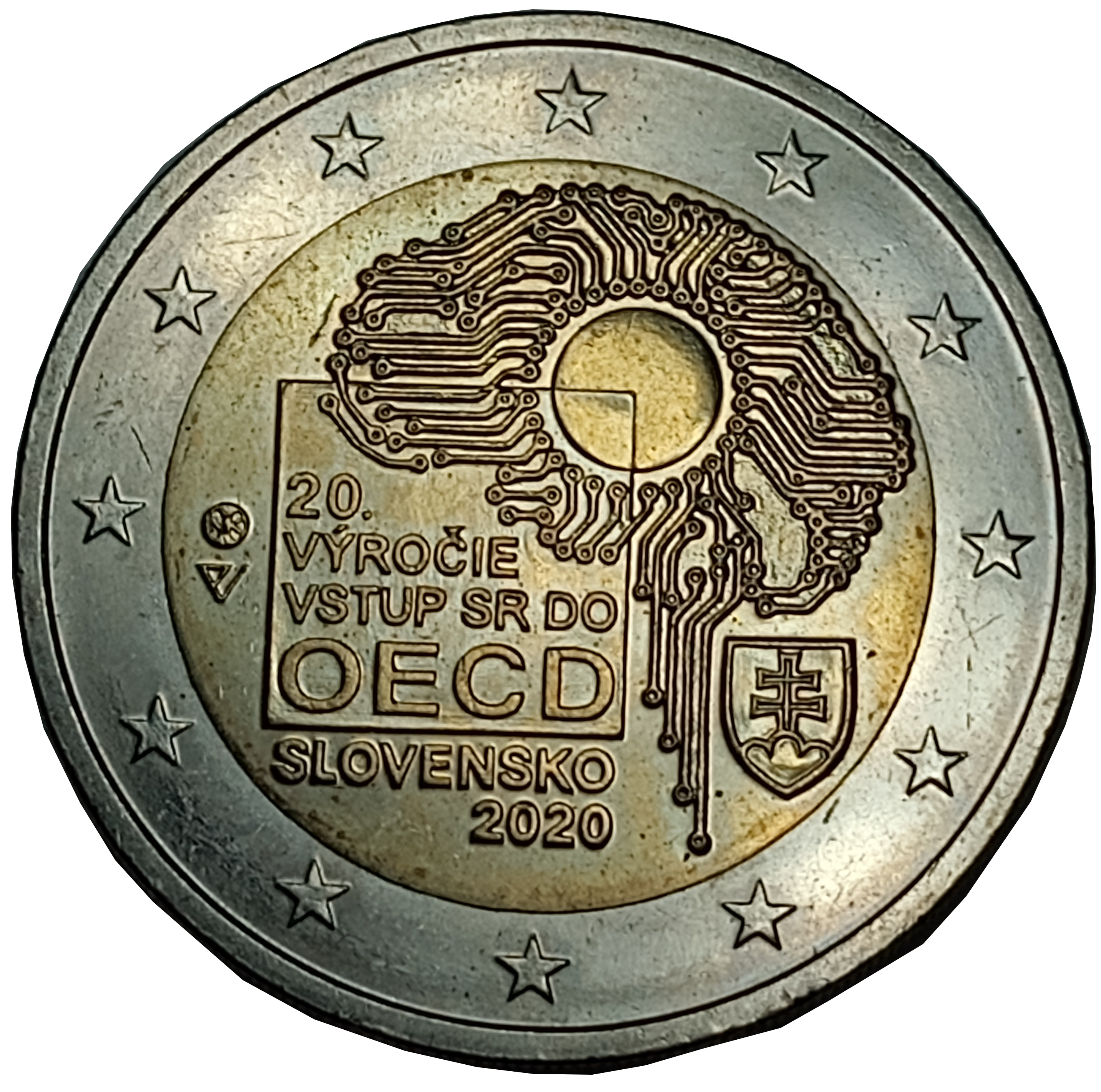
Słowacja w OECD numer monety: 392
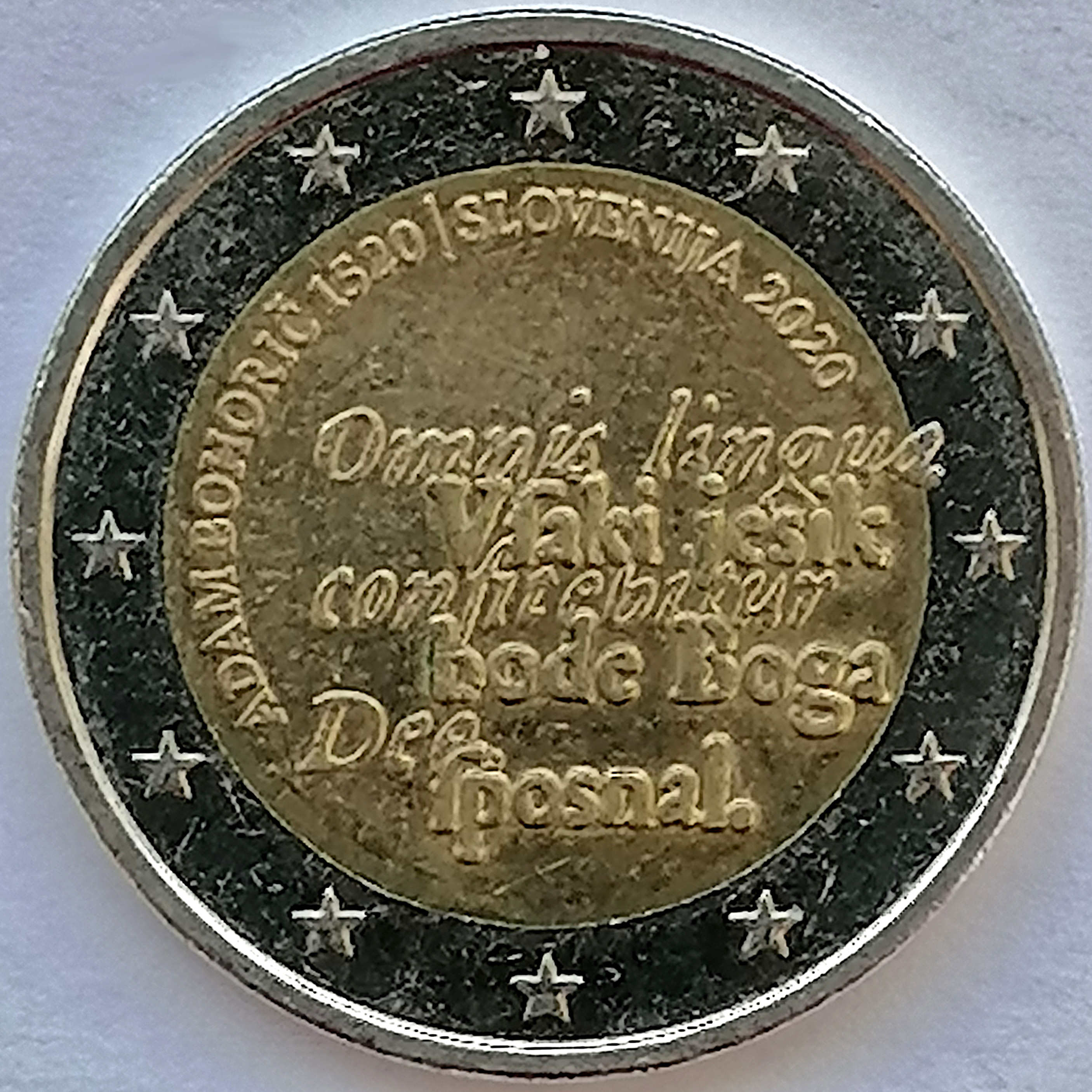
Adam Bohorič numer monety: 393
Jan Paweł II numer monety: 394
Rafael Santi numer monety: 395
Krajowa Straż Pożarna numer monety: 396
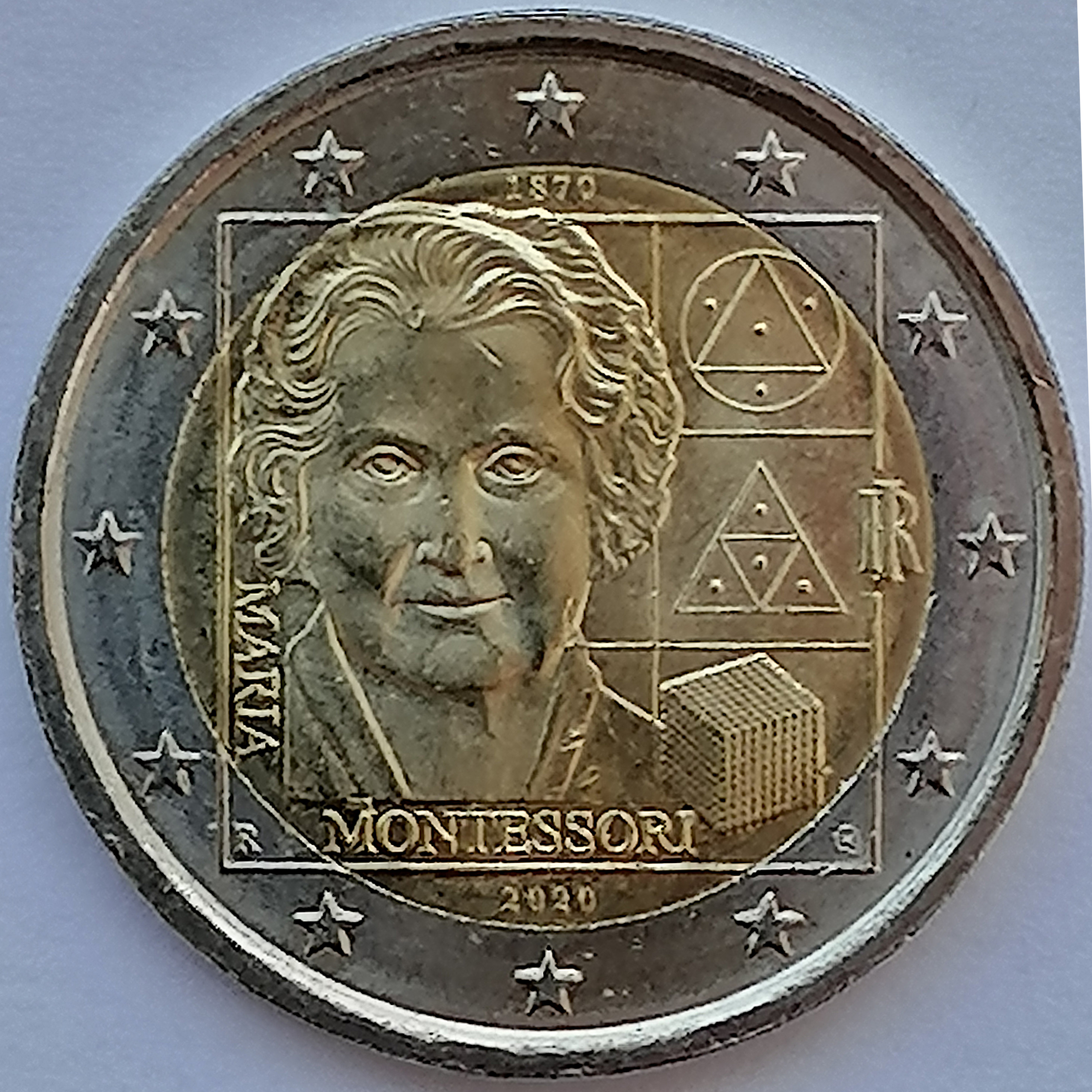
Maria Montessori numer monety: 397

- Andora
Szczyt Iberoamerykański
numer monety: 364
- Andora
Prawa wyborcze kobiet
numer monety: 365
- Belgia
Rok Zdrowia Roślin
numer monety: 366
- Belgia
Jan van Eyck
numer monety: 367
- Cypr
Instytut Neurologii
numer monety: 368
- Estonia
Antarktyka
numer monety: 369
- Estonia
Traktat z Tartu
numer monety: 370
- Finlandia
Uniwersytet w Turku
numer monety: 371
- Finlandia
Väinö Linna
numer monety: 372
- Francja
Charles de Gaulle
numer monety: 373
- Francja
Badania naukowe
numer monety: 374
- Grecja
Bitwa pod Termopilami
numer monety: 375
- Grecja
Unia Tracji i Grecji
numer monety: 376
- Hiszpania
Aragonia
numer monety: 377
- Litwa
Auksztota
numer monety: 378
- Litwa
Góra Krzyży
numer monety: 379
- Luksemburg
Henryk Orański-Nassau
numer monety: 380
- Luksemburg
Narodziny księcia Karola
numer monety: 381
- Łotwa
Ceramika łatgalska
numer monety: 382
- Malta
Skorba
numer monety: 383
- Malta
Zabawy dziecięce
numer monety: 384
- Monako
Książę Honoriusz III
numer monety: 385
- Portugalia
Uniwersytet w Coimbrze
numer monety: 388
- Portugalia
75. rocznica ONZ
numer monety: 389
- San Marino
Rafael Santi
numer monety: 390
- San Marino
Giovanni Battista Tiepolo
numer monety: 391
- Słowacja
Słowacja w OECD
numer monety: 392
- Słowenia
Adam Bohorič
numer monety: 393
- Watykan
Jan Paweł II
numer monety: 394
- Watykan
Rafael Santi
numer monety: 395
- Włochy
Krajowa Straż Pożarna
numer monety: 396
- Włochy
Maria Montessori
numer monety: 397

### 2021

Matka Boża z Meritxell numer monety: 398
Dbamy o seniorów numer monety: 399
Unia Ekonomiczna numer monety: 400
Monety Karola V numer monety: 401
Ludność ugrofińska numer monety: 402
Wilk szary numer monety: 403
Dziennikarstwo numer monety: 404
Wyspy Alandzkie numer monety: 405
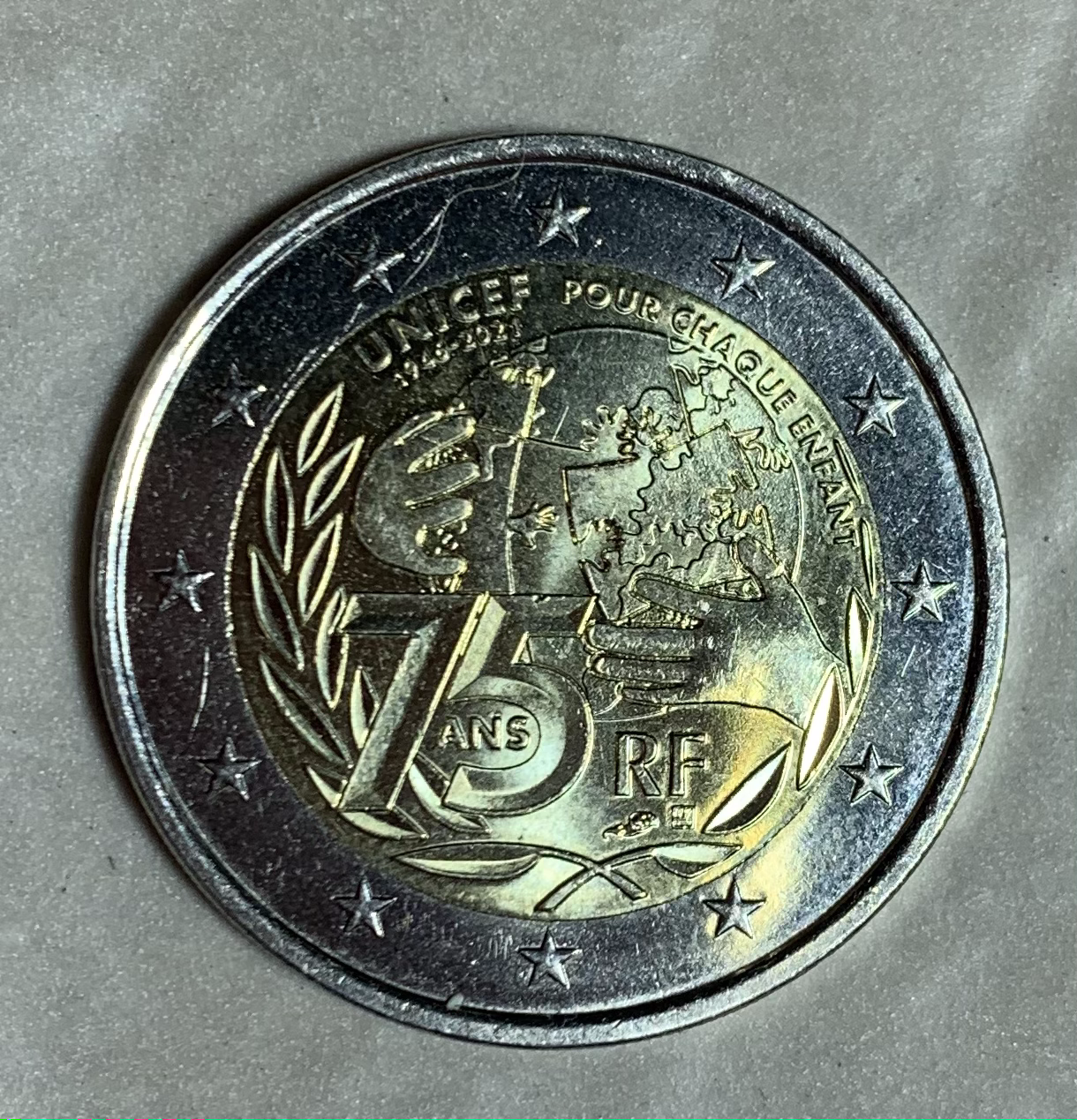
UNICEF numer monety: 406
Marianna numer monety: 407
Powstanie greckie numer monety: 408
Toledo numer monety: 409
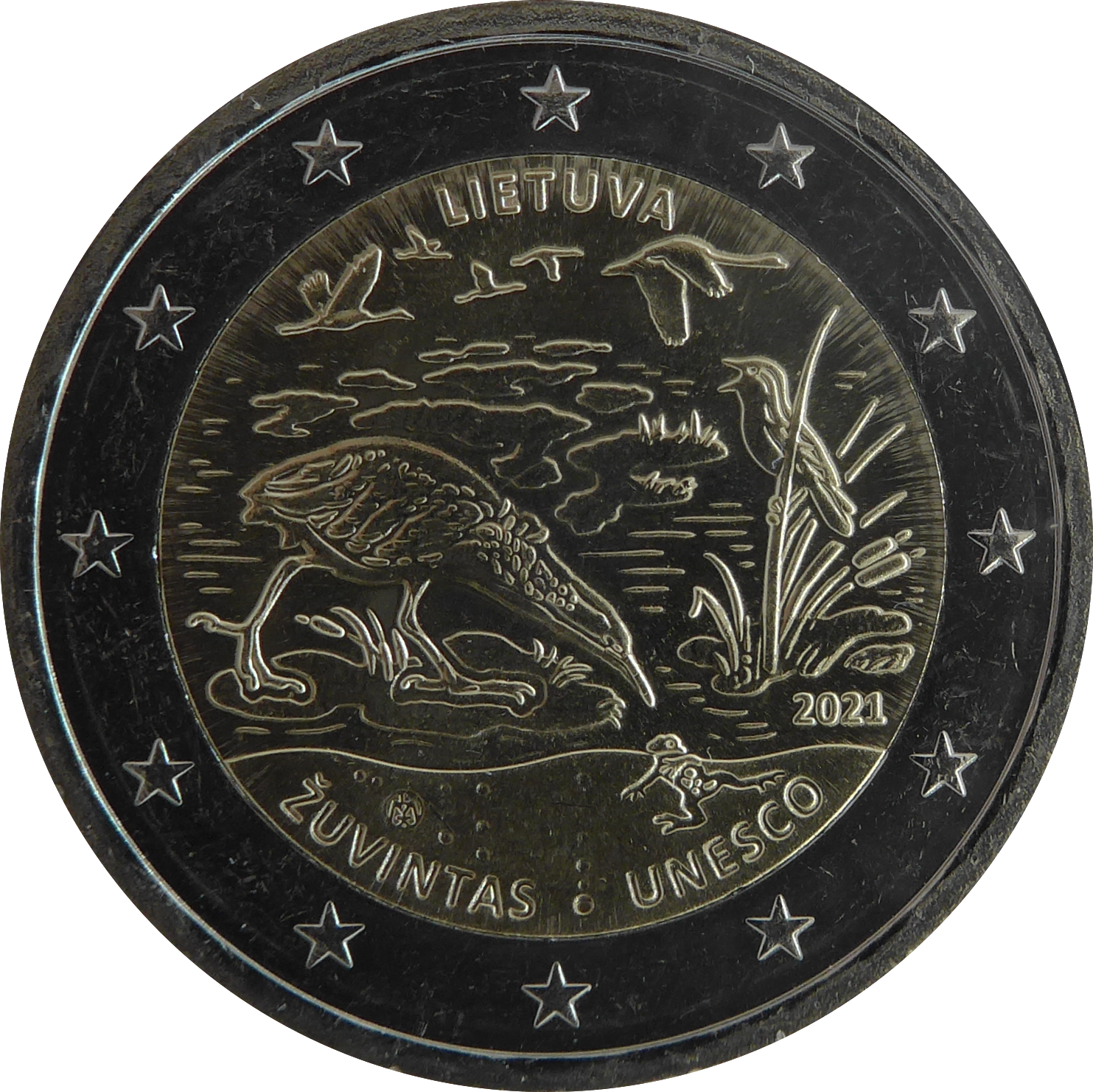
Rezerwat Żuwinta numer monety: 410
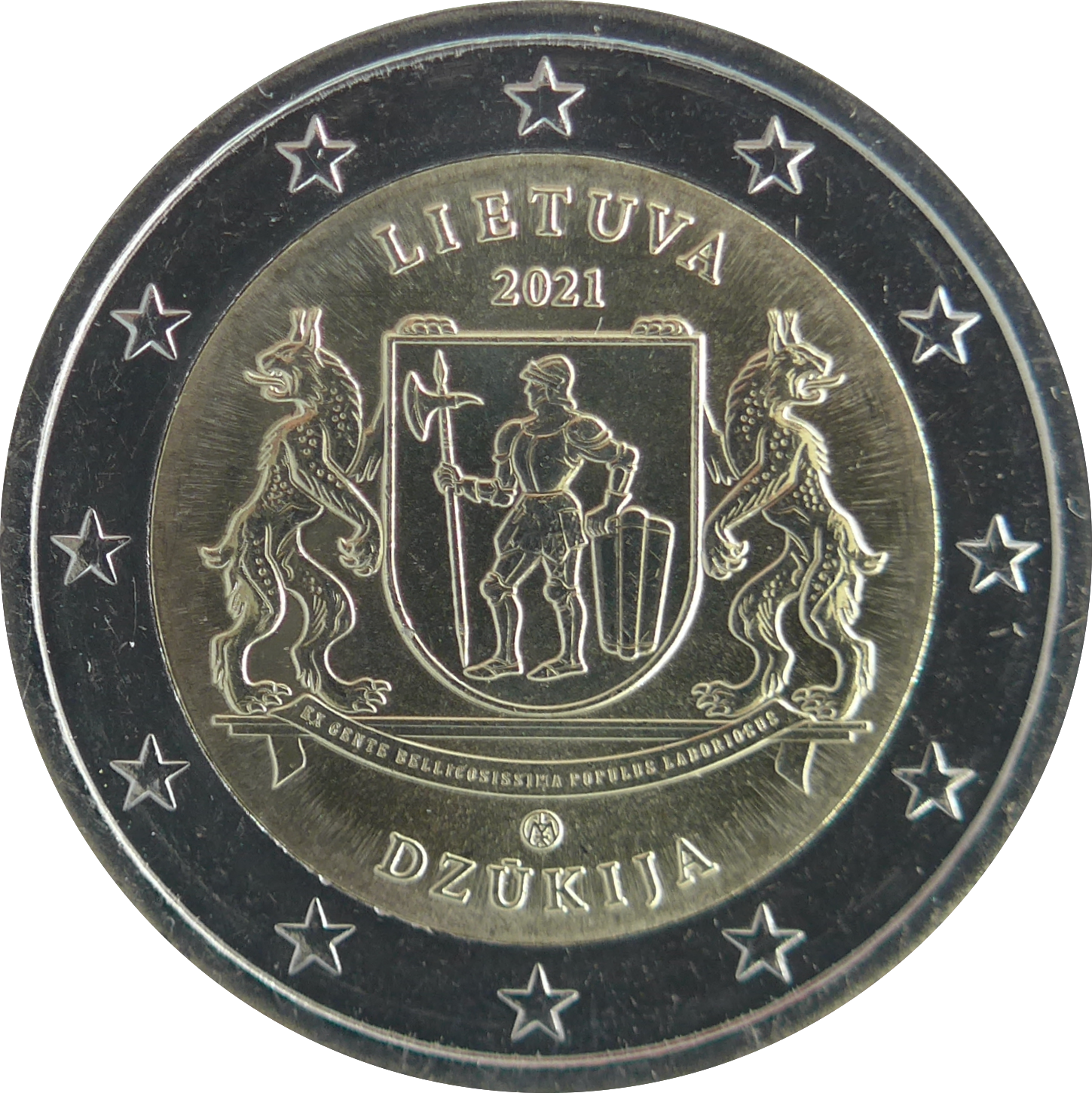
Dzukia numer monety: 411
Książę Jan numer monety: 412
Henryk i Maria Teresa numer monety: 413
Niepodległość Łotwy numer monety: 414
Bohaterowie pandemii numer monety: 415
Tarxien numer monety: 416
Albert II i Charlène numer monety: 417
Portugalska Prezydencja numer monety: 419
Portugalia na IO - Tokio numer monety: 420
Carravaggio numer monety: 421
Albrecht Dürer numer monety: 422
Aleksander Dubček numer monety: 423
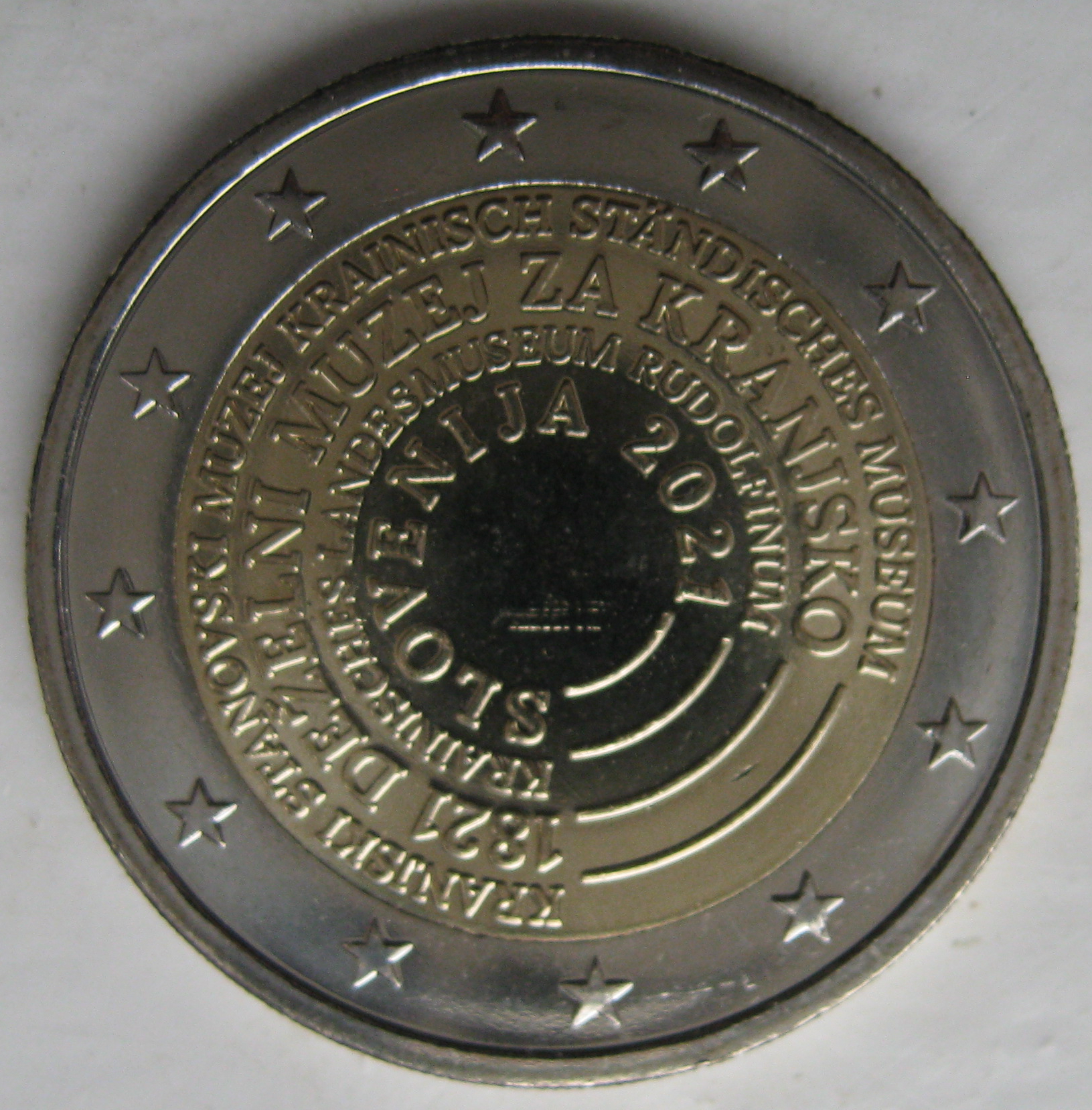
Muzeum w Kranju numer monety: 424
Carravaggio numer monety: 425
Dante Alighieri numer monety: 426
Rzym numer monety: 427
Służba Zdrowia numer monety: 428

- Andora
Matka Boża z Meritxell
numer monety: 398
- Andora
Dbamy o seniorów
numer monety: 399
- Belgia
Unia Ekonomiczna
numer monety: 400
- Belgia
Monety Karola V
numer monety: 401
- Estonia
Ludność ugrofińska
numer monety: 402
- Estonia
Wilk szary
numer monety: 403
- Finlandia
Dziennikarstwo
numer monety: 404
- Finlandia
Wyspy Alandzkie
numer monety: 405
- Francja
UNICEF
numer monety: 406
- Francja
Marianna
numer monety: 407
- Grecja
Powstanie greckie
numer monety: 408
- Hiszpania
Toledo
numer monety: 409
- Litwa
Rezerwat Żuwinta
numer monety: 410
- Litwa
Dzukia
numer monety: 411
- Luksemburg
Książę Jan
numer monety: 412
- Luksemburg
Henryk i Maria Teresa
numer monety: 413
- Łotwa
Niepodległość Łotwy
numer monety: 414
- Malta
Bohaterowie pandemii
numer monety: 415
- Malta
Tarxien
numer monety: 416
- Monako
Albert II i Charlène
numer monety: 417
- Portugalia
Portugalska Prezydencja
numer monety: 419
- Portugalia
Portugalia na IO - Tokio
numer monety: 420
- San Marino
Carravaggio
numer monety: 421
- San Marino
Albrecht Dürer
numer monety: 422
- Słowacja
Aleksander Dubček
numer monety: 423
- Słowenia
Muzeum w Kranju
numer monety: 424
- Watykan
Carravaggio
numer monety: 425
- Watykan
Dante Alighieri
numer monety: 426
- Włochy
Rzym
numer monety: 427
- Włochy
Służba Zdrowia
numer monety: 428

### 2022

Układ monetarny numer monety: 429
Karol Wielki numer monety: 430
Sektor opieki zdrowotnej numer monety: 431
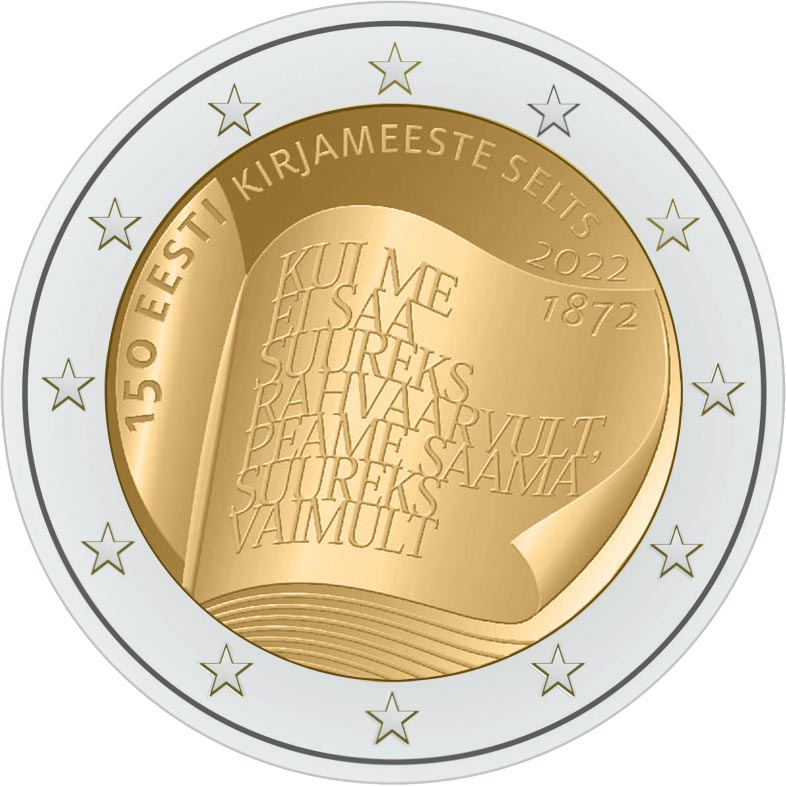
Literaci Estońscy numer monety: 432
Ukraina i wolność numer monety: 433
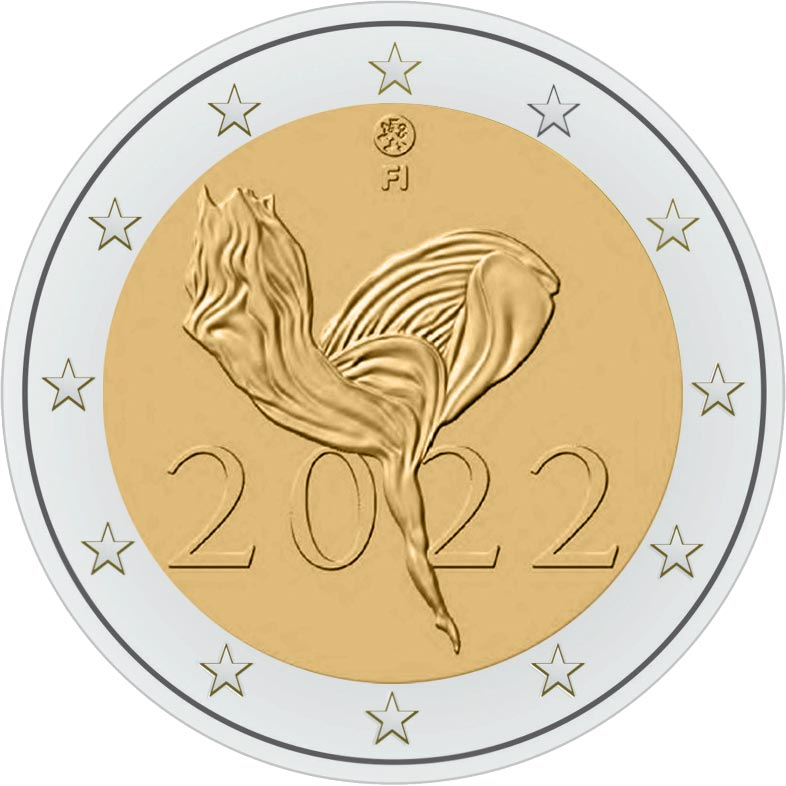
Balet Narodowy numer monety: 434
Badania klimatu numer monety: 435
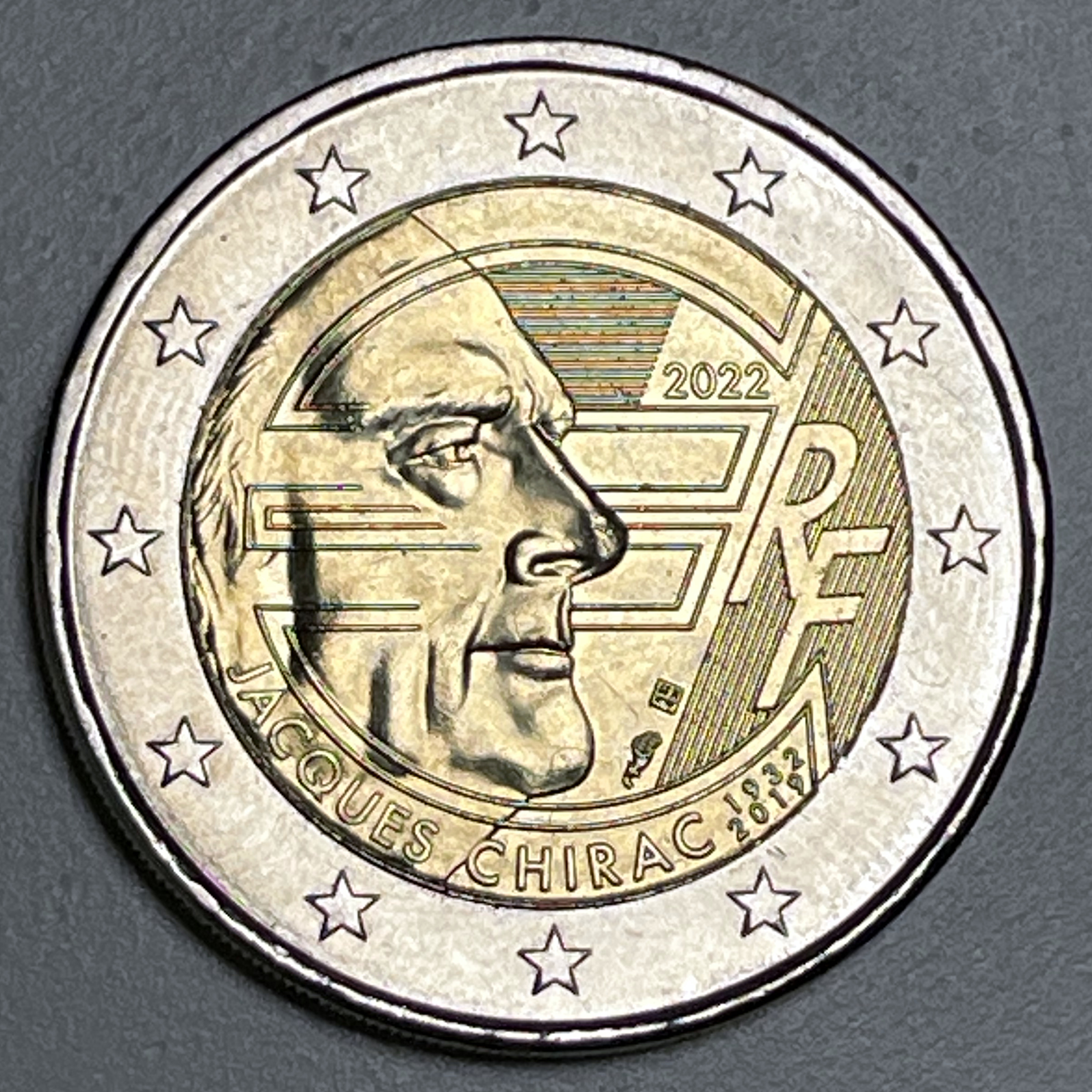
Jacques Chirac numer monety: 436
Geniusz Wolności numer monety: 437
Grecka Konstytucja numer monety: 438
Garajonay numer monety: 439
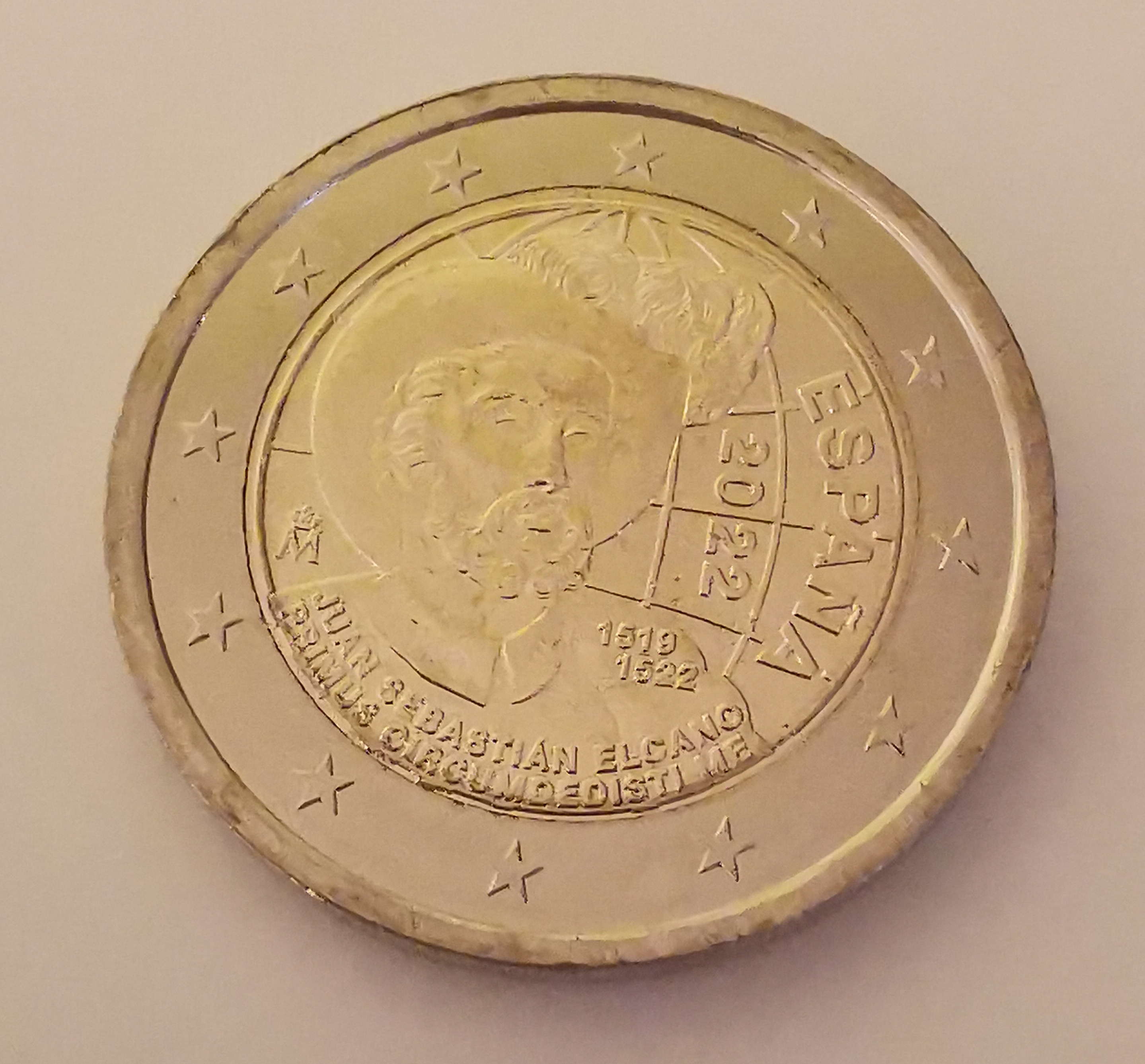
Juan Sebastián Elcano numer monety: 440
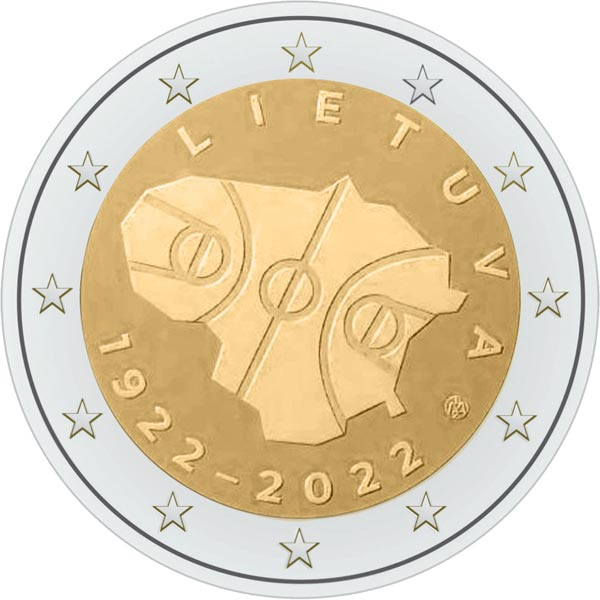
Koszykówka numer monety: 441
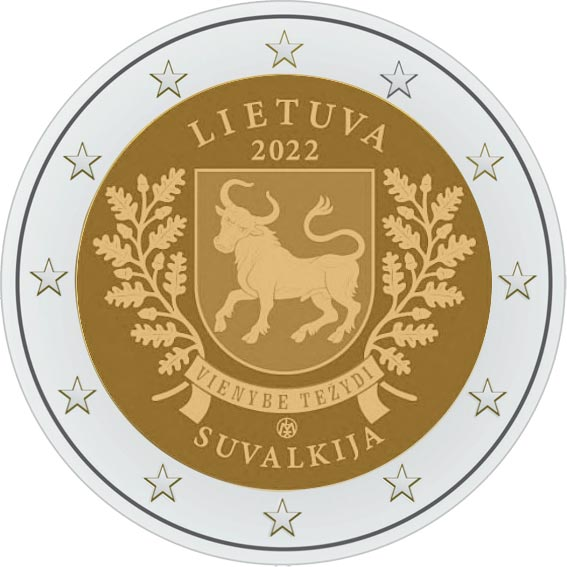
Suwalszczyzna numer monety: 442
Wilhelm i Stefania numer monety: 443
Flaga Luksemburga numer monety: 444
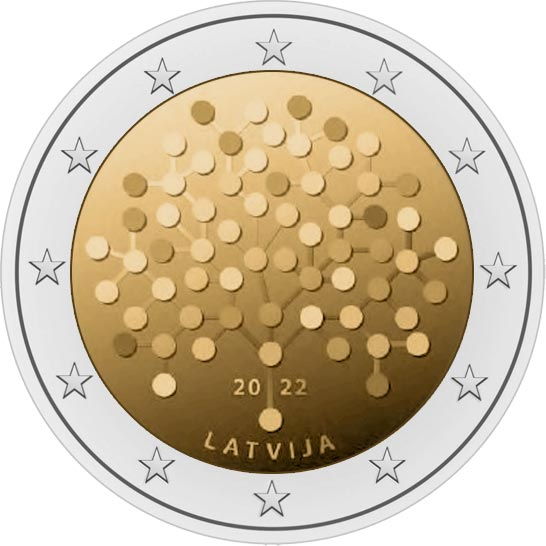
Bank Łotwy numer monety: 445
Hypogeum Ħal Saflieni numer monety: 446
Rezolucja ONZ numer monety: 447
Książę Albert I numer monety: 448
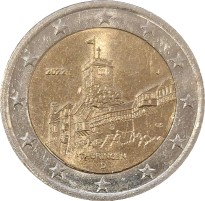
Turyngia numer monety: 449
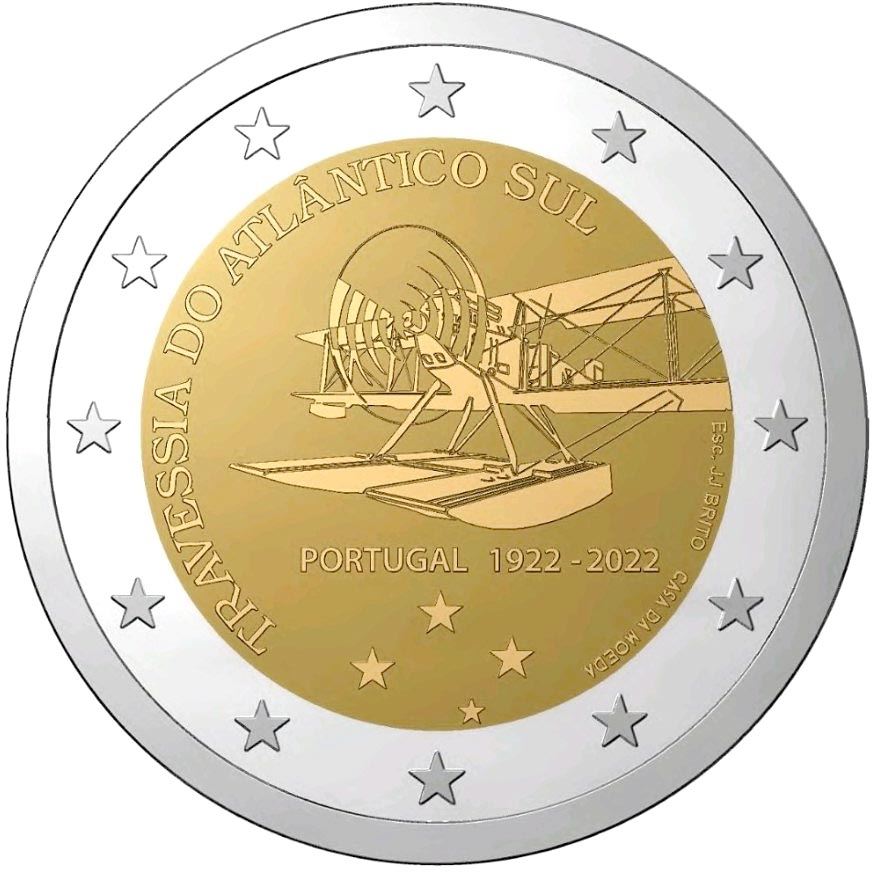
Pokonanie Atlantyku numer monety: 450
Piero della Francesca numer monety: 451
Antonio Canova numer monety: 452
Silnik parowy numer monety: 453
Jože Plečnik numer monety: 454
Matka Teresa z Kalkuty numer monety: 455
Paweł VI numer monety: 456
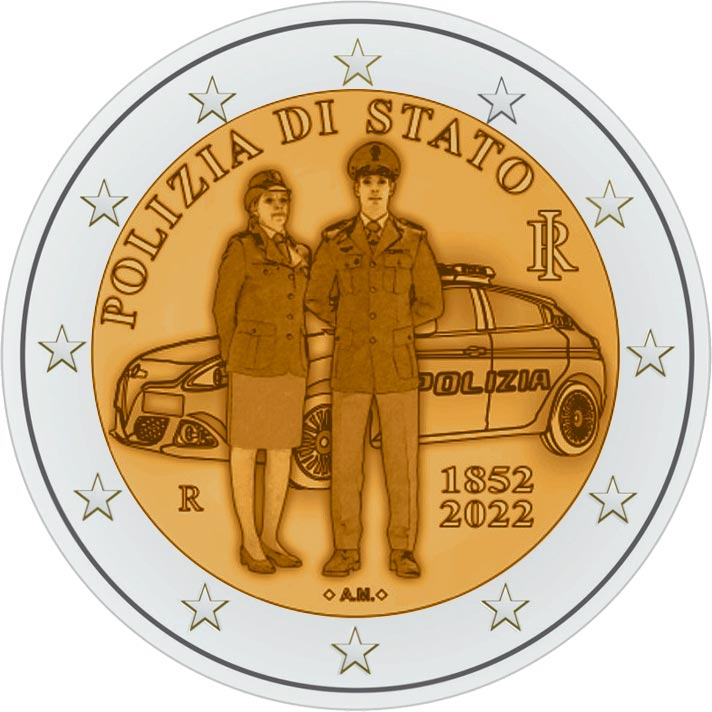
Polizia di Stato numer monety: 457
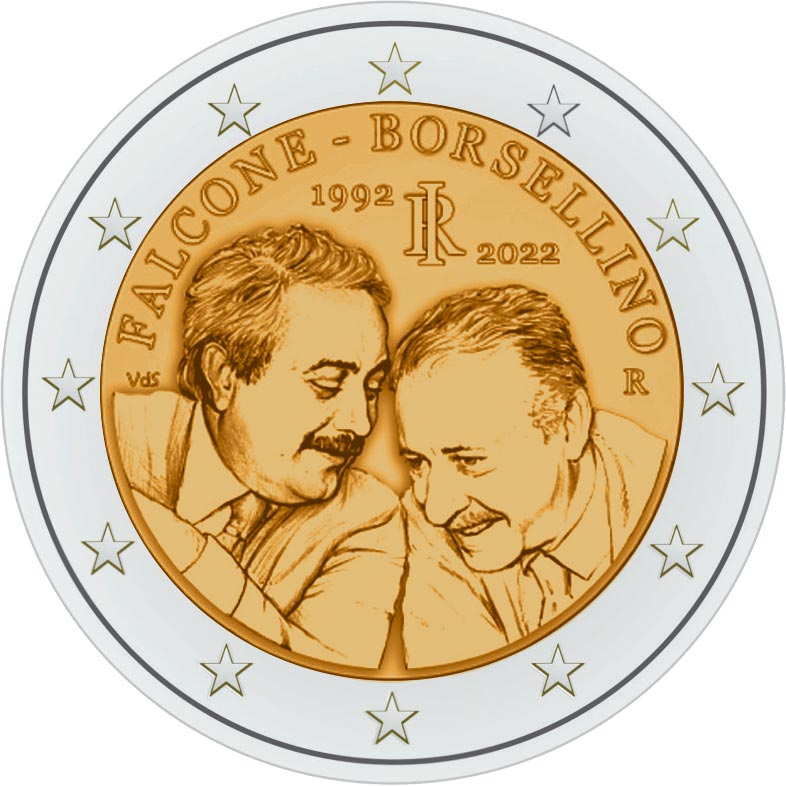
Falcone i Borsellino numer monety: 458

- Andora
Układ monetarny
numer monety: 429
- Andora
Karol Wielki
numer monety: 430
- Belgia
Sektor opieki zdrowotnej
numer monety: 431
- Estonia
Literaci Estońscy
numer monety: 432
- Estonia
Ukraina i wolność
numer monety: 433
- Finlandia
Balet Narodowy
numer monety: 434
- Finlandia
Badania klimatu
numer monety: 435
- Francja
Jacques Chirac
numer monety: 436
- Francja
Geniusz Wolności
numer monety: 437
- Grecja
Grecka Konstytucja
numer monety: 438
- Hiszpania
Garajonay
numer monety: 439
- Hiszpania
Juan Sebastián Elcano
numer monety: 440
- Litwa
Koszykówka
numer monety: 441
- Litwa
Suwalszczyzna
numer monety: 442
- Luksemburg
Wilhelm i Stefania
numer monety: 443
- Luksemburg
Flaga Luksemburga
numer monety: 444
- Łotwa
Bank Łotwy
numer monety: 445
- Malta
Hypogeum Ħal Saflieni
numer monety: 446
- Malta
Rezolucja ONZ
numer monety: 447
- Monako
Książę Albert I
numer monety: 448
- Niemcy
Turyngia
numer monety: 449
- Portugalia
Pokonanie Atlantyku
numer monety: 450
- San Marino
Piero della Francesca
numer monety: 451
- San Marino
Antonio Canova
numer monety: 452
- Słowacja
Silnik parowy
numer monety: 453
- Słowenia
Jože Plečnik
numer monety: 454
- Watykan
Matka Teresa z Kalkuty
numer monety: 455
- Watykan
Paweł VI
numer monety: 456
- Włochy
Polizia di Stato
numer monety: 457
- Włochy
Falcone i Borsellino
numer monety: 458

#### emisja wspólna -35 lat programu Erasmus

Erasmus numer monety: 459
Erasmus numer monety: 460
Erasmus numer monety: 461
Erasmus numer monety: 462
Erasmus numer monety: 463
Erasmus numer monety: 464
Erasmus numer monety: 465
Erasmus numer monety: 466
Erasmus numer monety: 467
Erasmus numer monety: 468
Erasmus numer monety: 469
Erasmus numer monety: 470
Erasmus numer monety: 471
Erasmus numer monety: 472
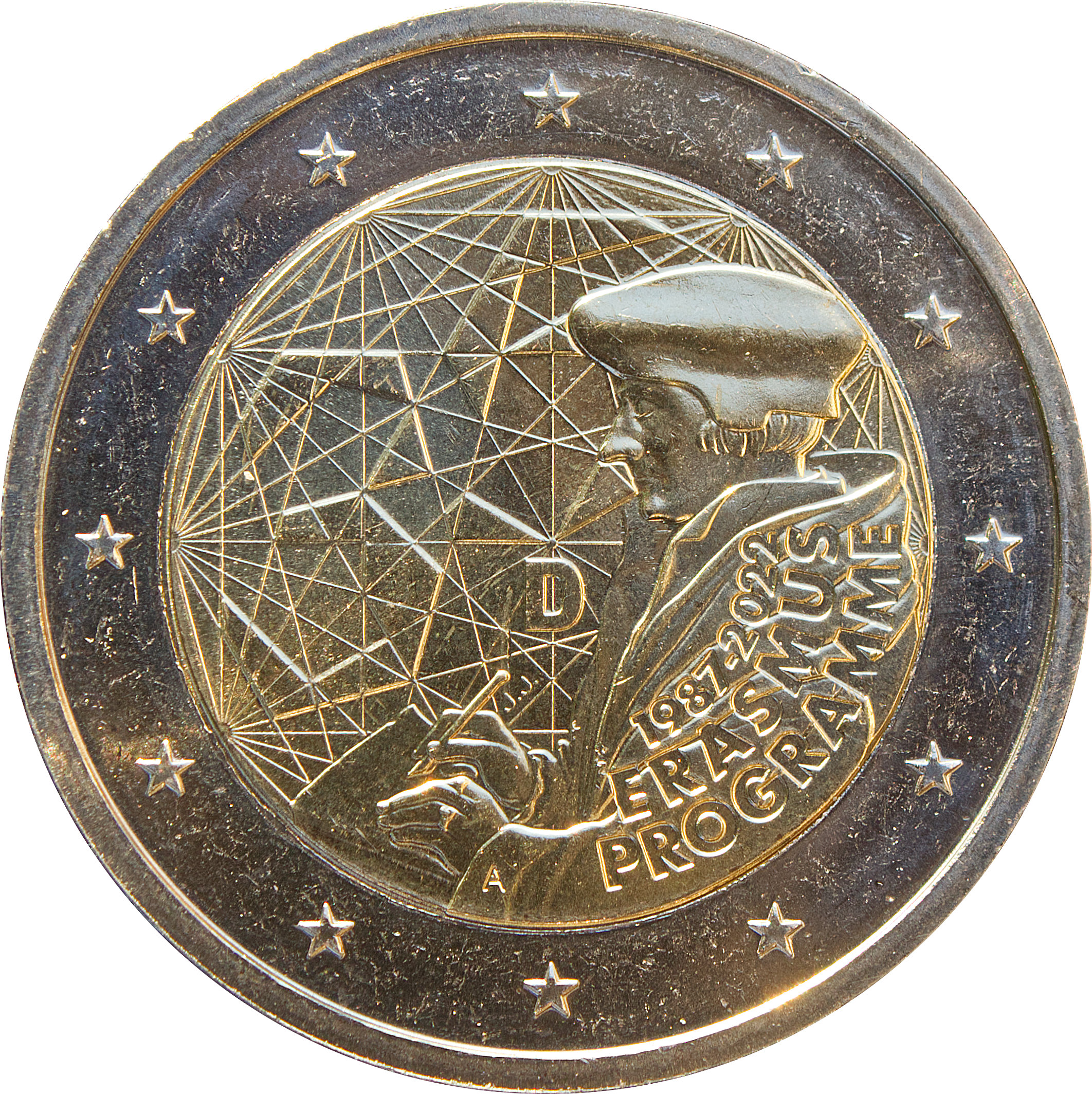
Erasmus numer monety: 473
Erasmus numer monety: 474
Erasmus numer monety: 475
Erasmus numer monety: 476
Erasmus numer monety: 477

- Austria
Erasmus
numer monety: 459
- Belgia
Erasmus
numer monety: 460
- Cypr
Erasmus
numer monety: 461
- Estonia
Erasmus
numer monety: 462
- Finlandia
Erasmus
numer monety: 463
- Francja
Erasmus
numer monety: 464
- Grecja
Erasmus
numer monety: 465
- Hiszpania
Erasmus
numer monety: 466
- Holandia
Erasmus
numer monety: 467
- Irlandia
Erasmus
numer monety: 468
- Litwa
Erasmus
numer monety: 469
- Luksemburg
Erasmus
numer monety: 470
- Łotwa
Erasmus
numer monety: 471
- Malta
Erasmus
numer monety: 472
- Niemcy
Erasmus
numer monety: 473
- Portugalia
Erasmus
numer monety: 474
- Słowacja
Erasmus
numer monety: 475
- Słowenia
Erasmus
numer monety: 476
- Włochy
Erasmus
numer monety: 477

### 2023

Andora w ONZ numer monety: 478
Święto ognia numer monety: 479
Art Nouveau numer monety: 480
Prawa wyborcze kobiet numer monety: 481
Waluta euro w Chorwacji numer monety: 482
Bank Cypryjski numer monety: 483
Jaskółka dymówka numer monety: 484
Ochrona przyrody numer monety: 485
Sektor socjalny numer monety: 486
Semeuse numer monety: 487
Rugby numer monety: 488
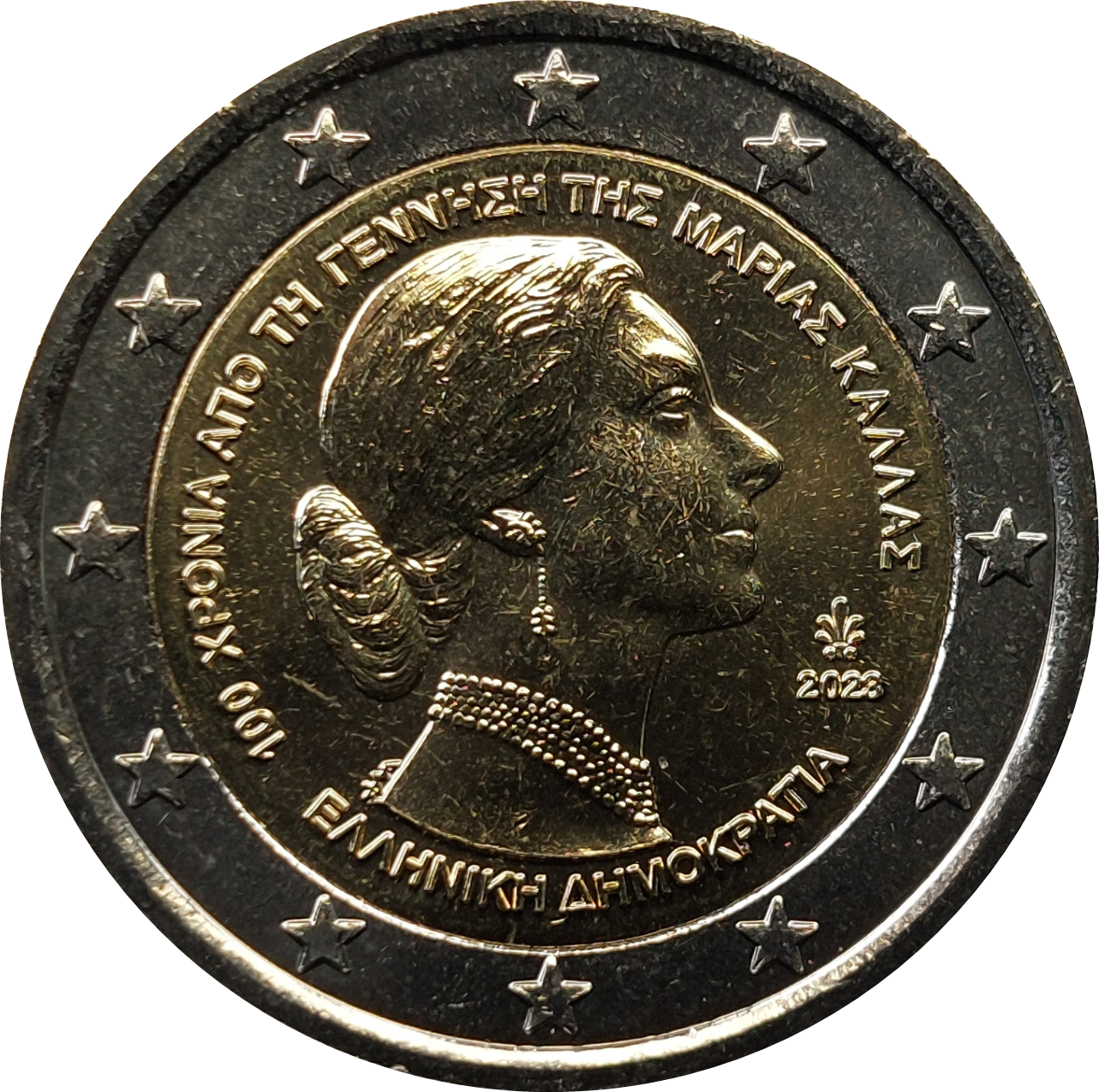
Maria Callas numer monety: 489
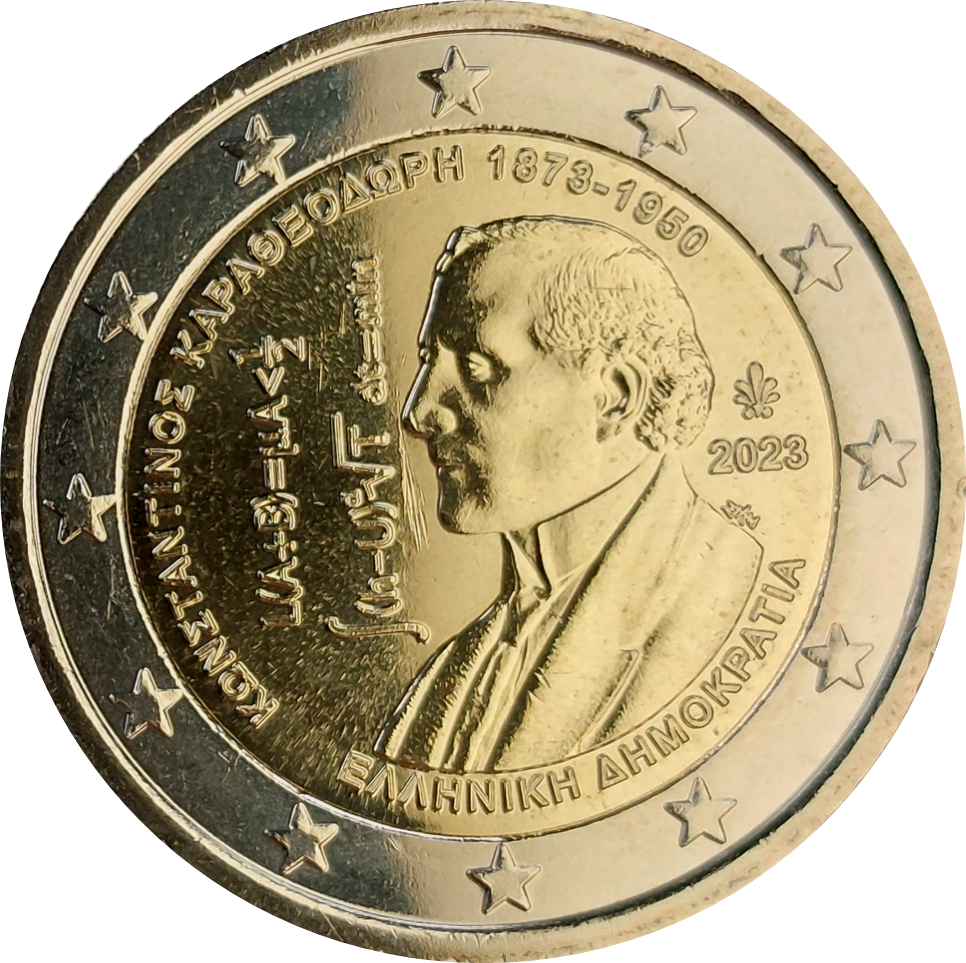
Constantin Carathéodory numer monety: 490
Cáceres numer monety: 491
Hiszpańska Prezydencja numer monety: 492
Irlandia w UE numer monety: 493
Razem z Ukrainą numer monety: 494
Izba Deputowanych numer monety: 495
Książę Henryk w MKOl numer monety: 496
Ukraiński słonecznik numer monety: 497
Mikołaj Kopernik numer monety: 498
Przybycie Francuzów numer monety: 499
Książę Rainier III numer monety: 500
Pokój między narodami numer monety: 504
Pietro Perugino numer monety: 505
Luca Signorelli numer monety: 506
Transfuzja krwi numer monety: 507
Poczta konna numer monety: 508
Josip Plemelj numer monety: 509
Pietro Perugino numer monety: 510
Alessandro Manzoni numer monety: 511
Włoskie Siły Powietrzne numer monety: 512
Alessandro Manzoni numer monety: 513

- Andora
Andora w ONZ
numer monety: 478
- Andora
Święto ognia 
numer monety: 479
- Belgia
Art Nouveau
numer monety: 480
- Belgia
Prawa wyborcze kobiet
numer monety: 481
- Chorwacja
Waluta euro w Chorwacji
numer monety: 482
- Cypr
Bank Cypryjski
numer monety: 483
- Estonia
Jaskółka dymówka
numer monety: 484
- Finlandia
Ochrona przyrody
numer monety: 485
- Finlandia
Sektor socjalny
numer monety: 486
- Francja
Semeuse
numer monety: 487
- Francja
Rugby
numer monety: 488
- Grecja
Maria Callas
numer monety: 489
- Grecja
Constantin Carathéodory
numer monety: 490
- Hiszpania
Cáceres
numer monety: 491
- Hiszpania
Hiszpańska Prezydencja
numer monety: 492
- Irlandia
Irlandia w UE
numer monety: 493
- Litwa
Razem z Ukrainą
numer monety: 494
- Luksemburg
Izba Deputowanych
numer monety: 495
- Luksemburg
Książę Henryk w MKOl
numer monety: 496
- Łotwa
Ukraiński słonecznik
numer monety: 497
- Malta
Mikołaj Kopernik
numer monety: 498
- Malta
Przybycie Francuzów
numer monety: 499
- Monako
Książę Rainier III
numer monety: 500
- Portugalia
Pokój między narodami
numer monety: 504
- San Marino
Pietro Perugino
numer monety: 505
- San Marino
Luca Signorelli
numer monety: 506
- Słowacja
Transfuzja krwi
numer monety: 507
- Słowacja
Poczta konna
numer monety: 508
- Słowenia
Josip Plemelj
numer monety: 509
- Watykan
Pietro Perugino
numer monety: 510
- Watykan
Alessandro Manzoni
numer monety: 511
- Włochy
Włoskie Siły Powietrzne
numer monety: 512
- Włochy
Alessandro Manzoni
numer monety: 513

### 2024

--- numer monety: *
--- numer monety: *
Belgijska Prezydencja numer monety: 516 *
Walka z rakiem numer monety: 517 *
Varaždin numer monety: 518 *
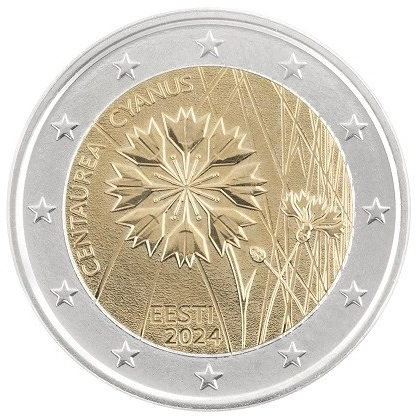
Chaber bławatek numer monety: 519 *
Wybory i Demokracja numer monety: 520 *
--- numer monety: *
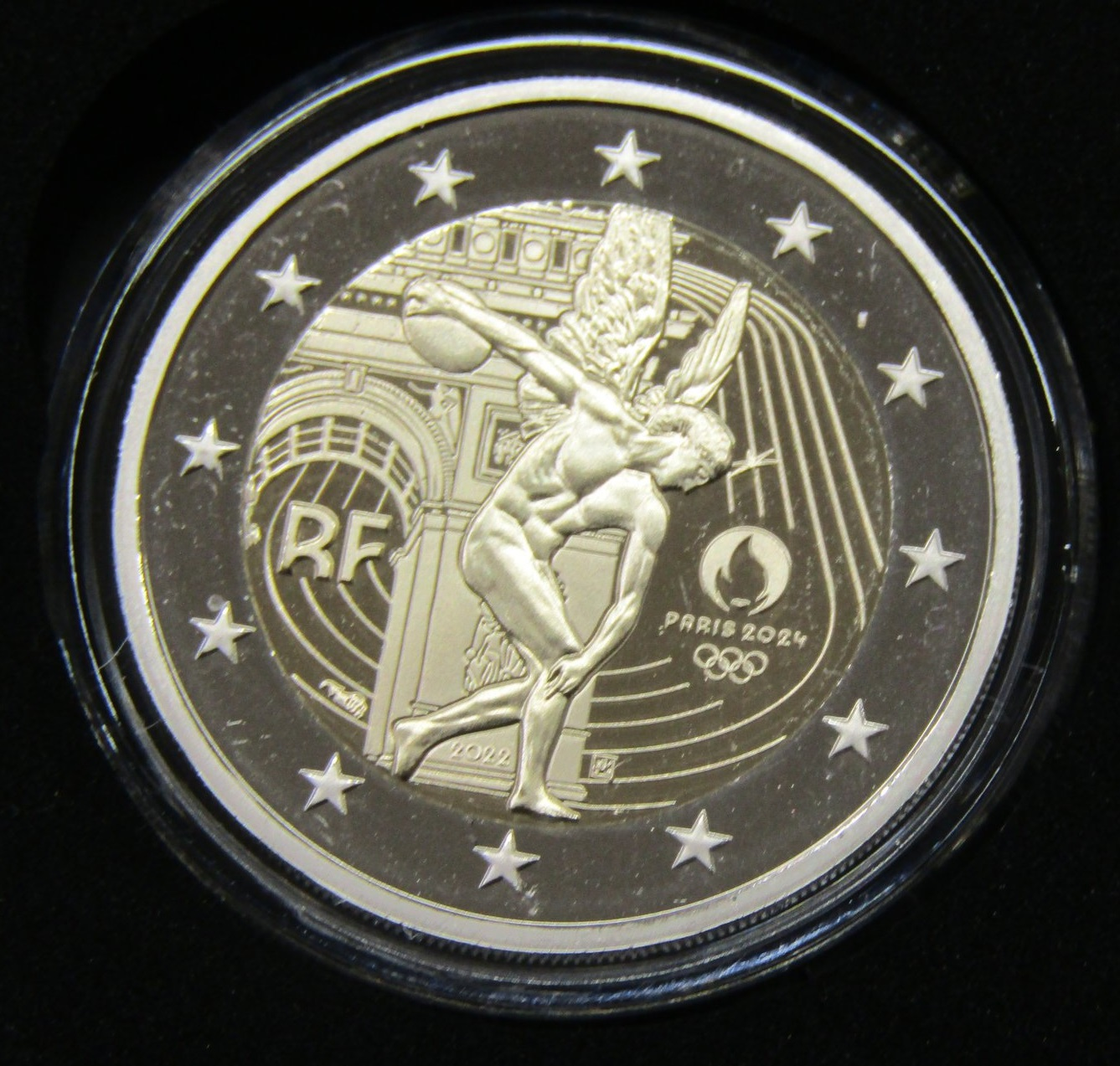
Herkules numer monety: 522 *
Wieża Eiffla numer monety: 523 *
Penelopa Delta numer monety: 524 *
Przywrócenie demokracji numer monety: 525 *
Sewilla numer monety: 526 *
Policja krajowa numer monety: 527 *
--- numer monety: *
Książę Wilhelm II numer monety: 529 *
Frank luksemburski numer monety: 530 *
--- numer monety: *
--- numer monety: *
--- numer monety: *
Traktat z Karolem V numer monety: 534 *
Rewolucja Goździkowa numer monety: 537 *
Portugalia na IO - Paryż numer monety: 538 *
Prawa Obywatelskie numer monety: 539 *
--- numer monety: *
--- numer monety: *
--- numer monety: *
Tomasz z Akwinu numer monety: 543 *
--- numer monety: *
Guardia di Finanza numer monety: 545 *
Rita Levi-Montalcini numer monety: 546 *

- Andora
---
numer monety: *
- Andora
---
numer monety: *
- Belgia
Belgijska Prezydencja
numer monety: 516 *
- Belgia
Walka z rakiem
numer monety: 517 *
- Chorwacja
Varaždin
numer monety: 518 *
- Estonia
Chaber bławatek
numer monety: 519 *
- Finlandia
Wybory i Demokracja
numer monety: 520 *
- Finlandia
---
numer monety: *
- Francja
Herkules
numer monety: 522 *
- Francja
Wieża Eiffla
numer monety: 523 *
- Grecja
Penelopa Delta
numer monety: 524 *
- Grecja
Przywrócenie demokracji
numer monety: 525 *
- Hiszpania
Sewilla
numer monety: 526 *
- Hiszpania
Policja krajowa
numer monety: 527 *
- Litwa
---
numer monety: *
- Luksemburg
Książę Wilhelm II
numer monety: 529 *
- Luksemburg
Frank luksemburski
numer monety: 530 *
- Łotwa
---
numer monety: *
- Malta
---
numer monety: *
- Malta
---
numer monety: *
- Monako
Traktat z Karolem V
numer monety: 534 *
- Portugalia
Rewolucja Goździkowa
numer monety: 537 *
- Portugalia
Portugalia na IO - Paryż
numer monety: 538 *
- San Marino
Prawa Obywatelskie
numer monety: 539 *
- San Marino
---
numer monety: *
- Słowacja
---
numer monety: *
- Słowenia
---
numer monety: *
- Watykan
Tomasz z Akwinu
numer monety: 543 *
- Watykan
---
numer monety: *
- Włochy
Guardia di Finanza
numer monety: 545 *
- Włochy
Rita Levi-Montalcini
numer  monety: 546 *